# 通俗水滸伝豪傑百八人之一個
『通俗水滸伝豪傑百八人之一個（壱人）』（つうぞくすいこでんごうけつひゃくはちにんのひとり）は、歌川国芳による浮世絵木版画の連作である。

## 概要
作品は錦絵としては初めて中国の奇譚水滸伝を題材として取り上げたものであり、国芳の出世作とされる。版元は加賀屋吉兵衛。その成功は他の版元の注目するところとなり、歌川国安『風俗見立女水滸伝』、歌川国貞『俳優水滸伝豪傑百八人一個』『流行役者水滸伝豪傑百八人一個』など水滸伝ブームを巻き起こした。
不正がはびこる世の中からはじき出された英雄たちのエピソードや個性に基づき、作品ごとにその風貌と活躍ぶりを絵と説明文で生き生きと描き分けた点が人々を魅了した。

## 作品

### 制作・刊行時期
最初の刊行は文政10年（1827年）とされるが、前年の文政9年（1826年）から出版されていた可能性の指摘もある。初めに出版された作品は智多星吴用、九紋龍史進、行者武松、黒旋風李逵、花和尚魯智深の五図とされている。シリーズの大半は天保初年（1830年）までに出版されたとみられるが、一部の落款の形態から最終的には天保七年（1836年）頃まで出版されたと見られる。

### 一覧
百八人の全図は確認されておらず、重複する人物を含め74図が知られるとする説があるが、以下に77図を数えることができる。その中には二枚続、三枚続の作品もある。番号は水滸伝百八星一覧表の席次による。

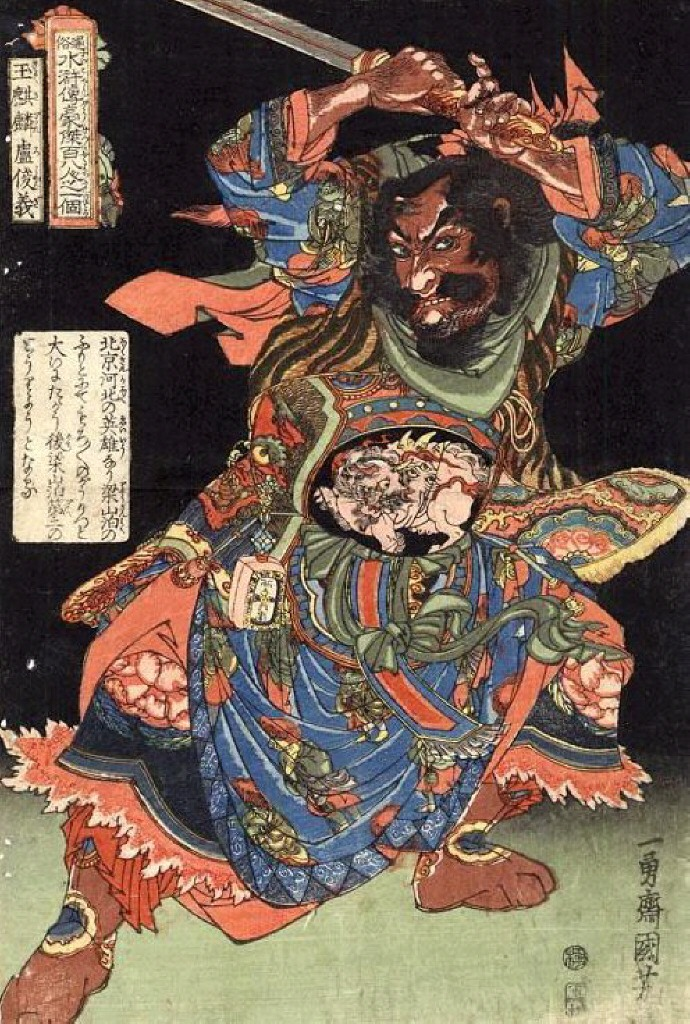
2.玉麒麟盧俊義
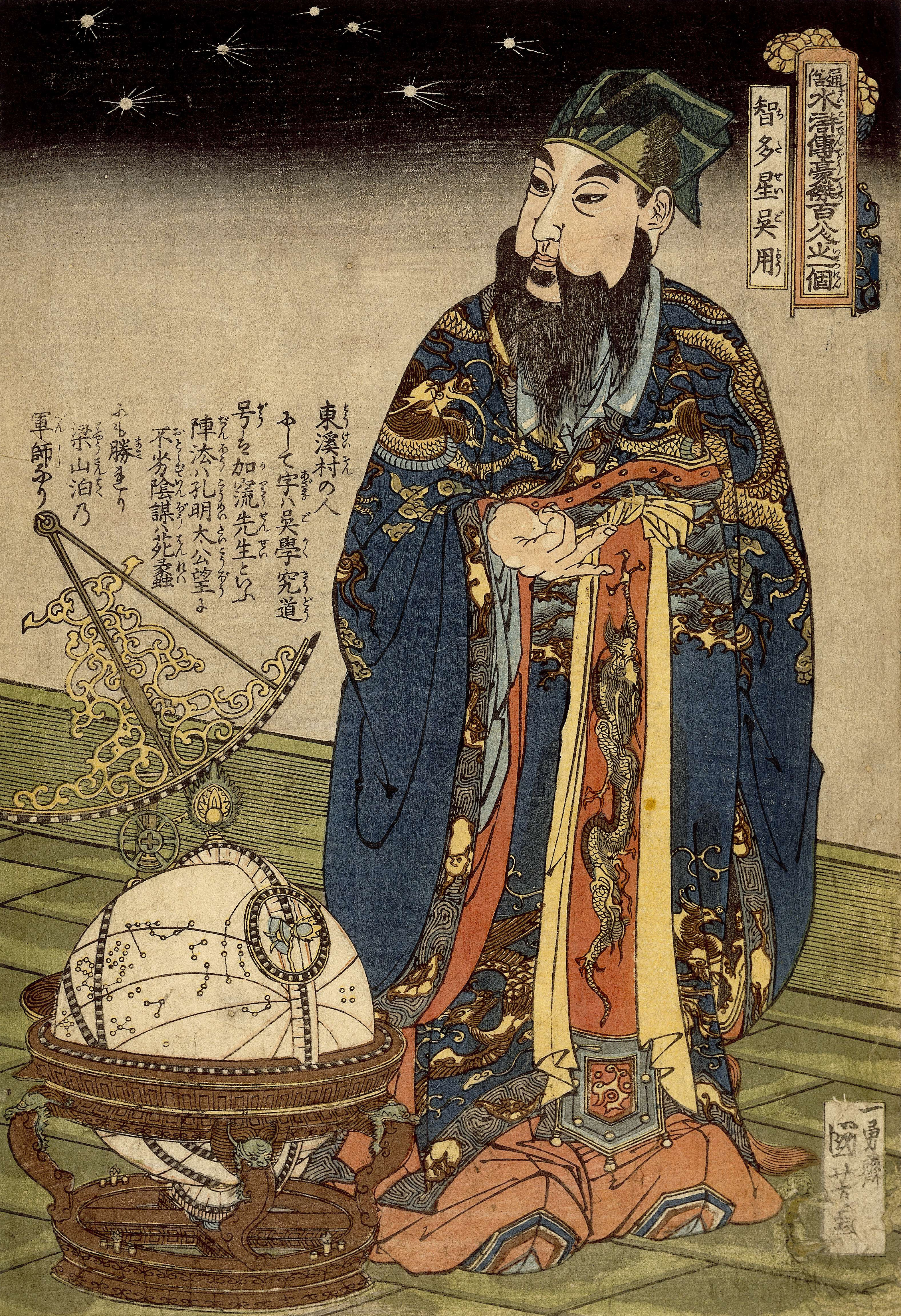
3.智多星吴用
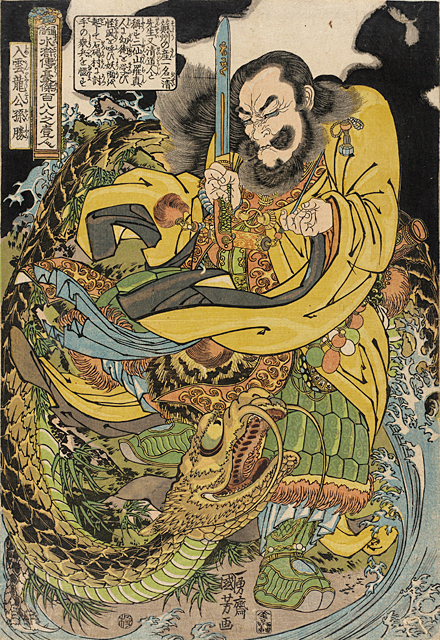
4.入雲龍公孫勝
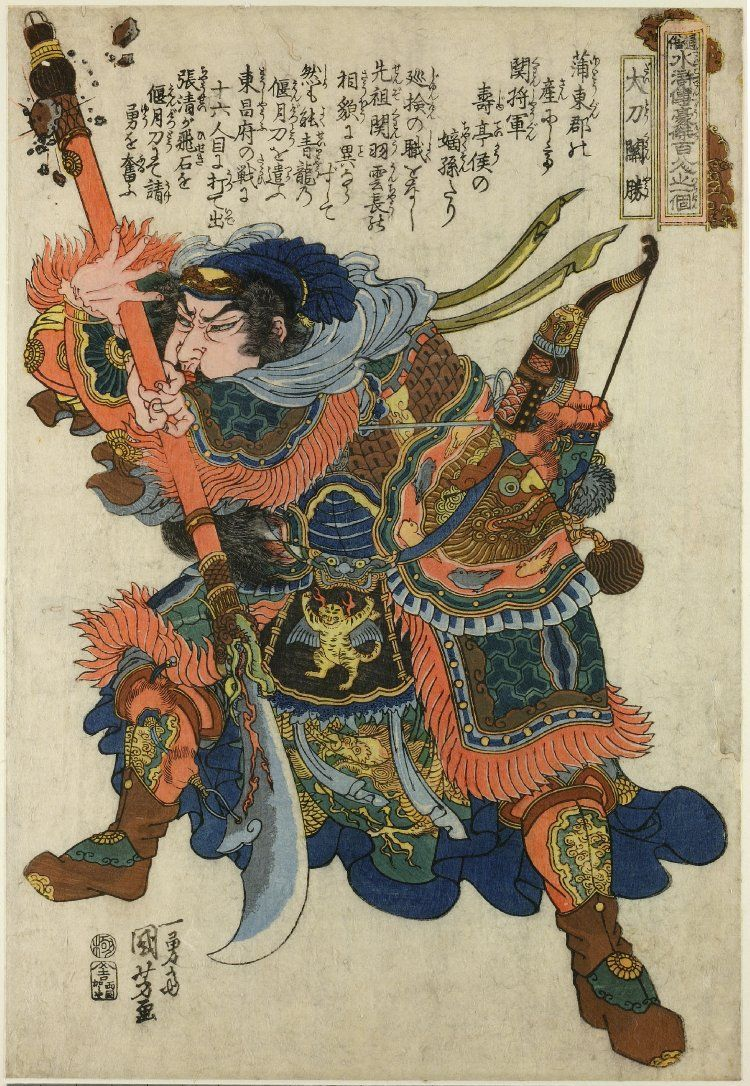
5.大刀関勝
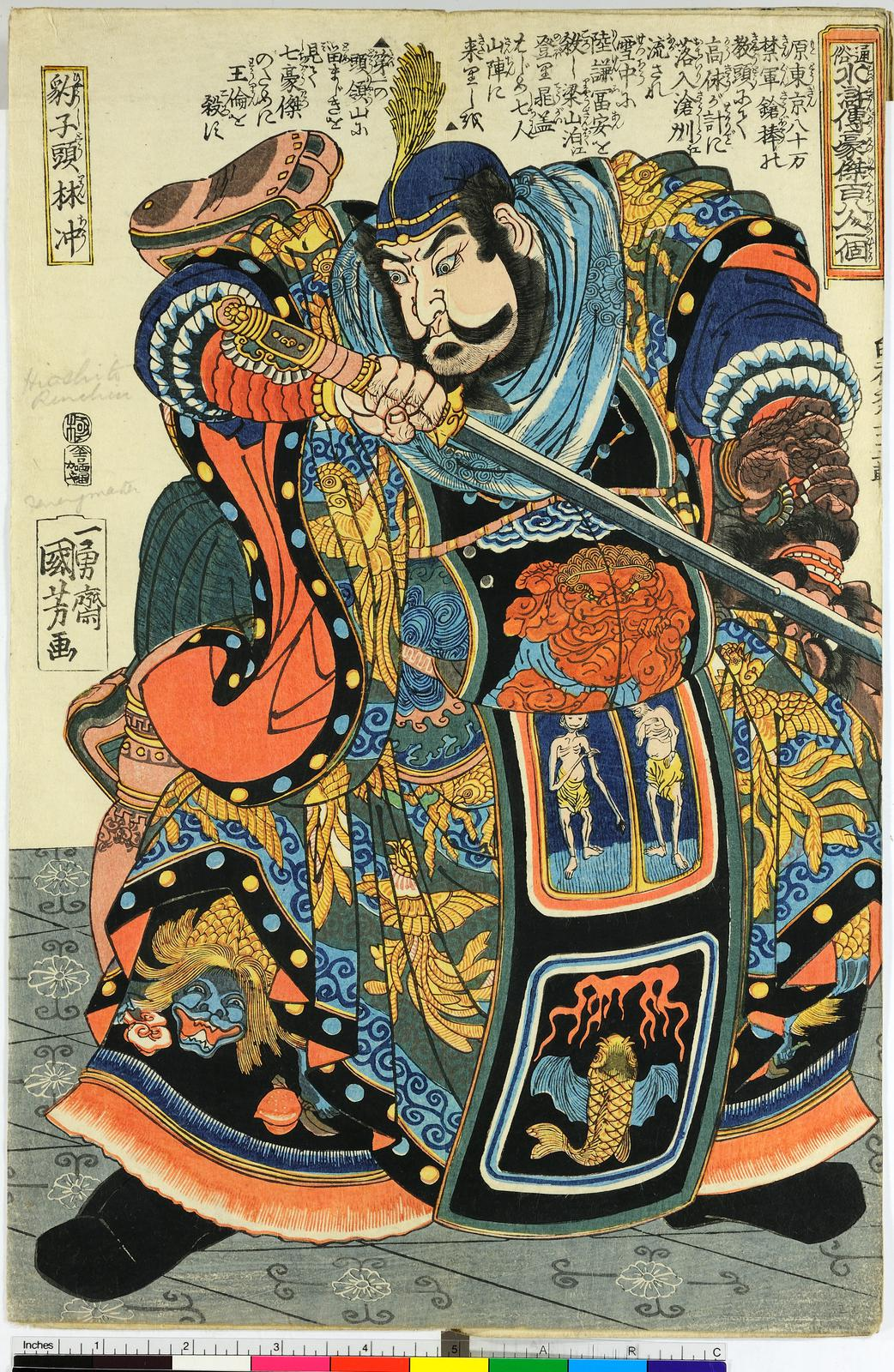
6.豹子頭林冲
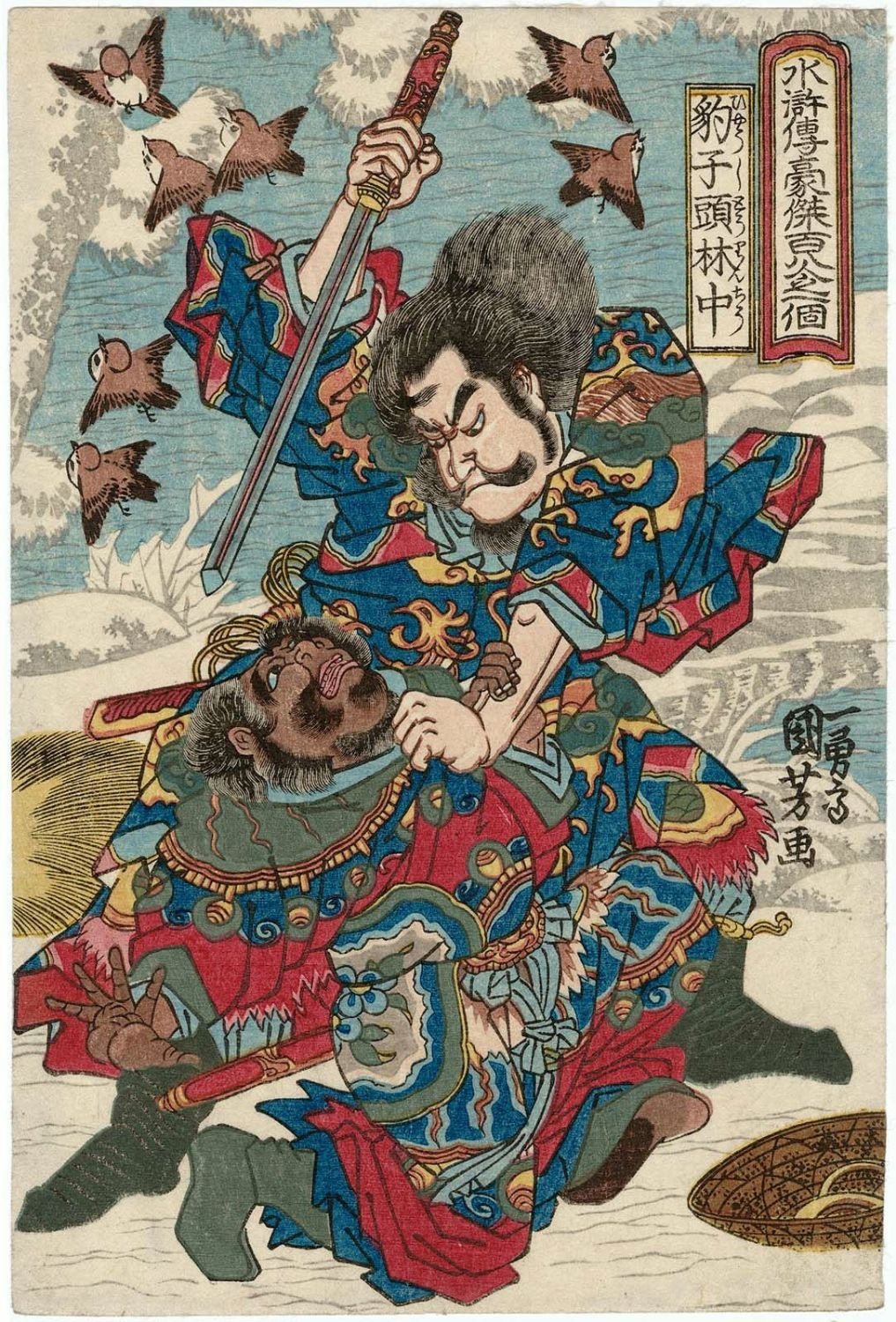
6.豹子頭林冲（重複）
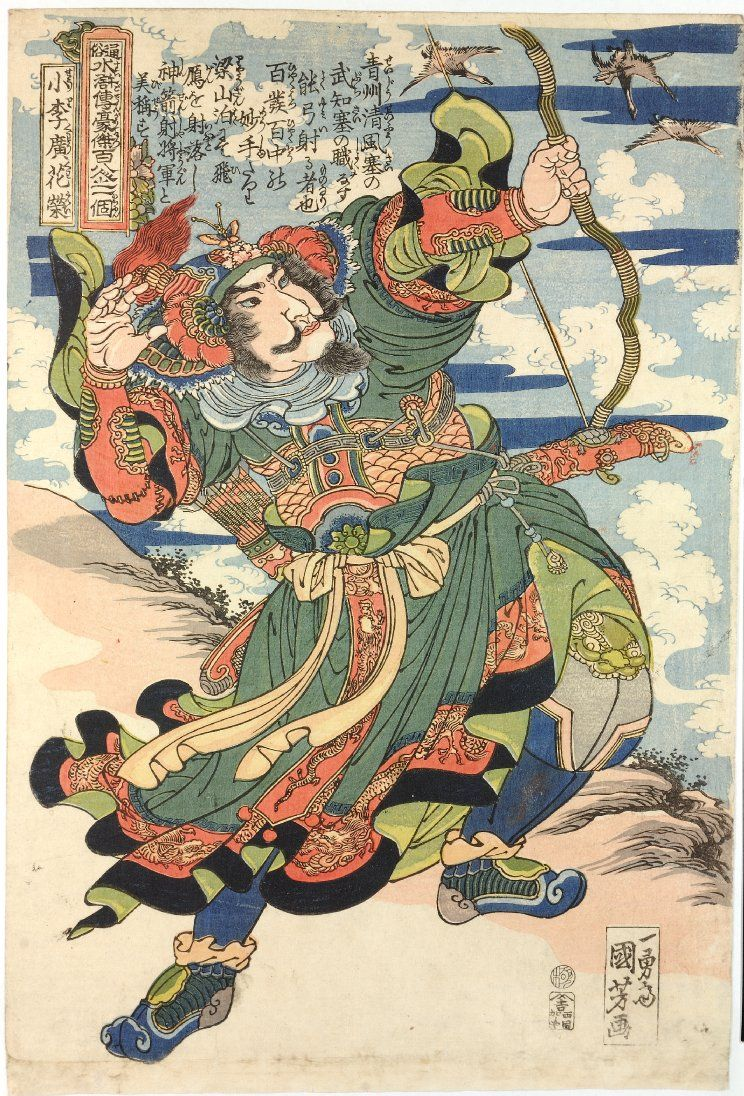
9.小李広花栄
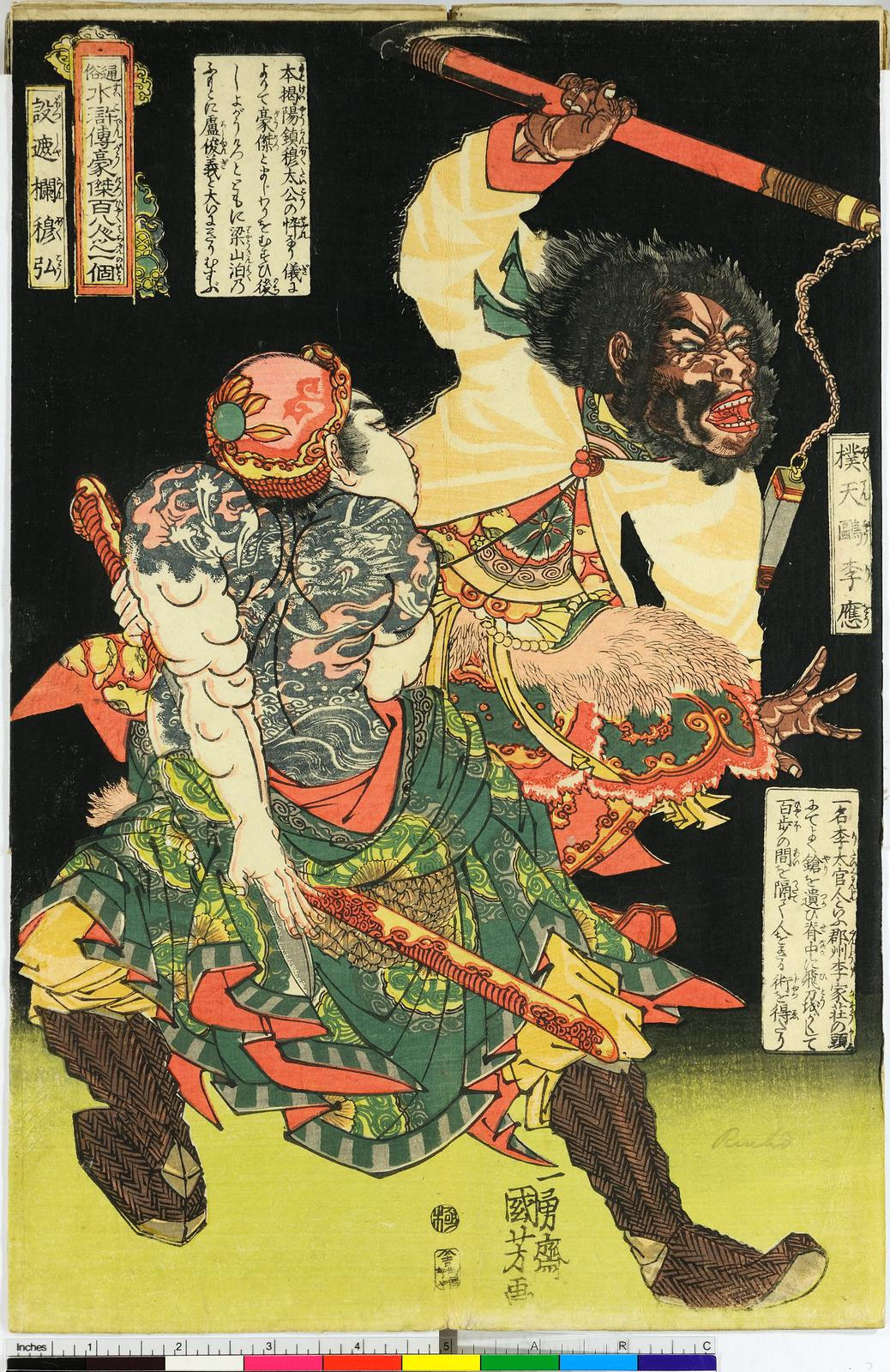
11.撲天鵰李応（右）, 24.没遮攔穆弘（左）
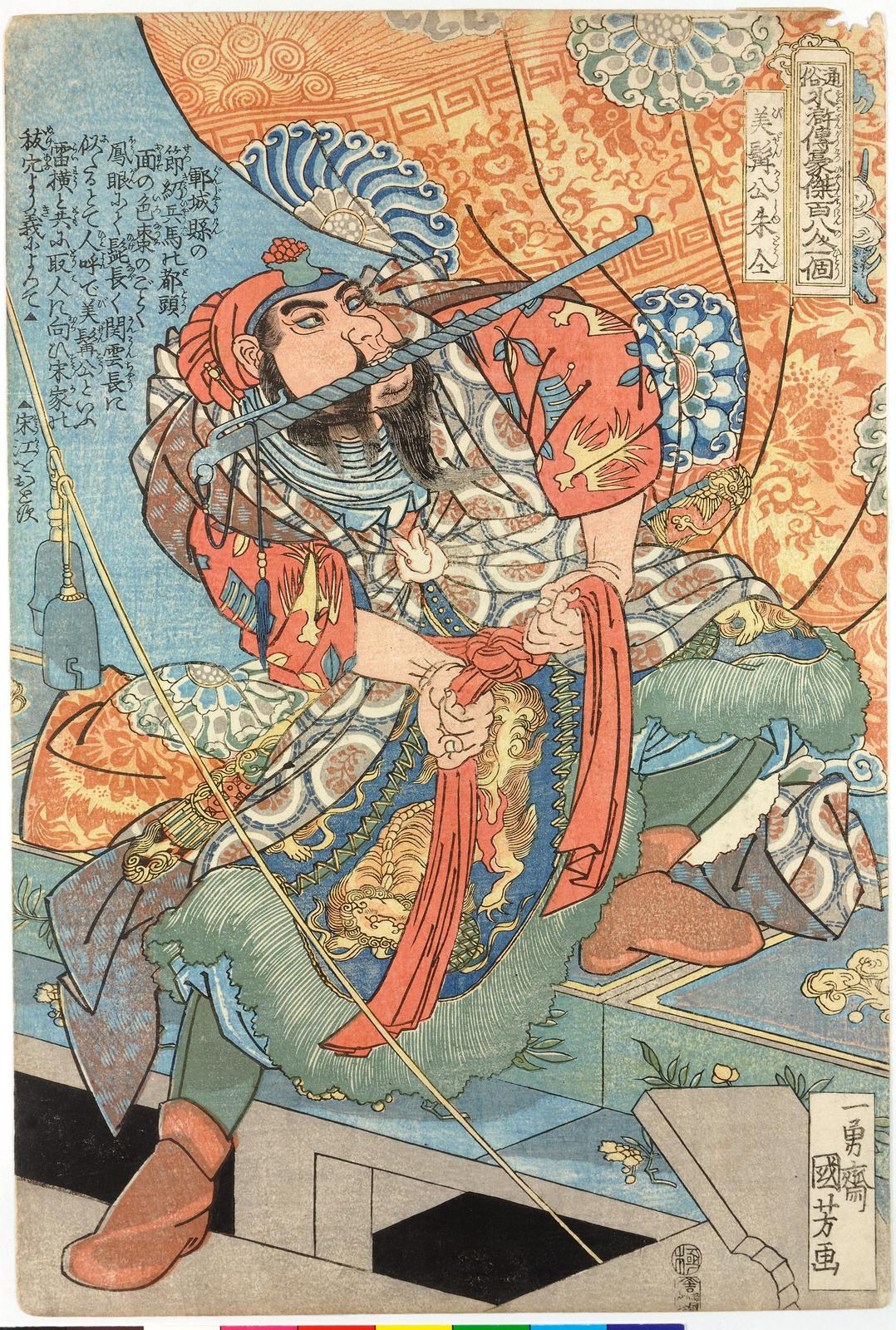
12.美鬚公朱仝
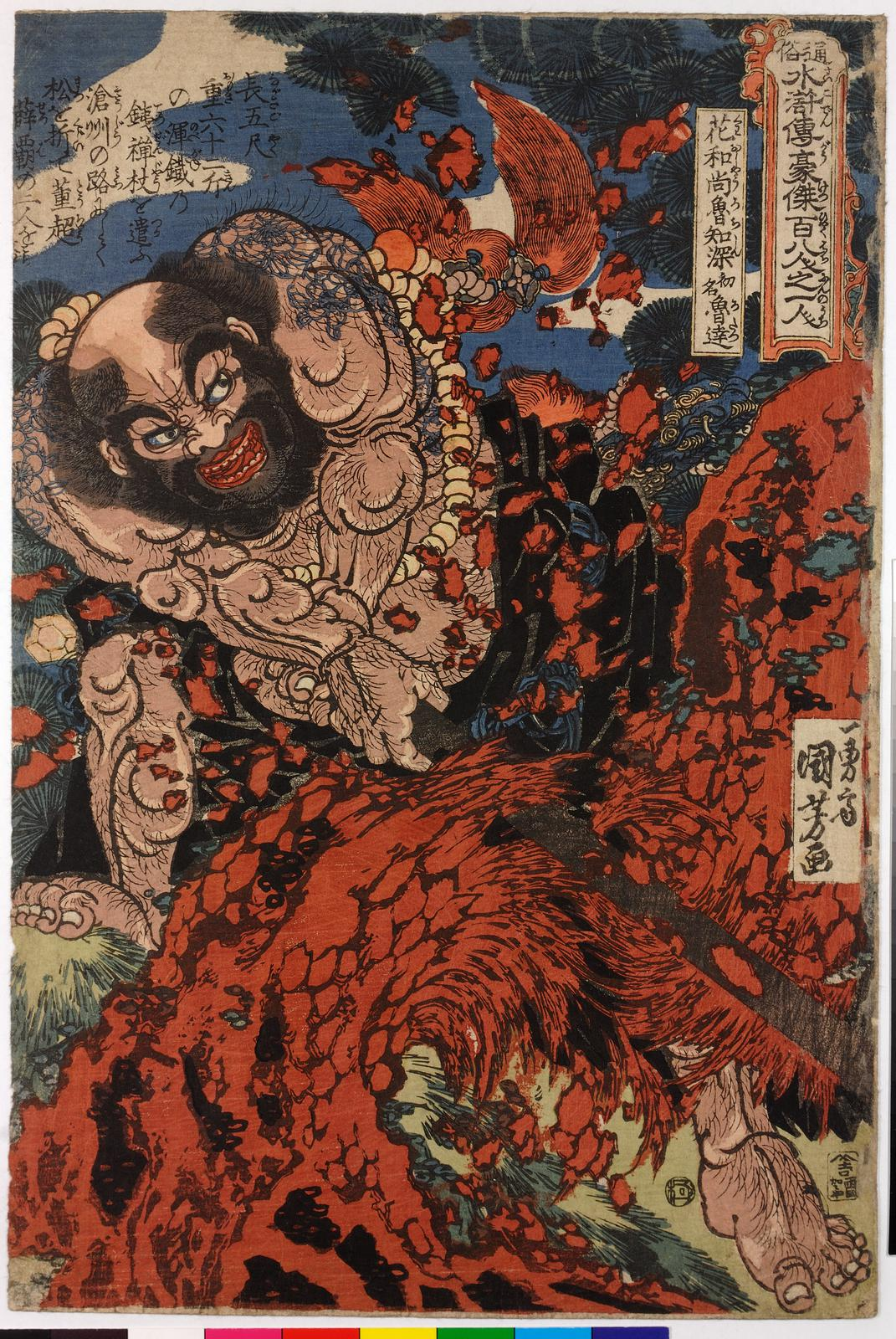
13.花和尚魯智深
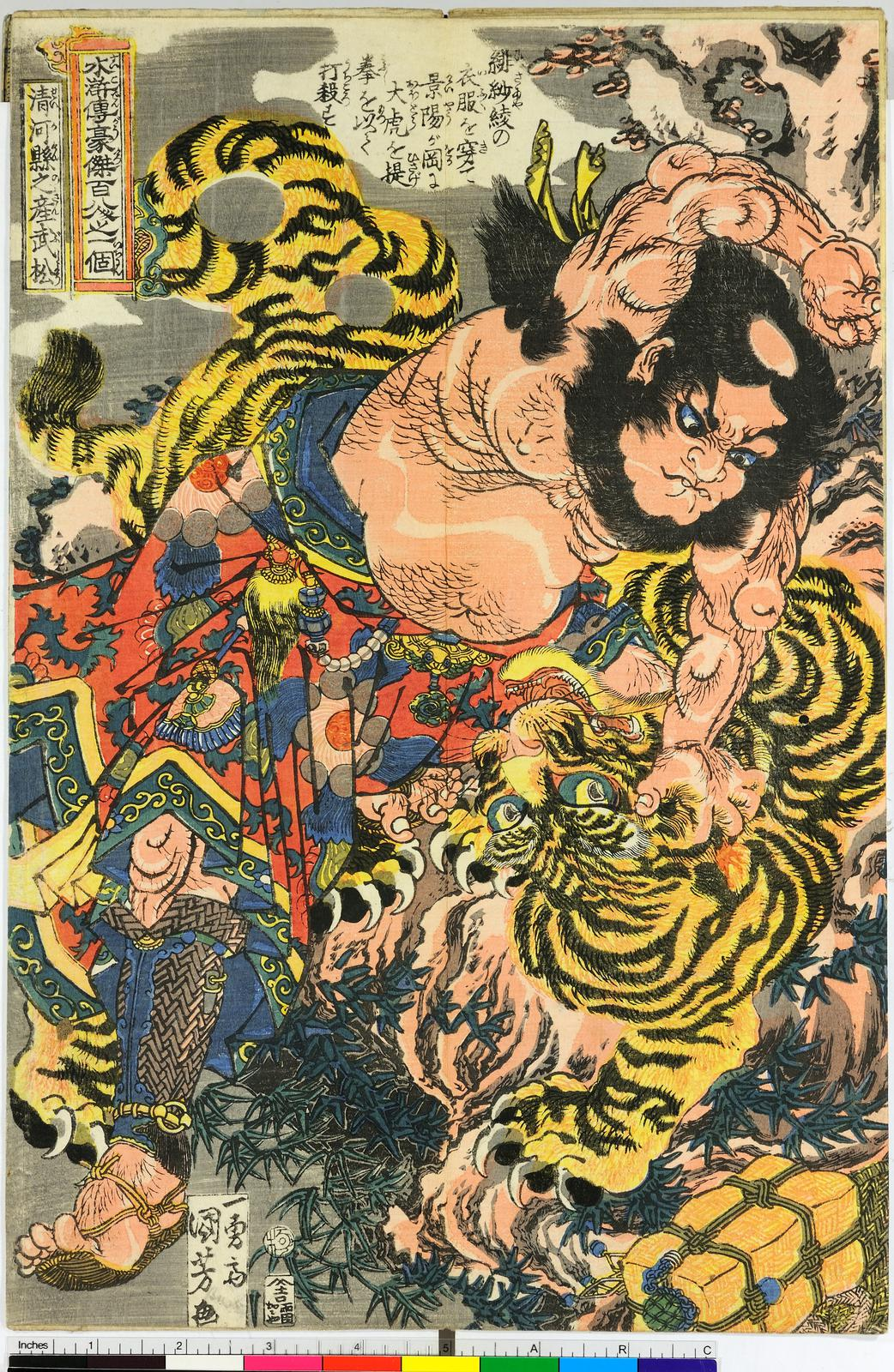
14.行者武松
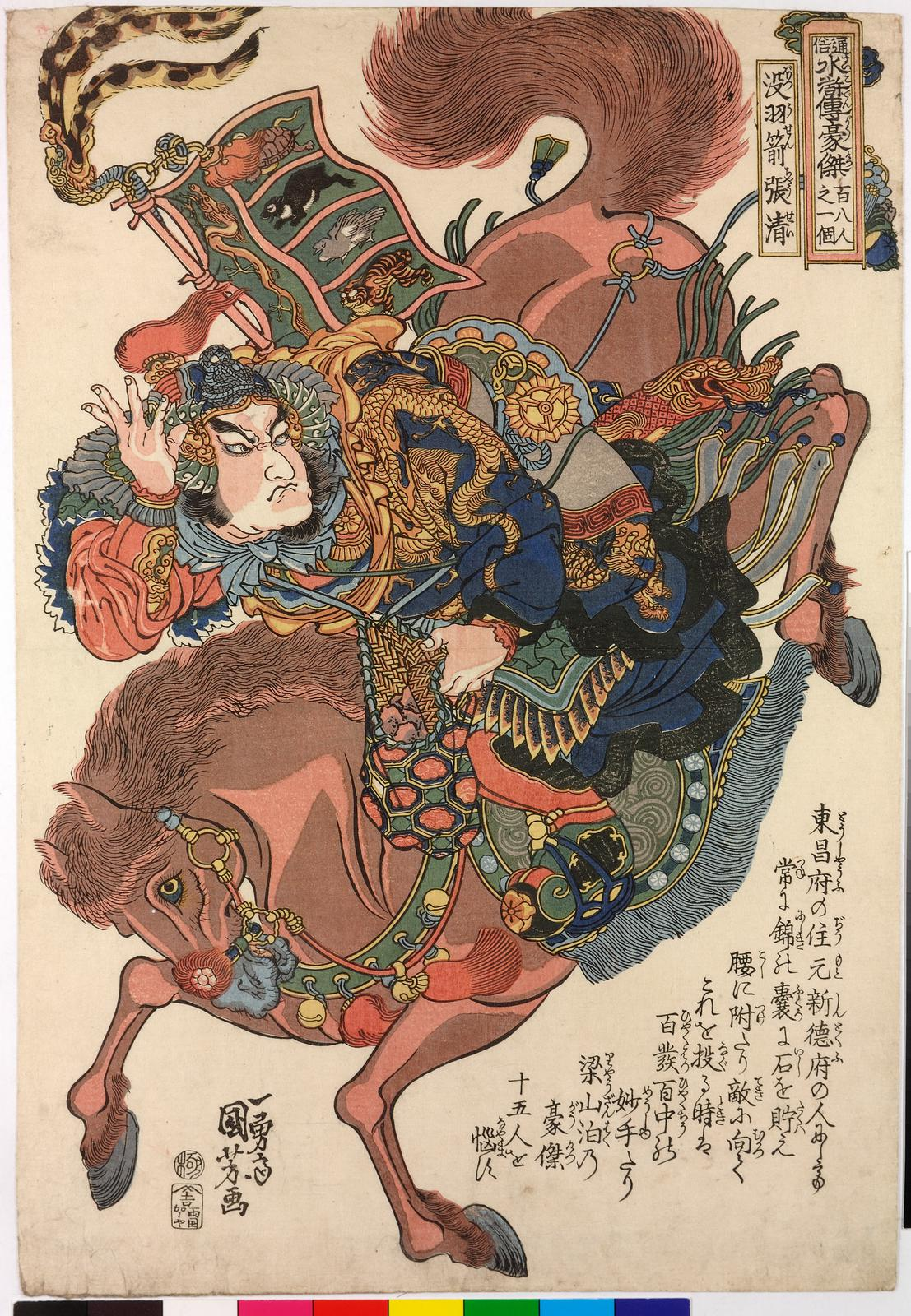
16.沒羽箭張清
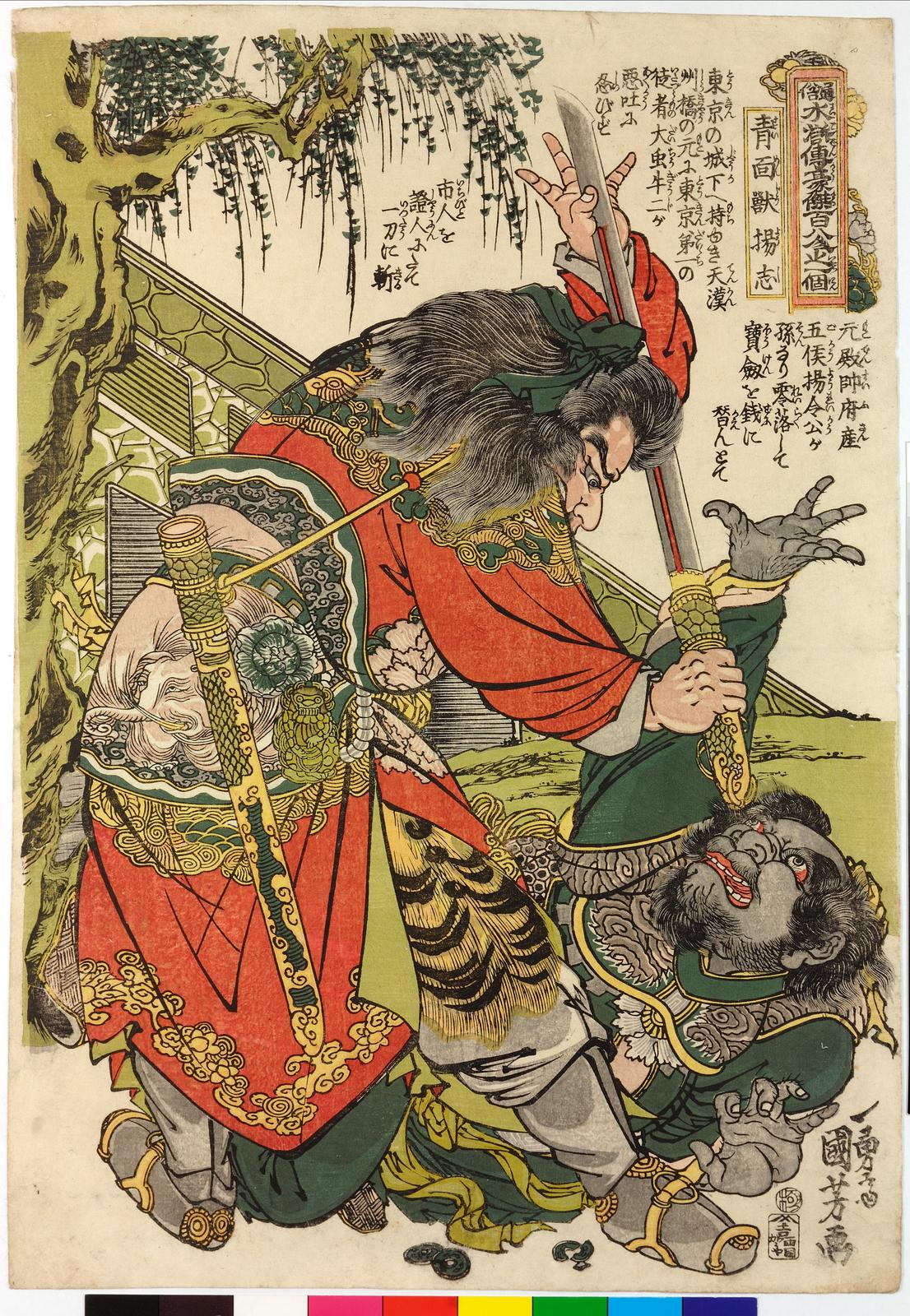
17.青面獣楊志
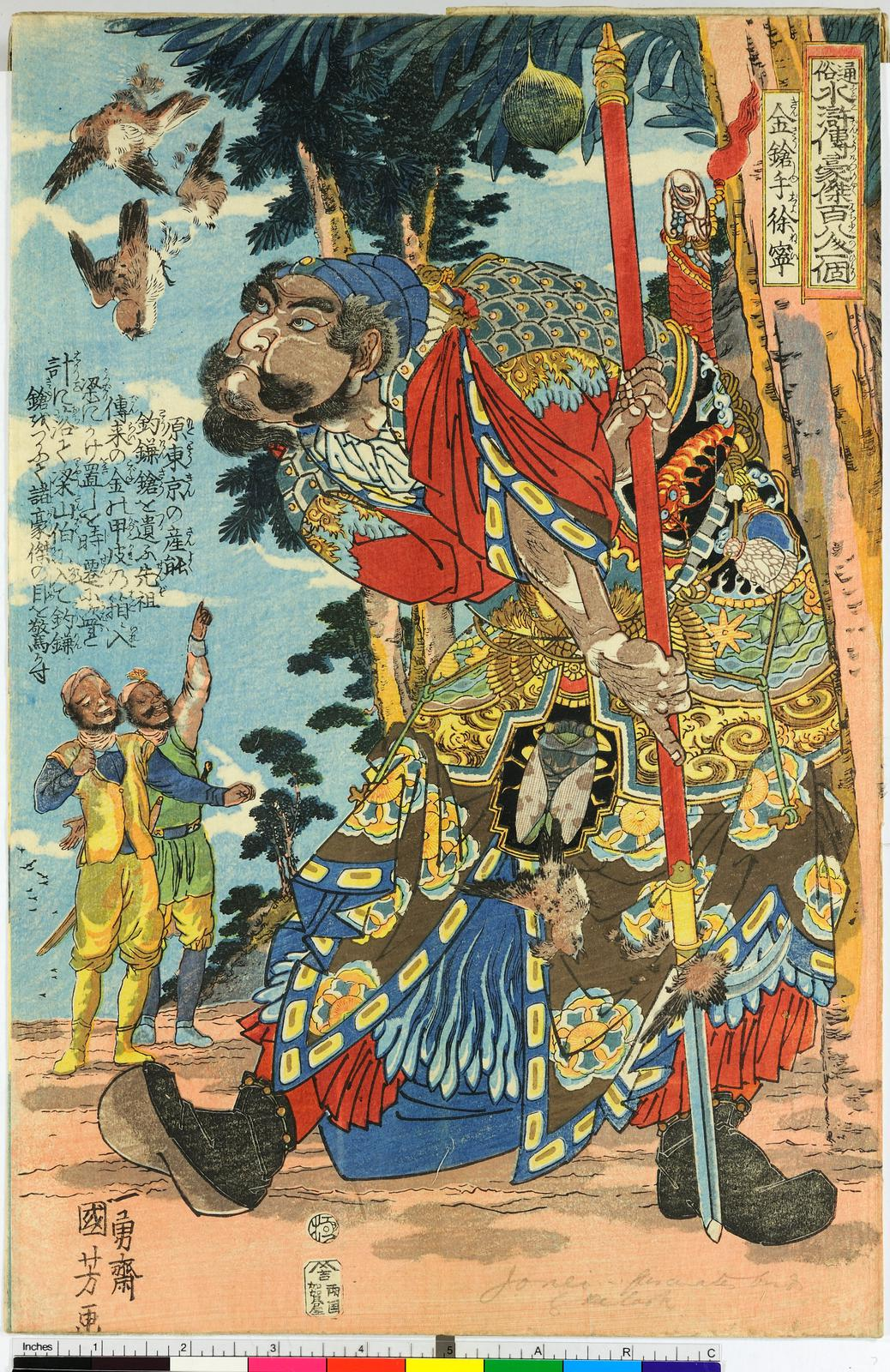
18.金鎗手徐寧
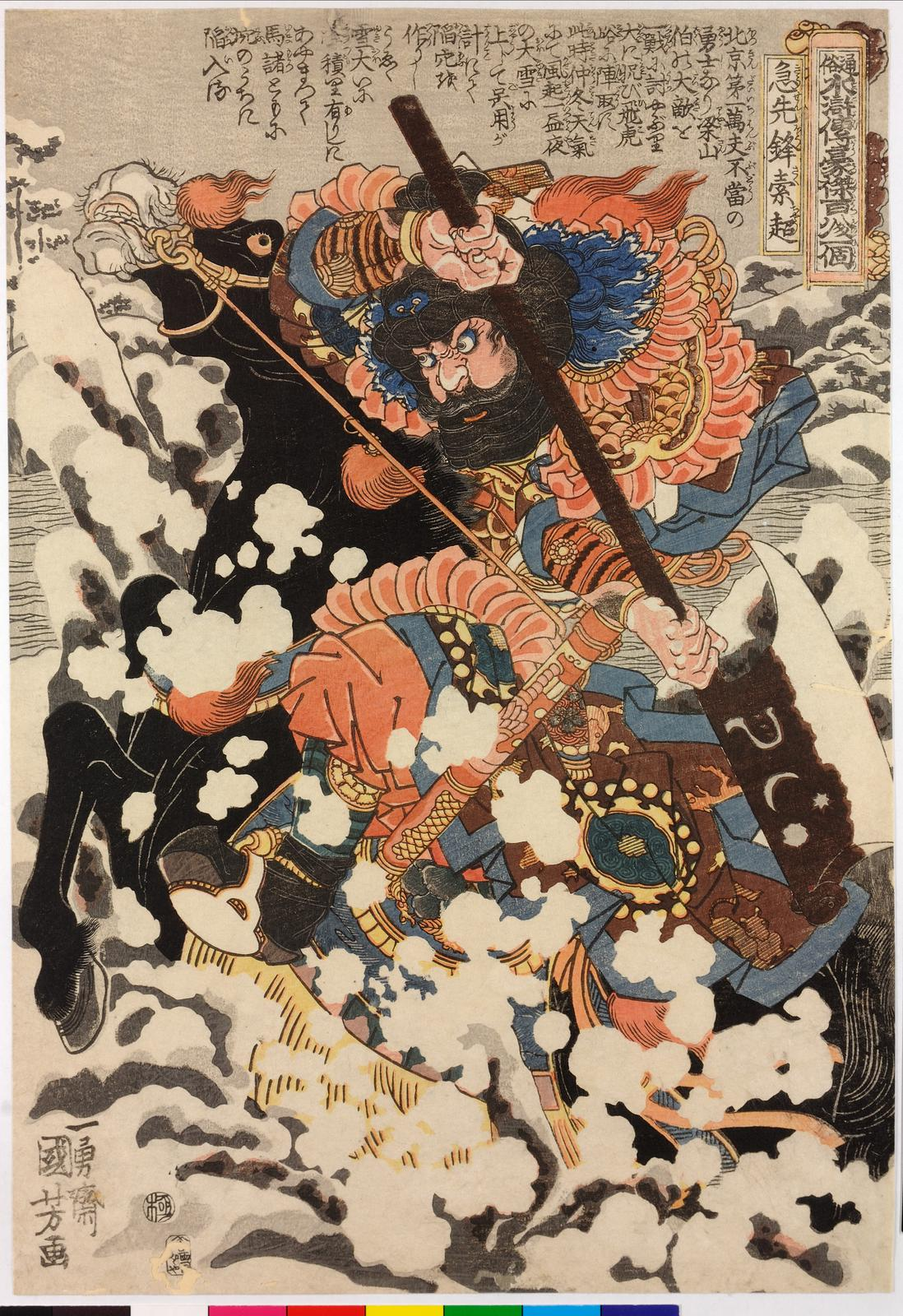
19.急先鋒索超
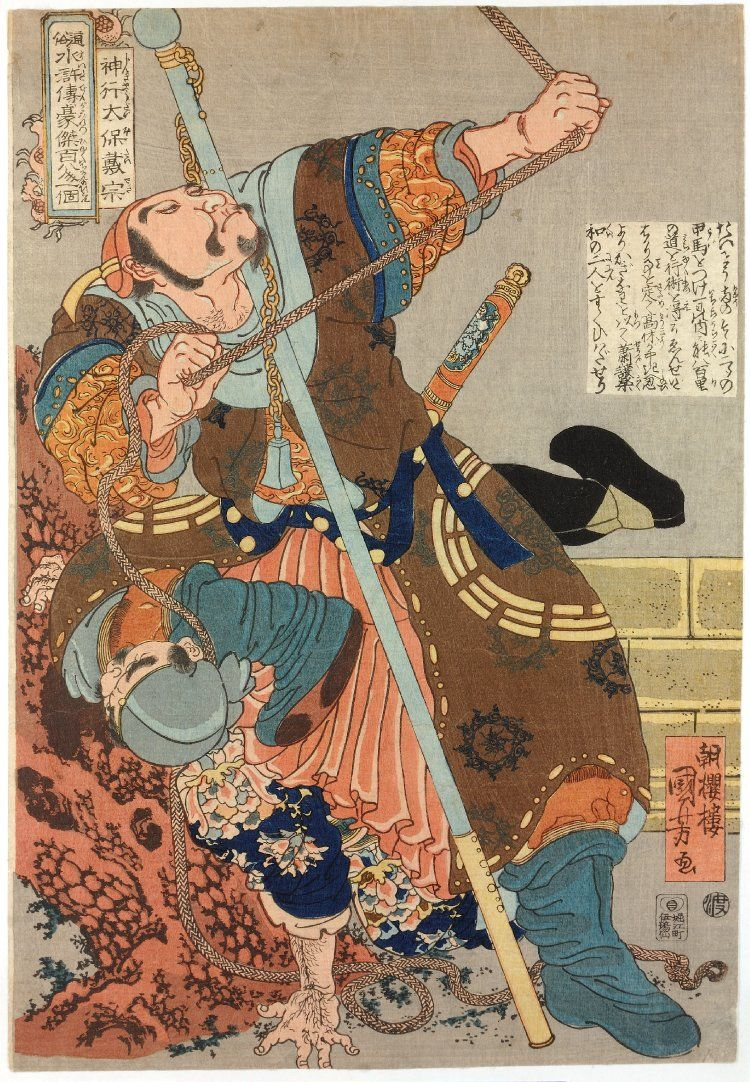
20.神行太保戴宗
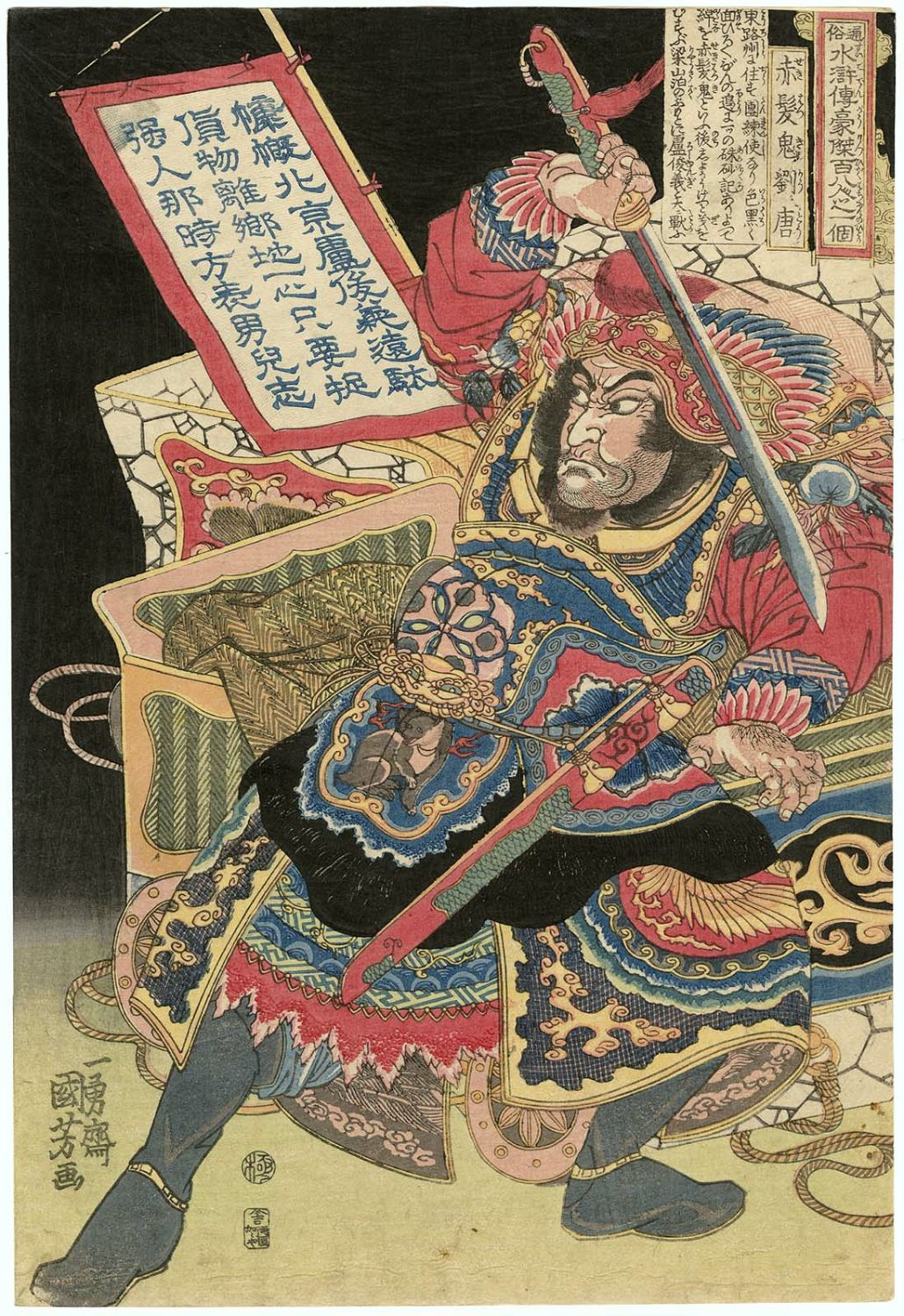
21.赤髪鬼劉唐
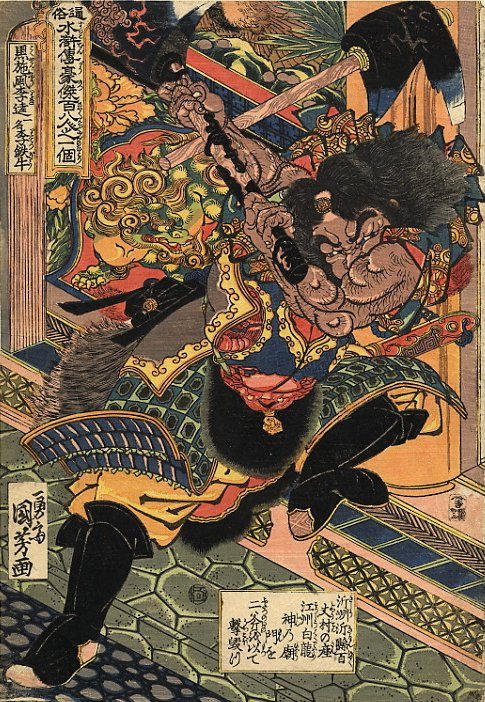
22.黒旋風李逵
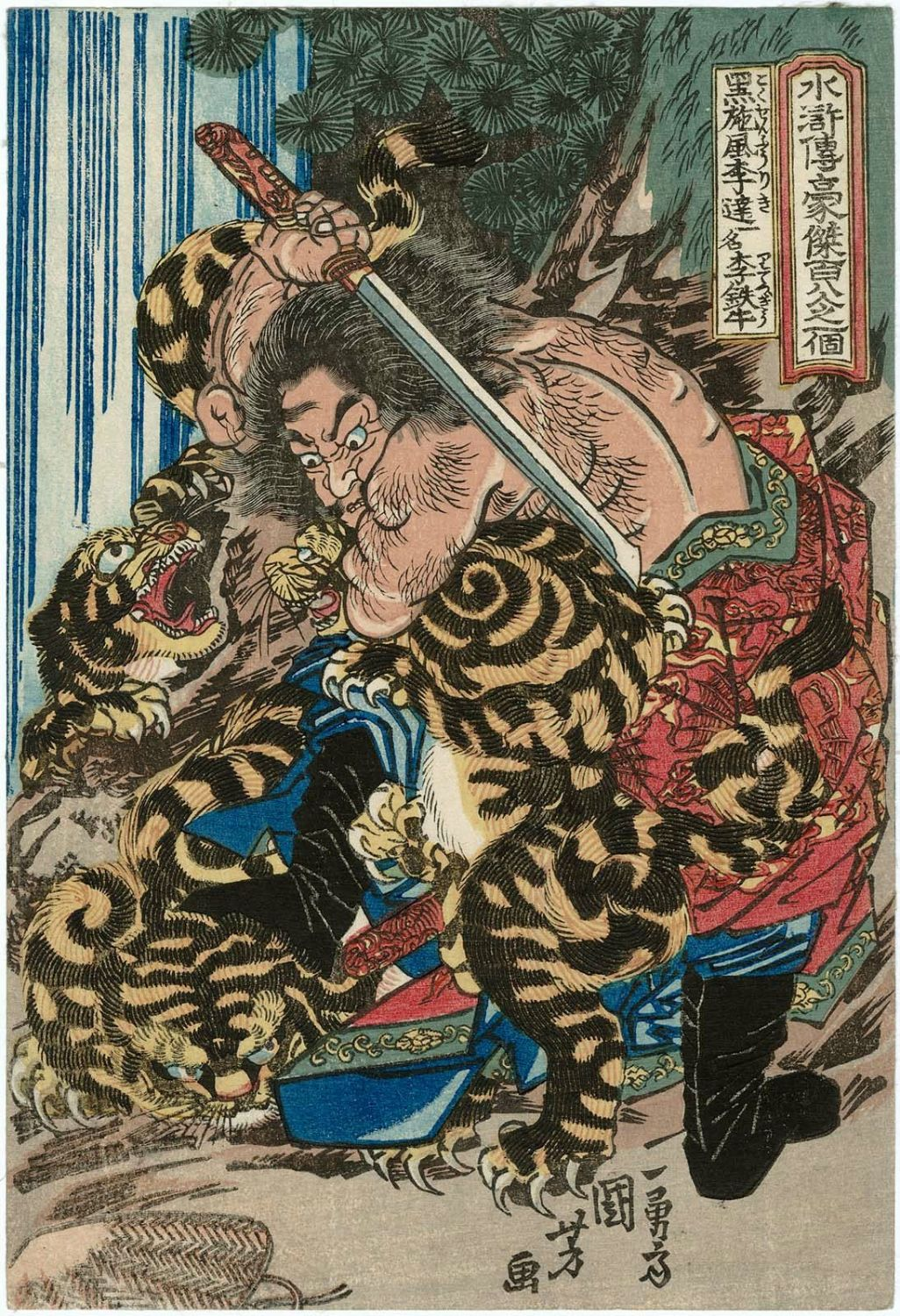
22.黒旋風李逵（重複）
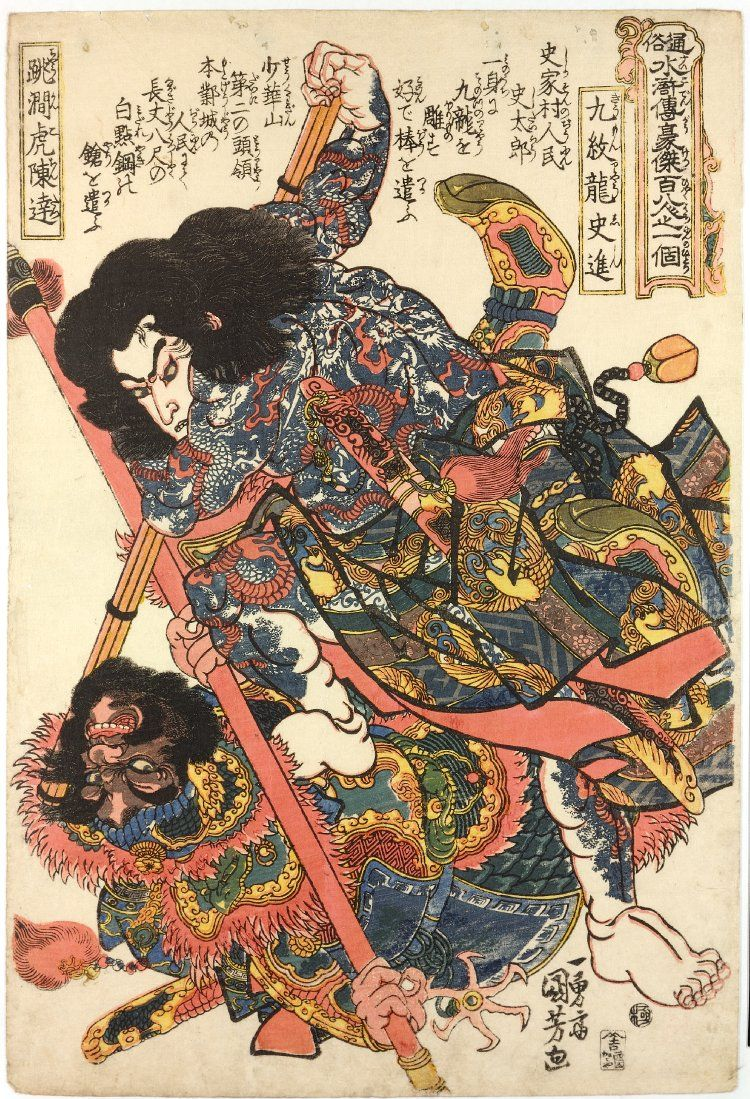
23.九紋龍史進（上）, 72.跳澗虎陳達（下）
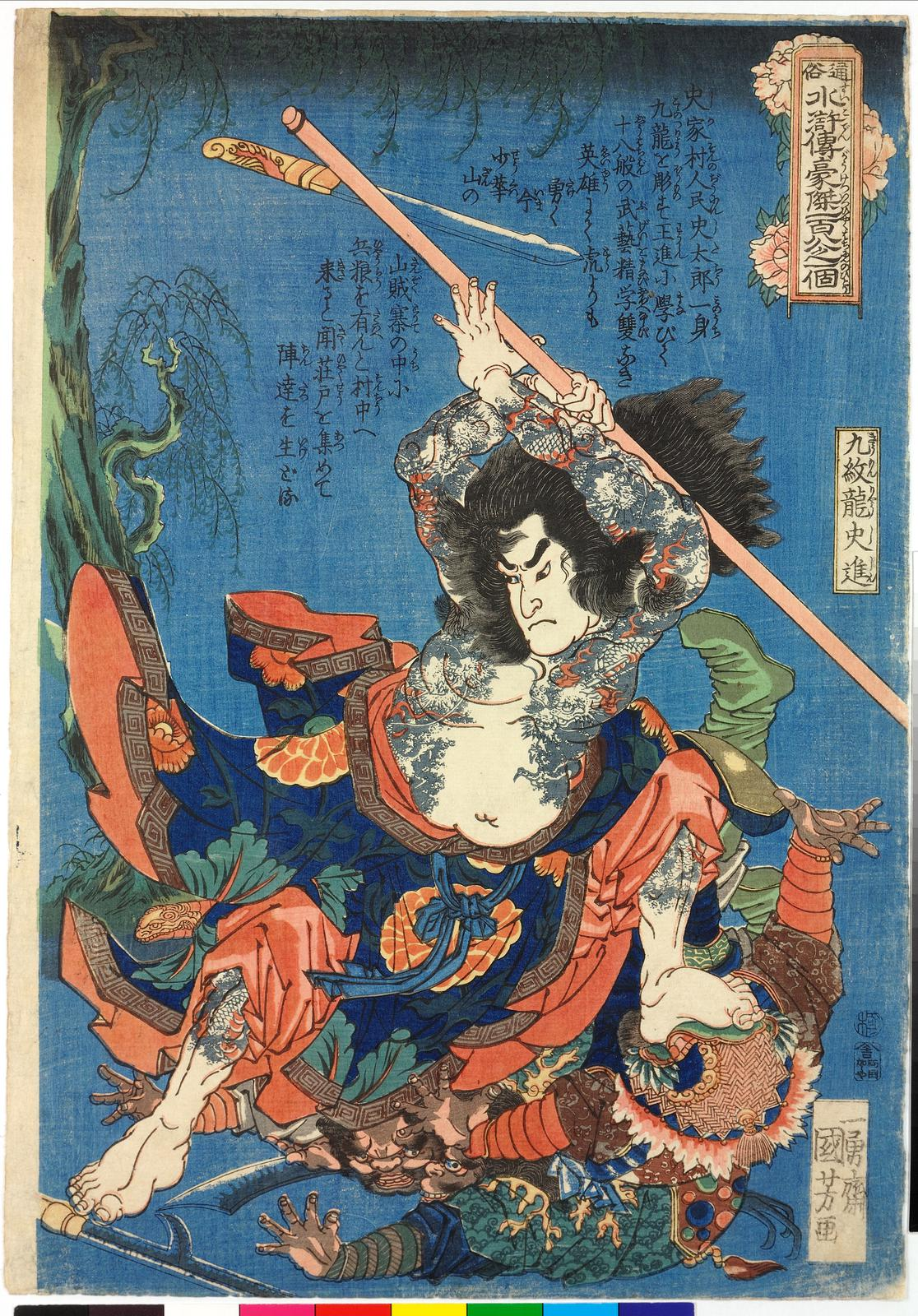
23.九紋龍史進（重複）
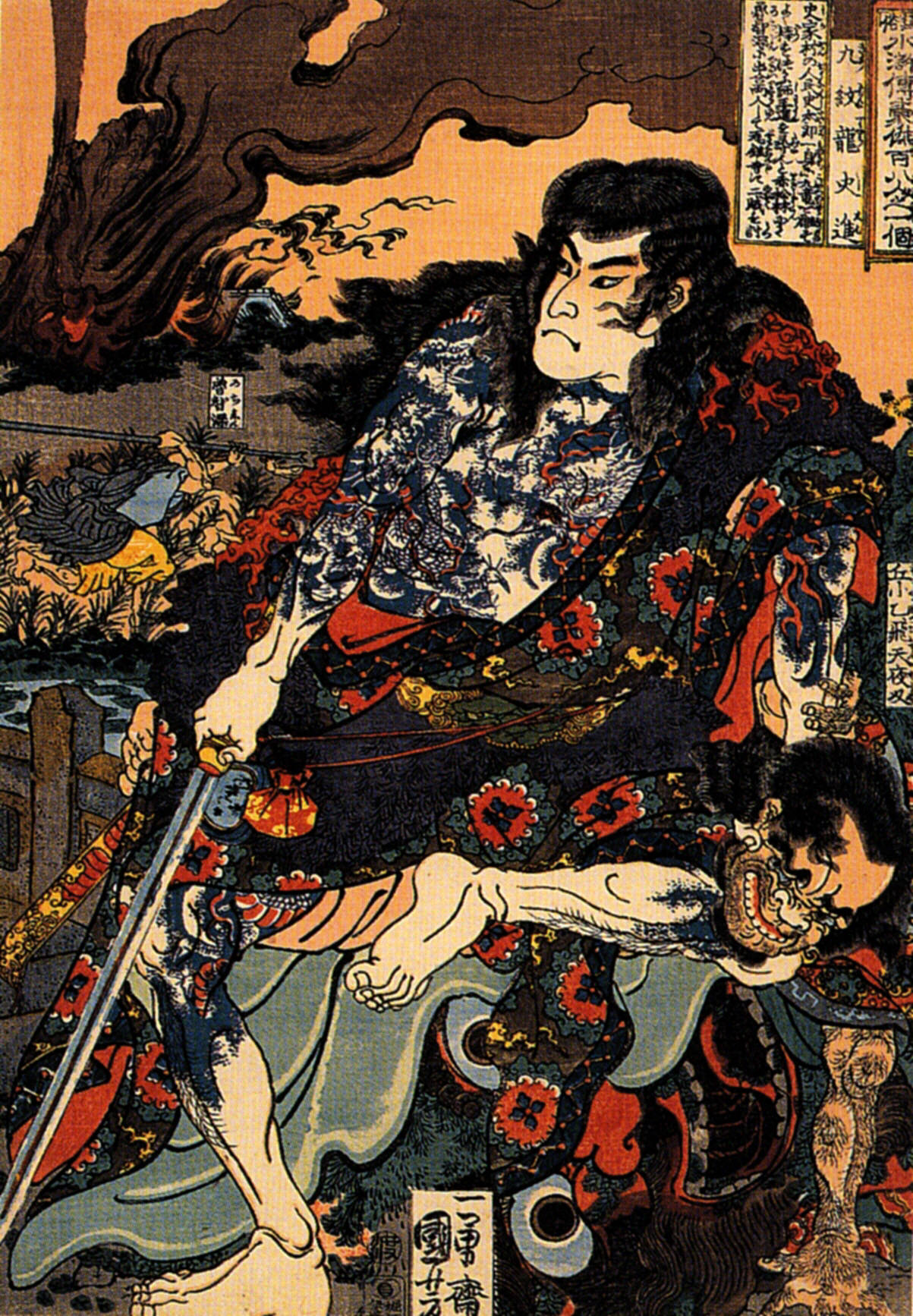
23.九紋龍史進（重複）
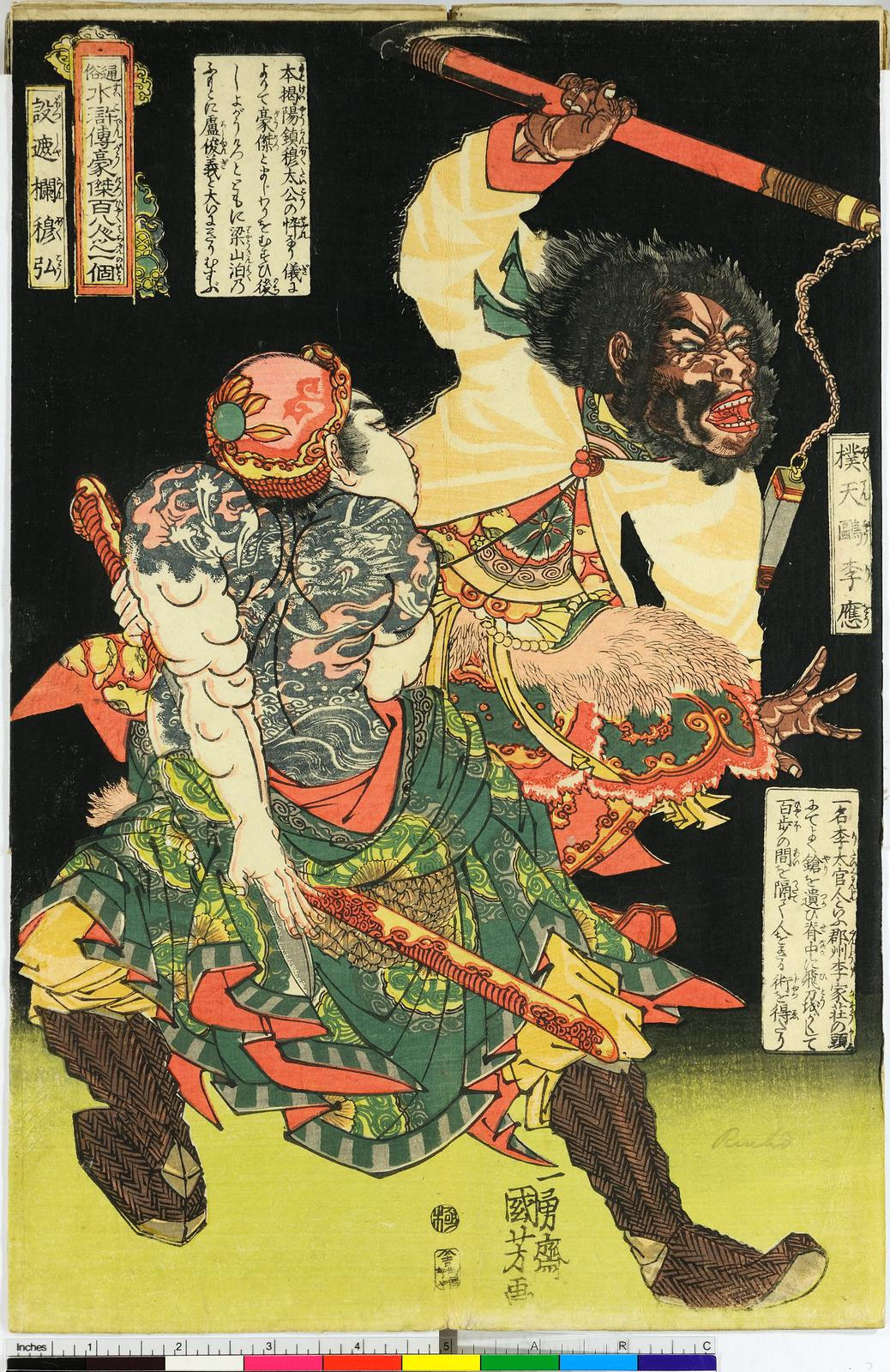
24.没遮攔穆弘（左）, 11.撲天鵰李応（右）
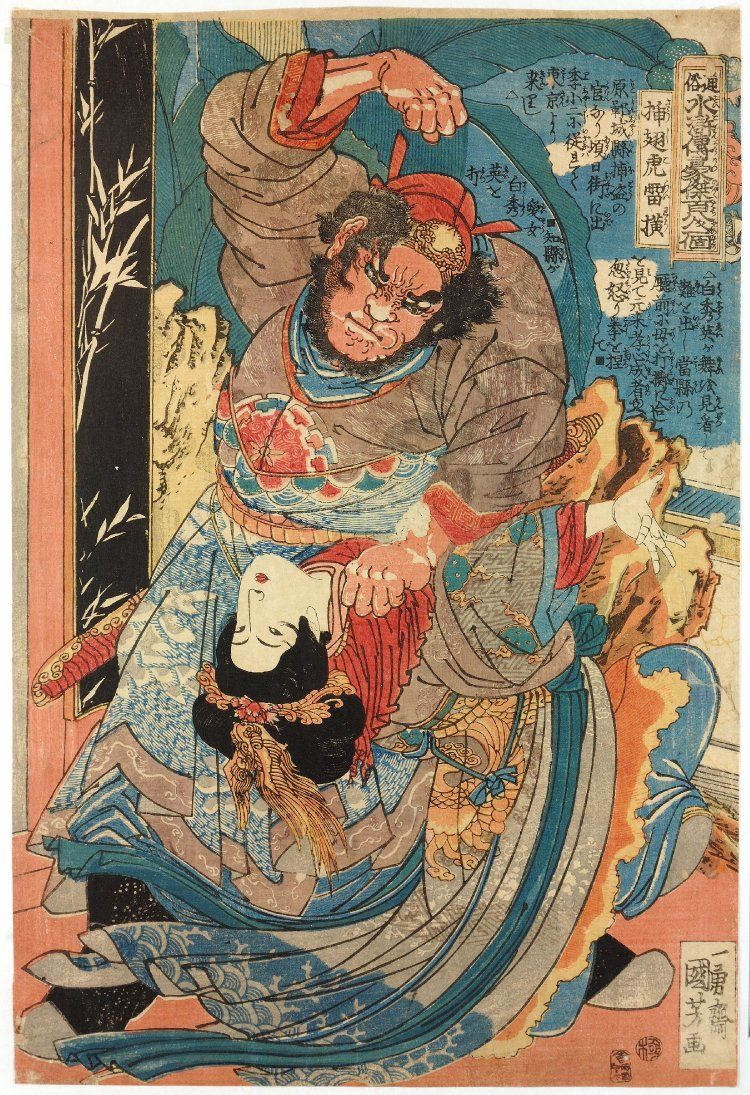
25.挿翅虎雷横
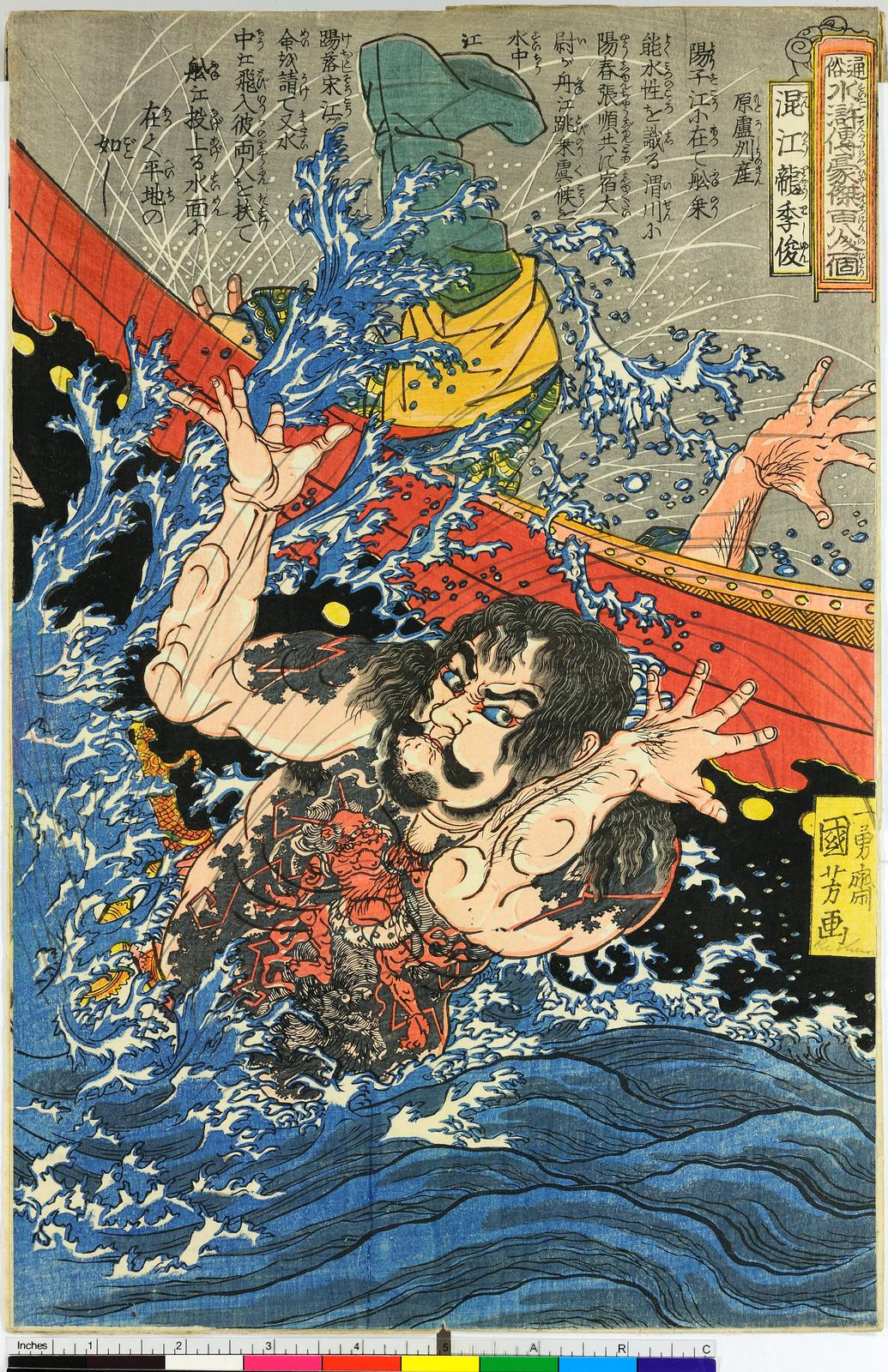
26.混江龍李俊
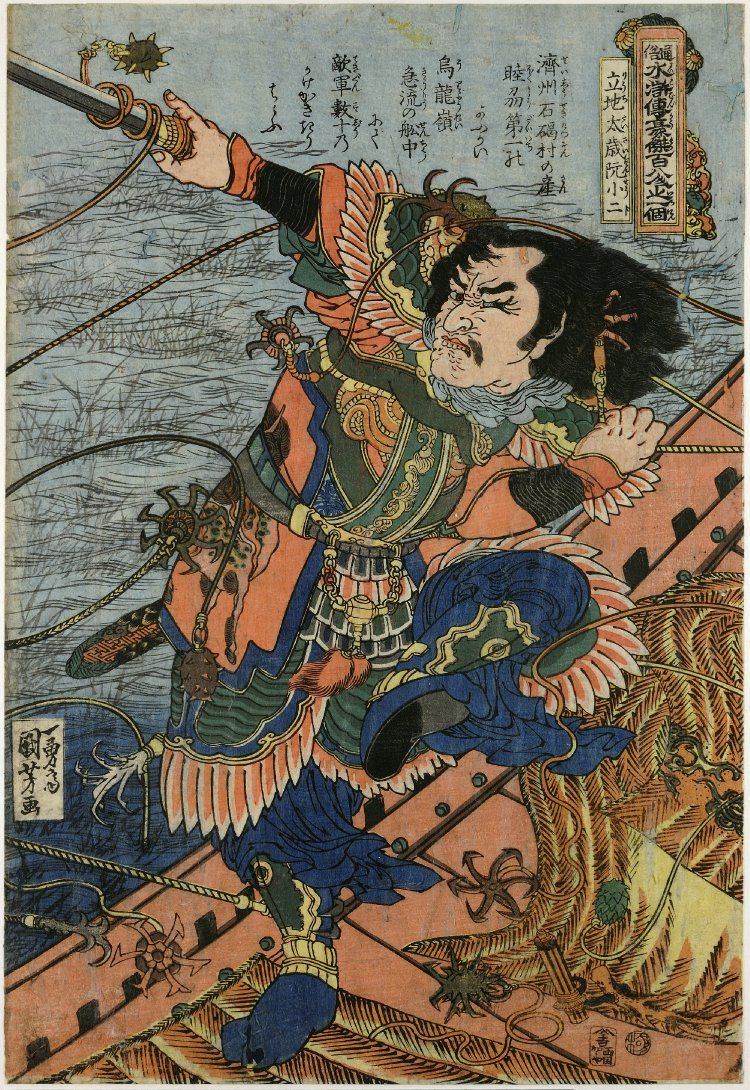
27.立地太歳阮小二
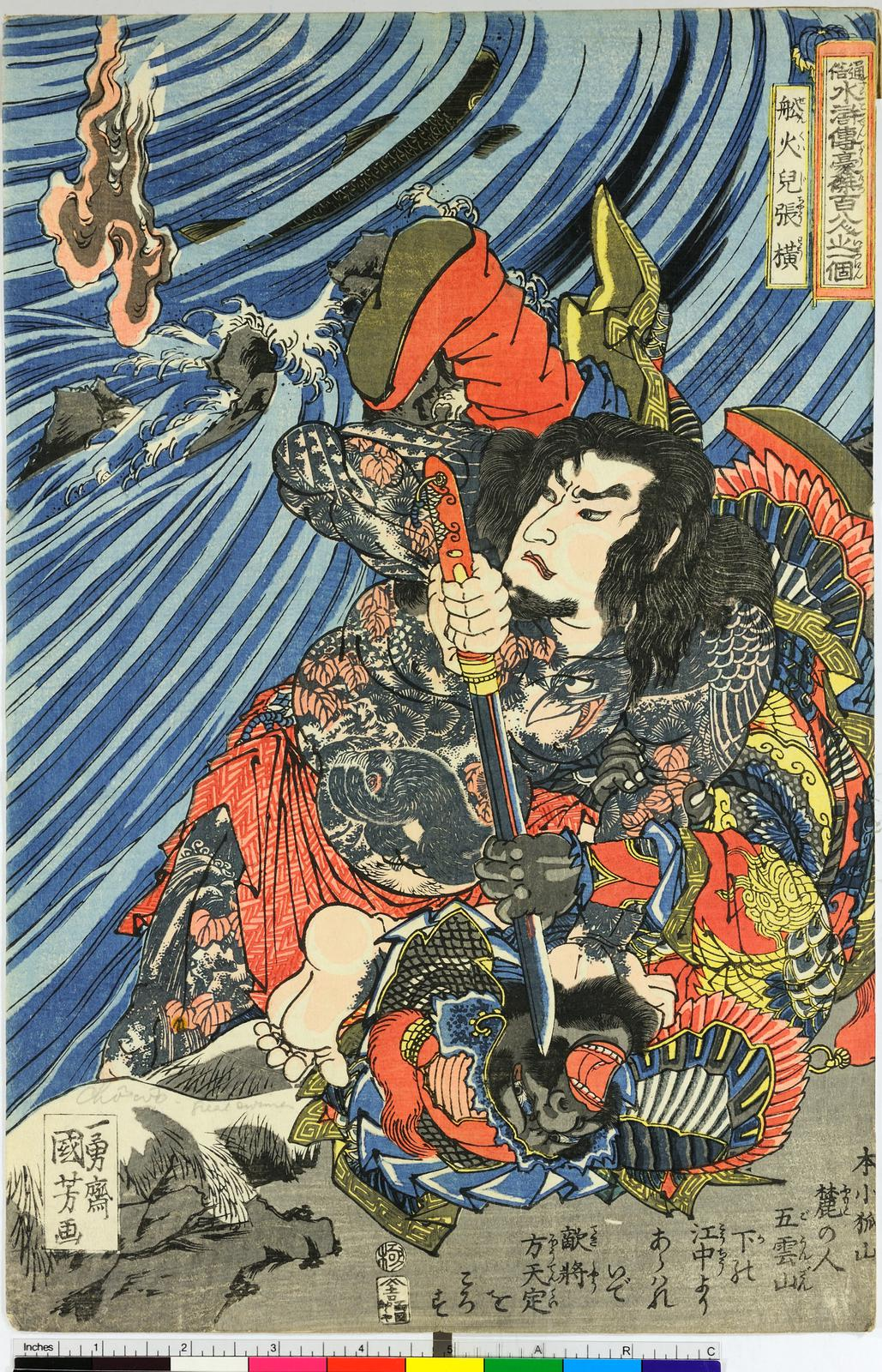
28.舩火児張横
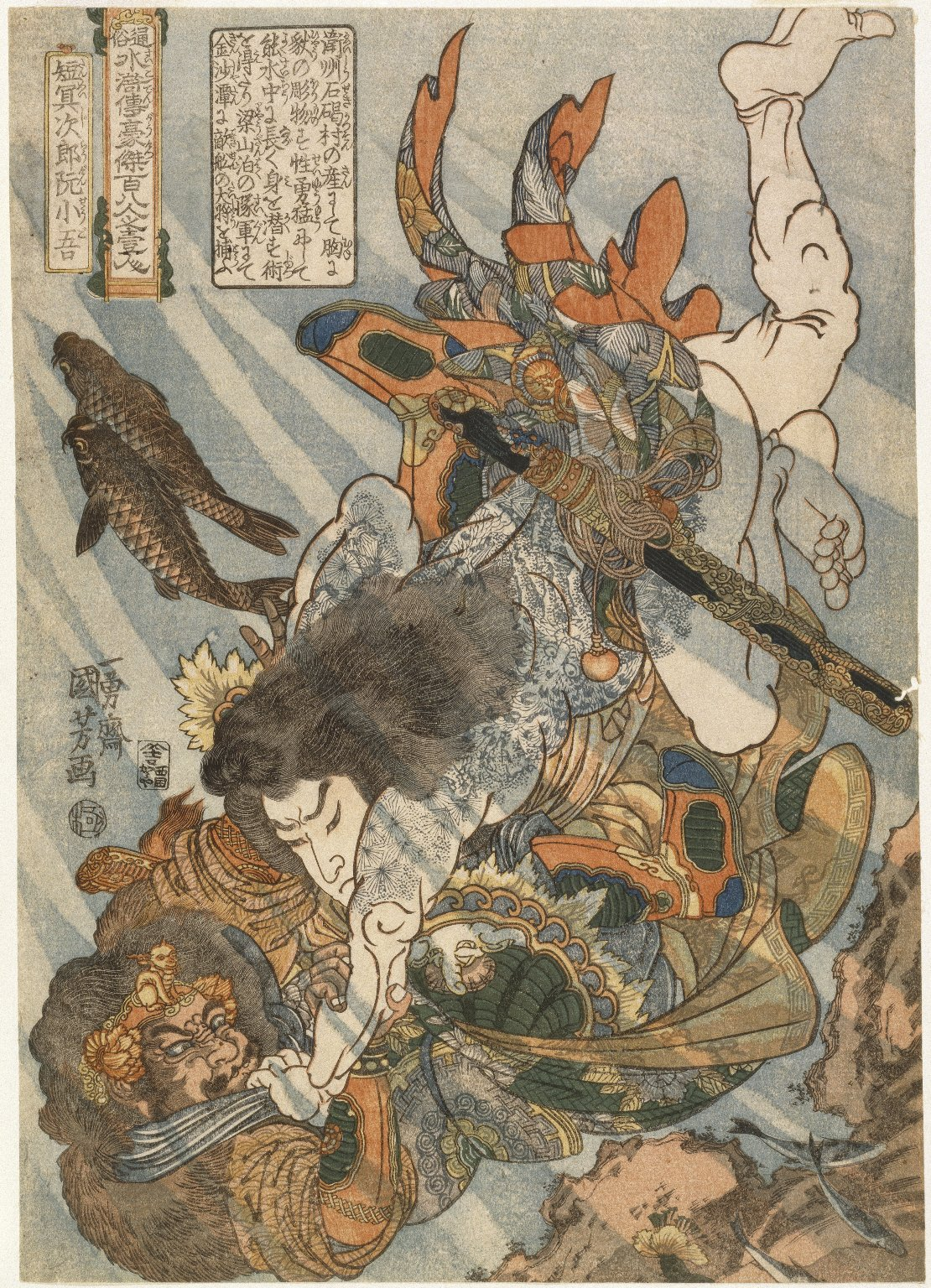
29.短冥次郎阮小吾
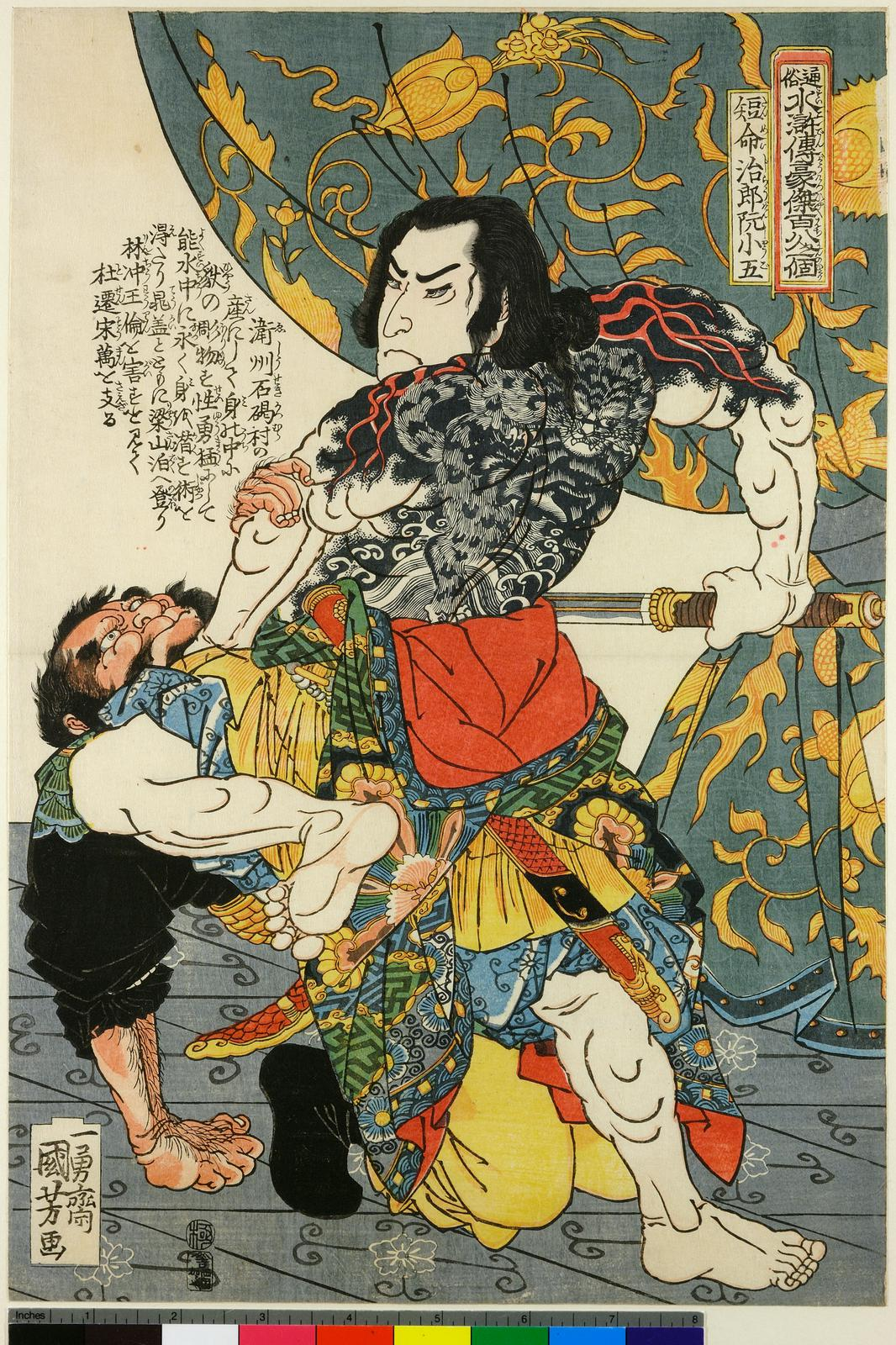
29.短冥次郎阮小吾（重複）
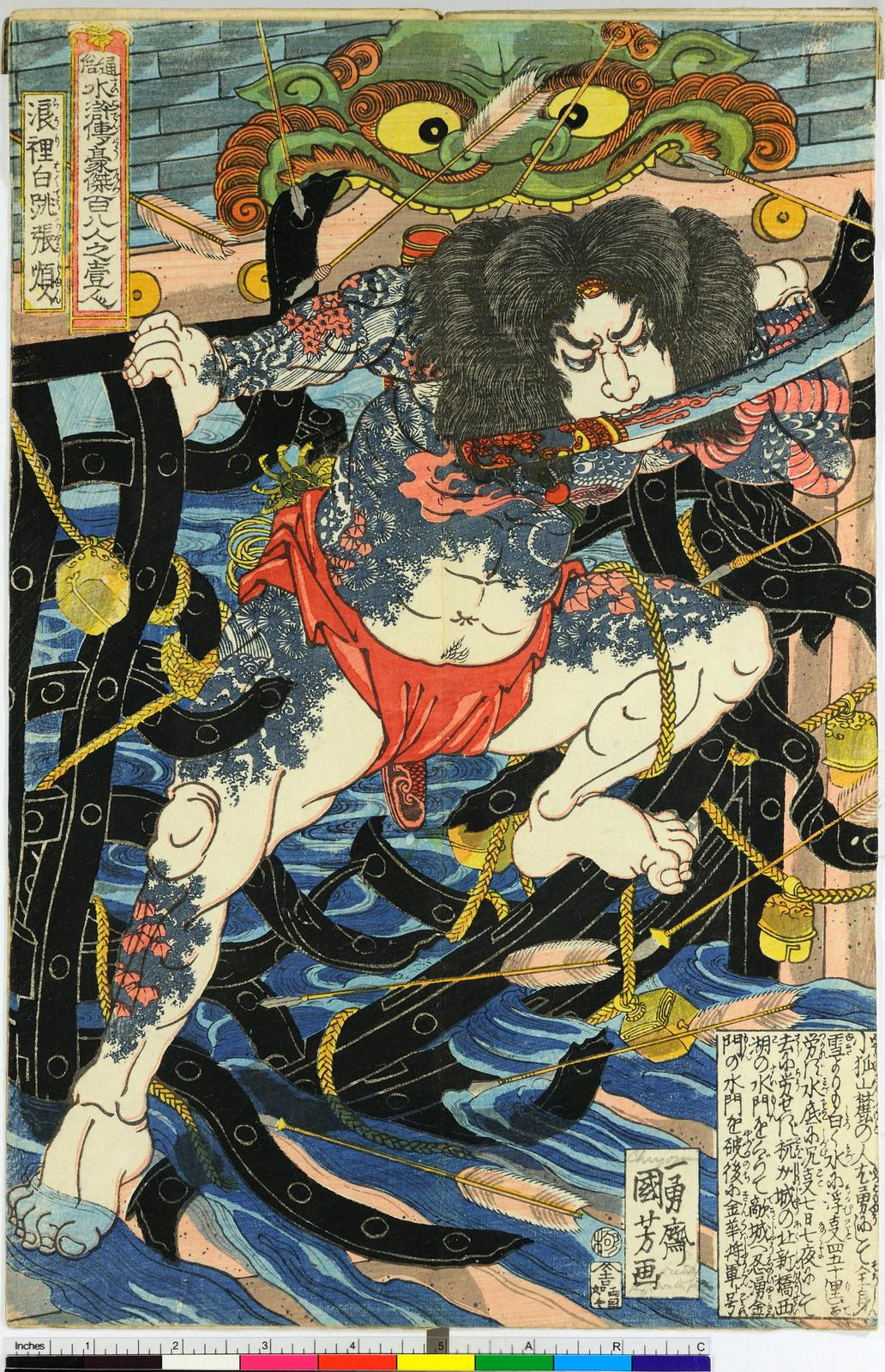
30.浪裏白跳張順
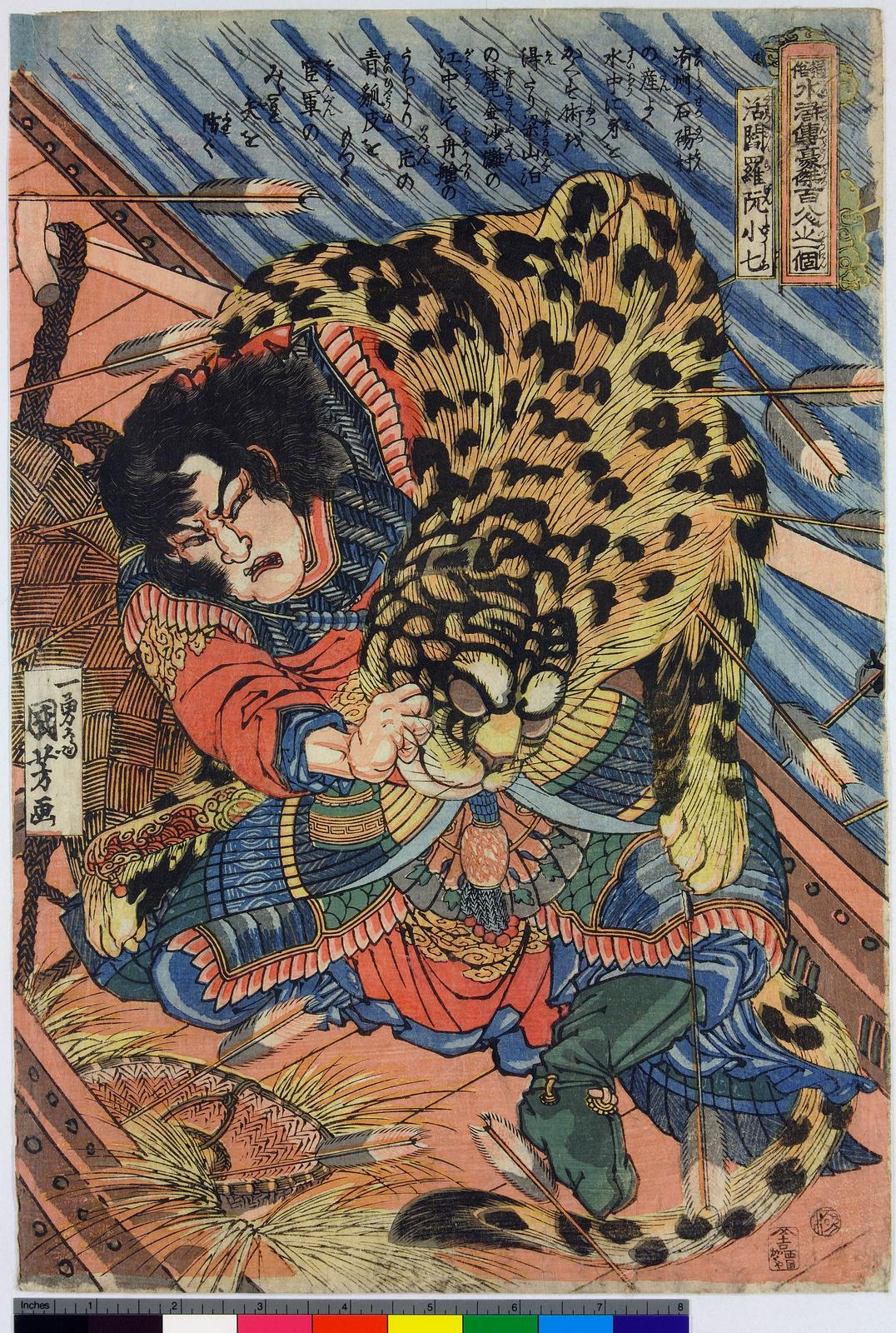
31.活閻羅阮小七
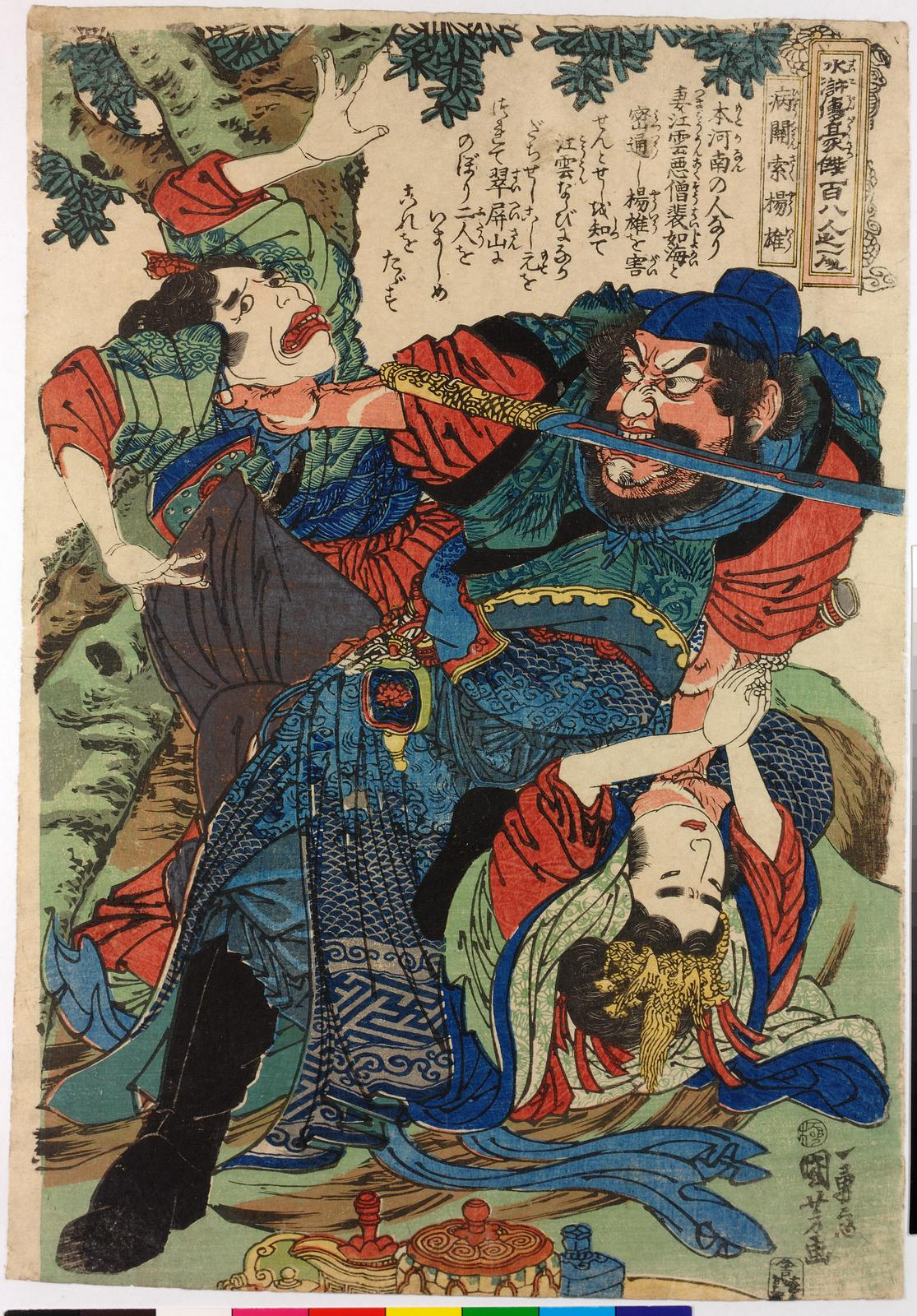
32.病關索楊雄
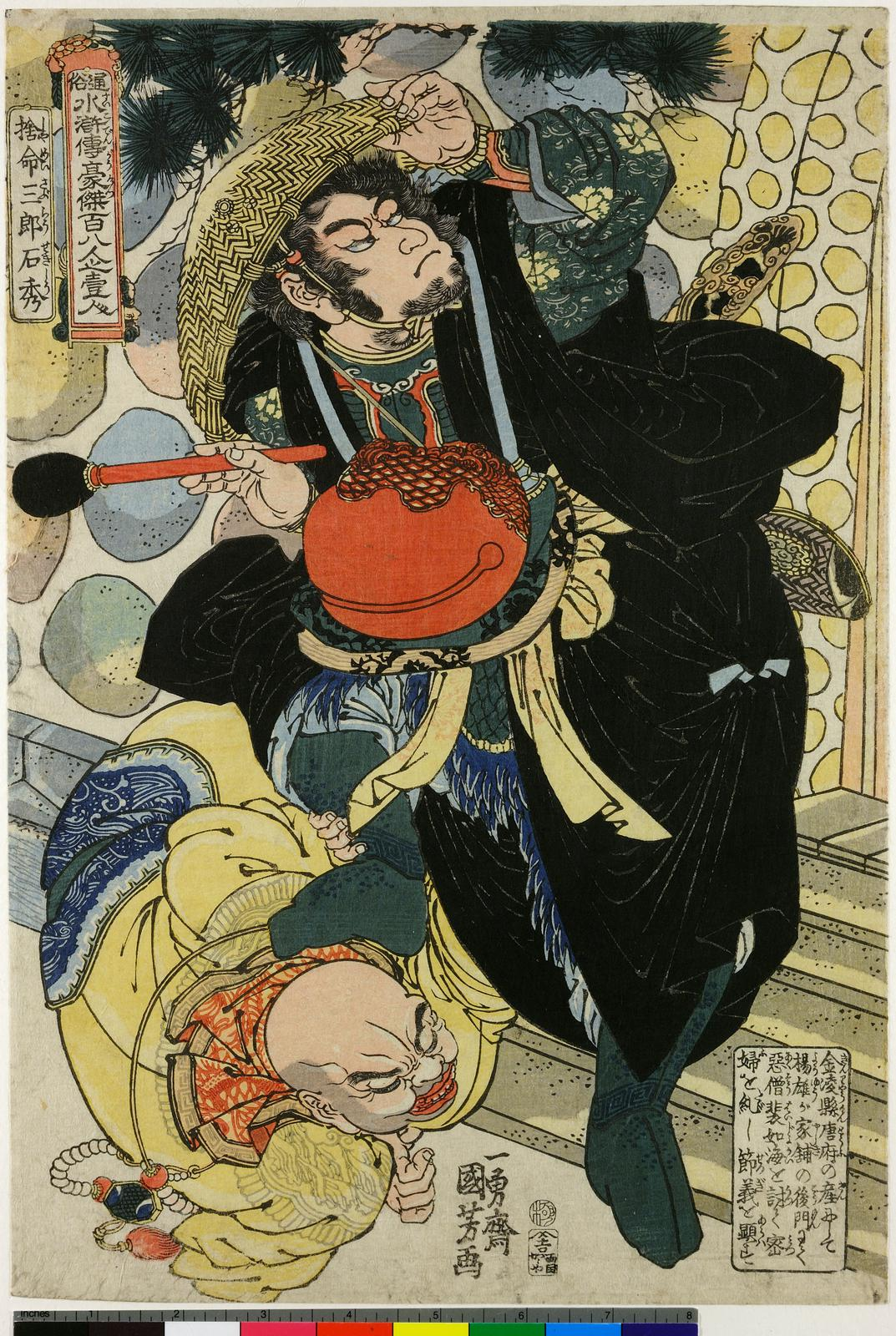
33.拼命三郎石秀
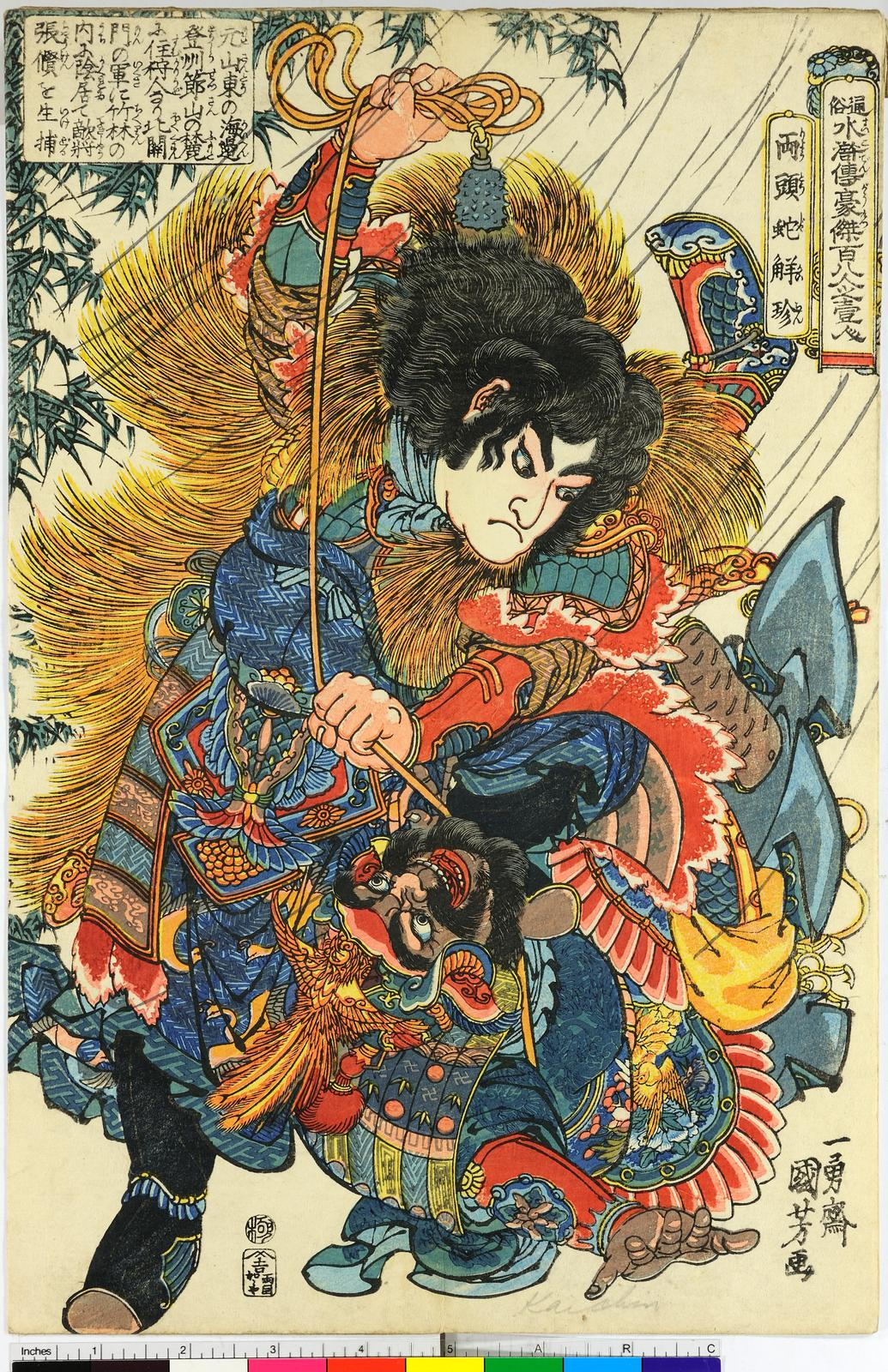
34.両頭蛇解珍
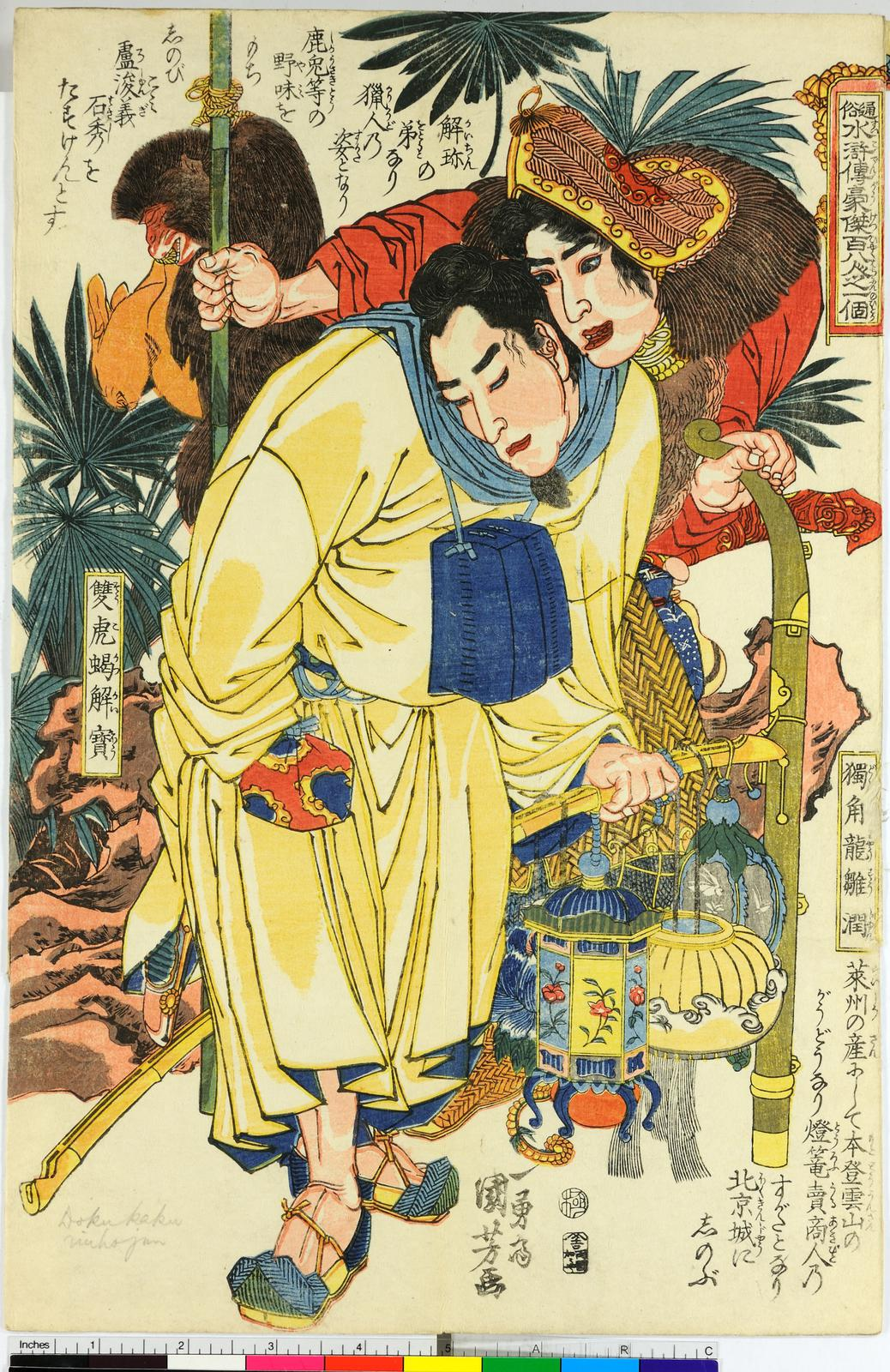
35.双尾蠍解宝（左）, 91.独角龍鄒潤（右）
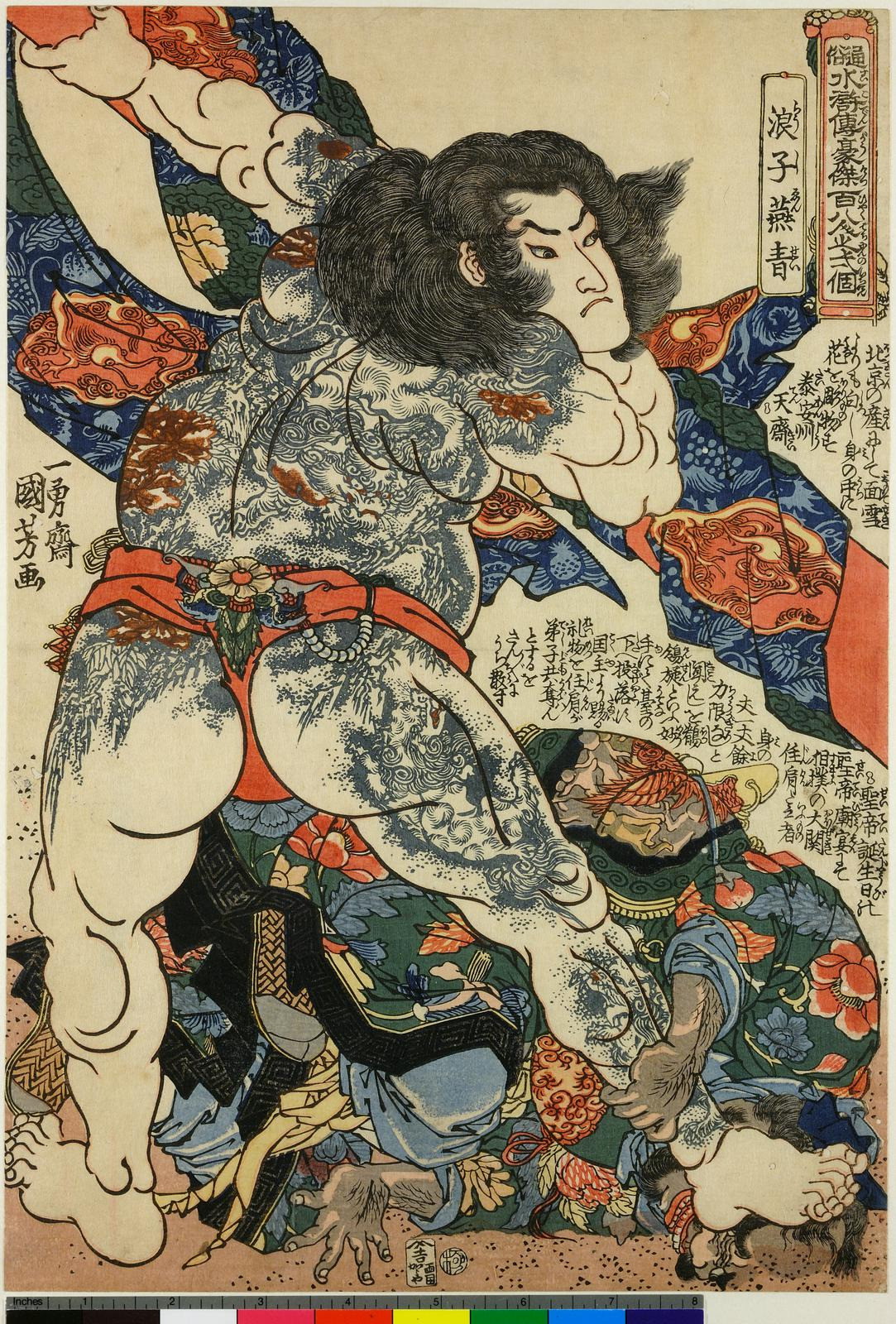
36.浪子燕青
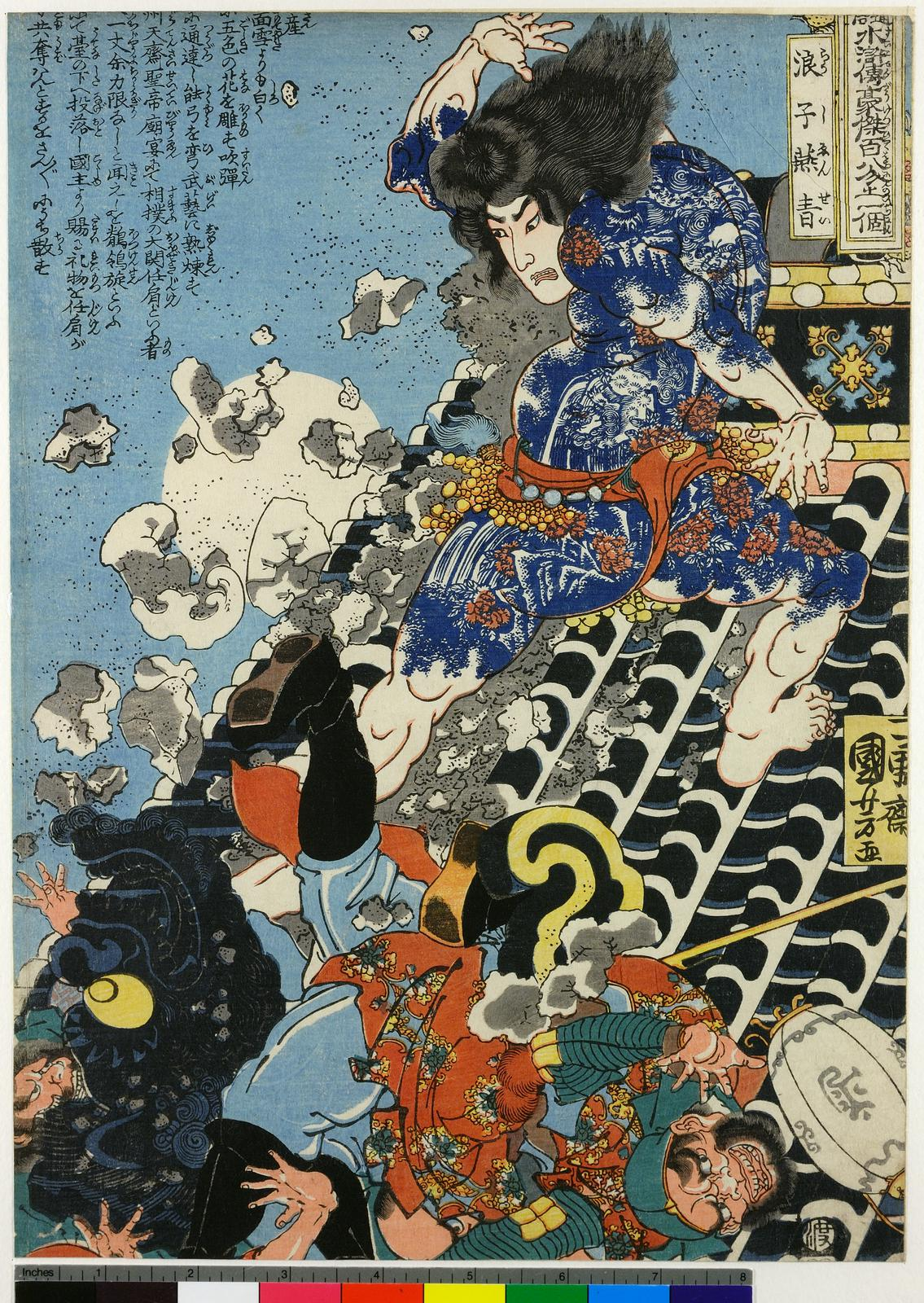
36.浪子燕青（重複）
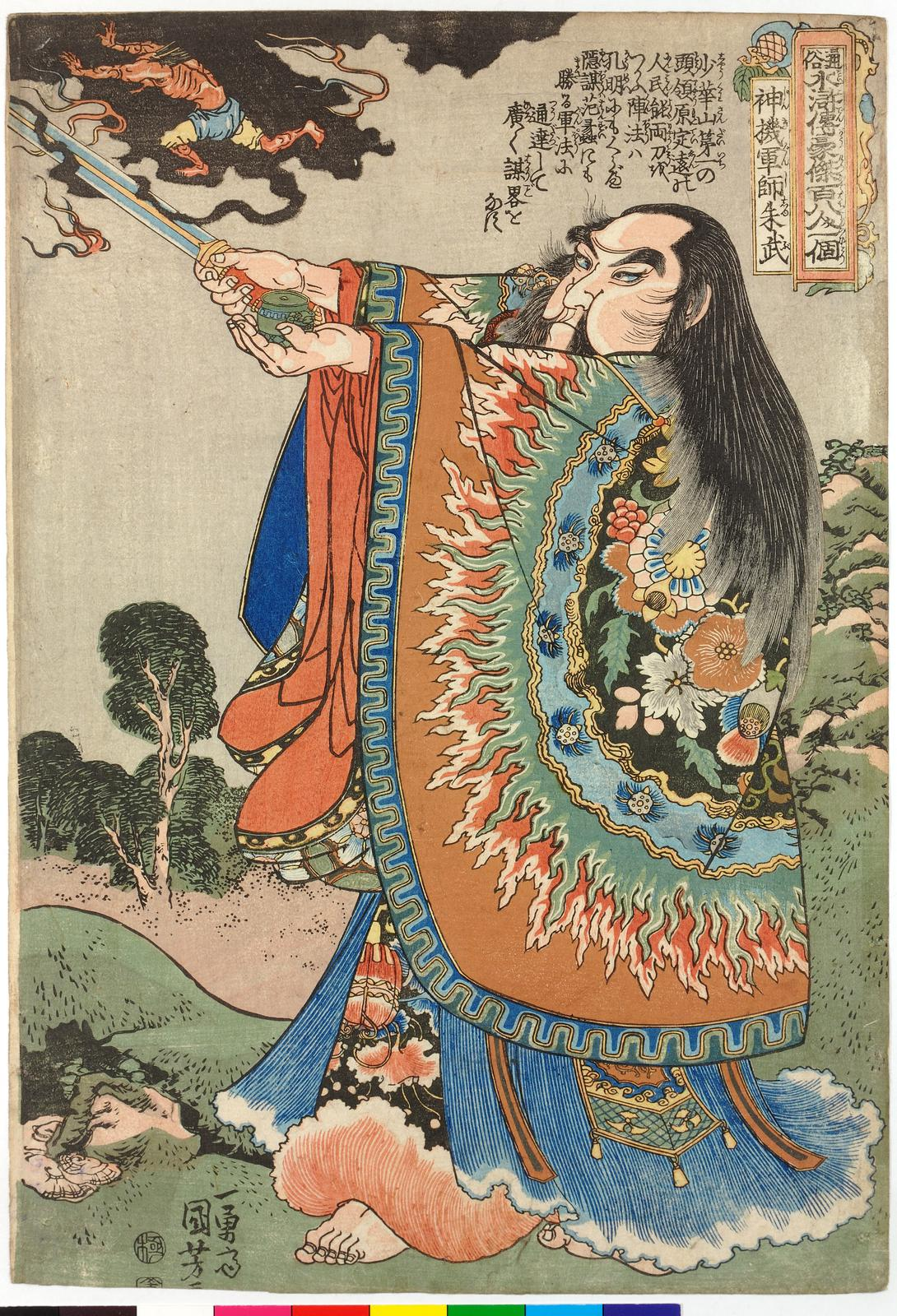
37.神機軍師朱武
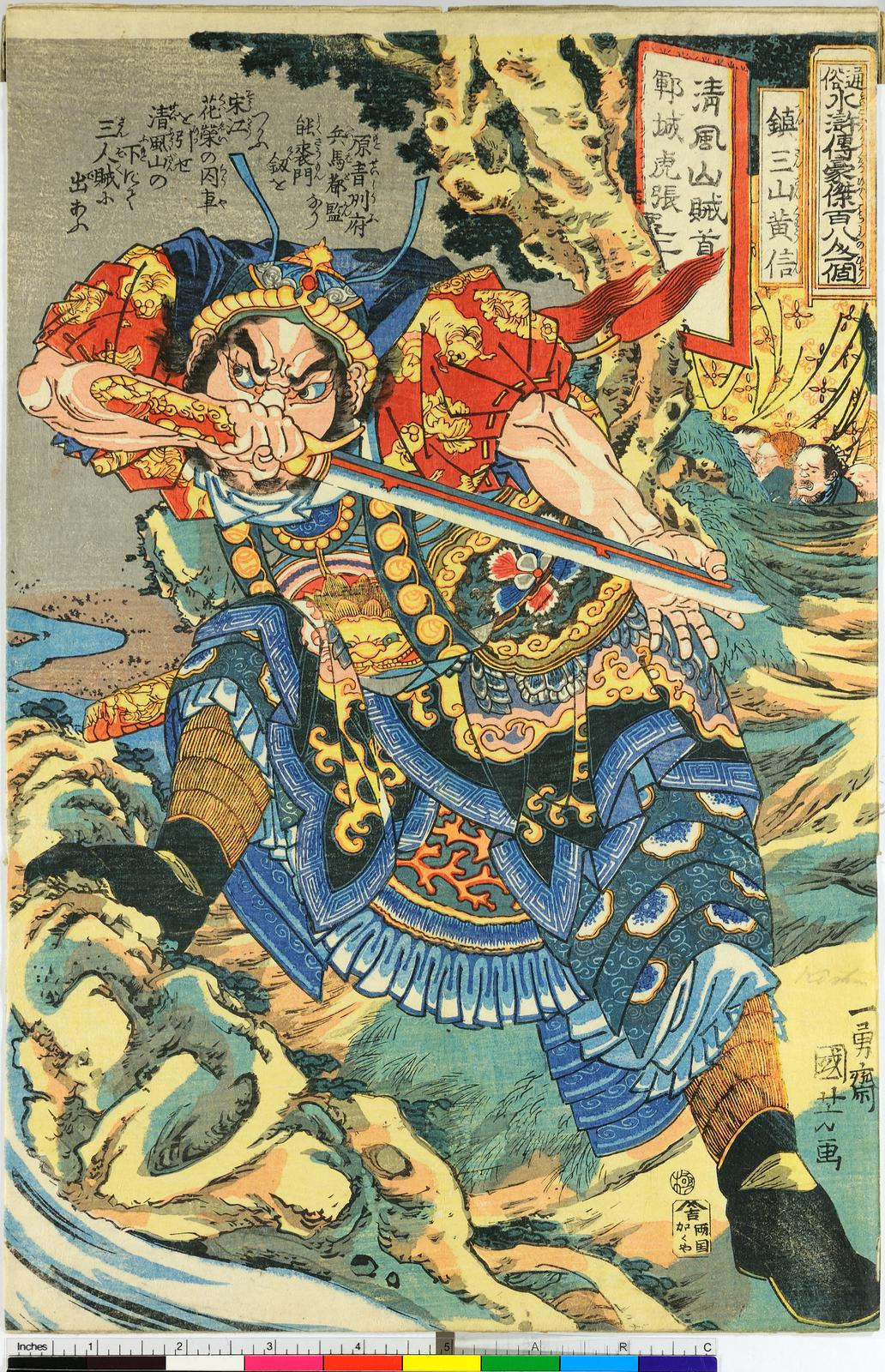
38.鎮三山黃信
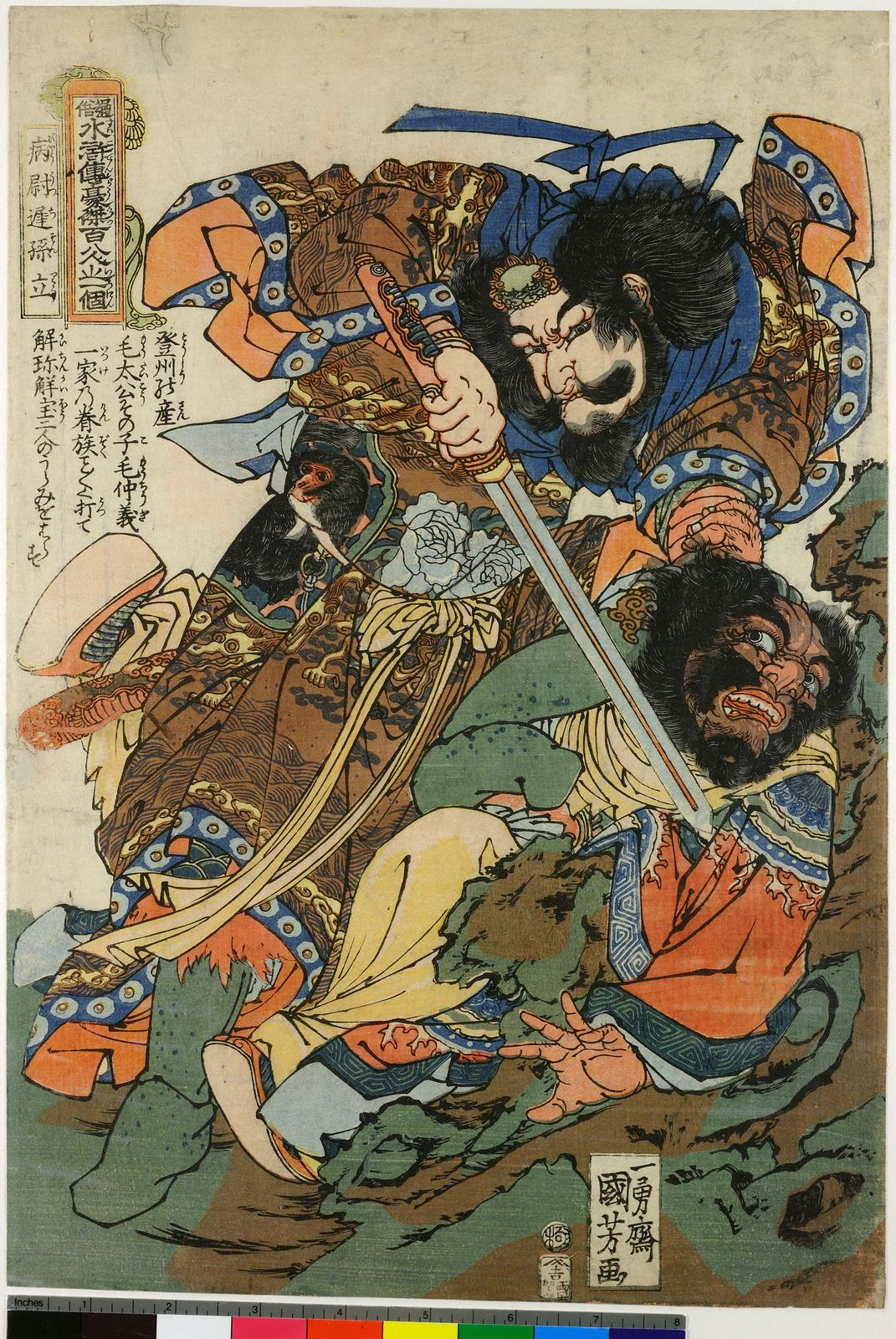
39.病蔚遅孫立
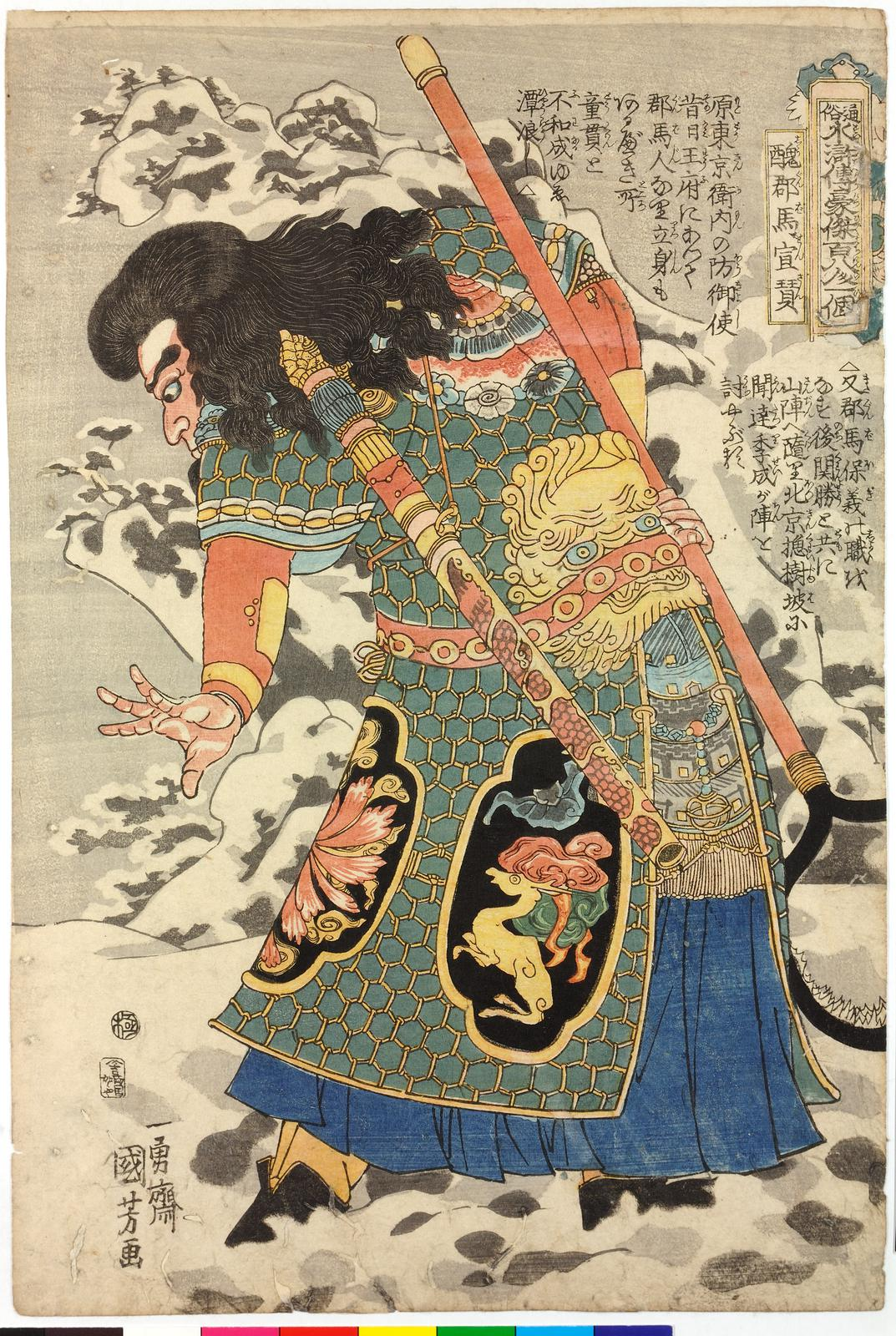
40.醜郡馬宣贊
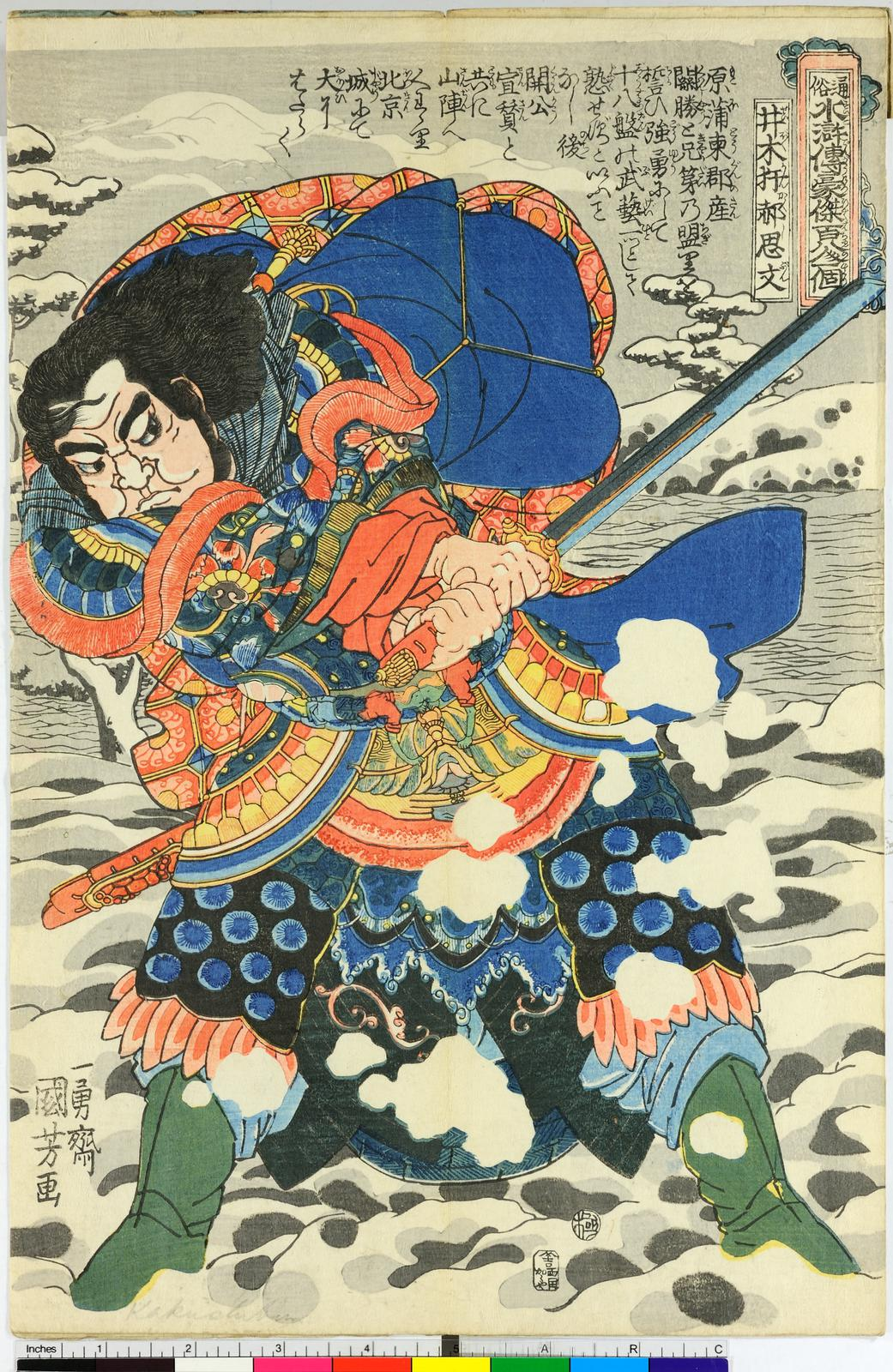
41.井木犴郝思文
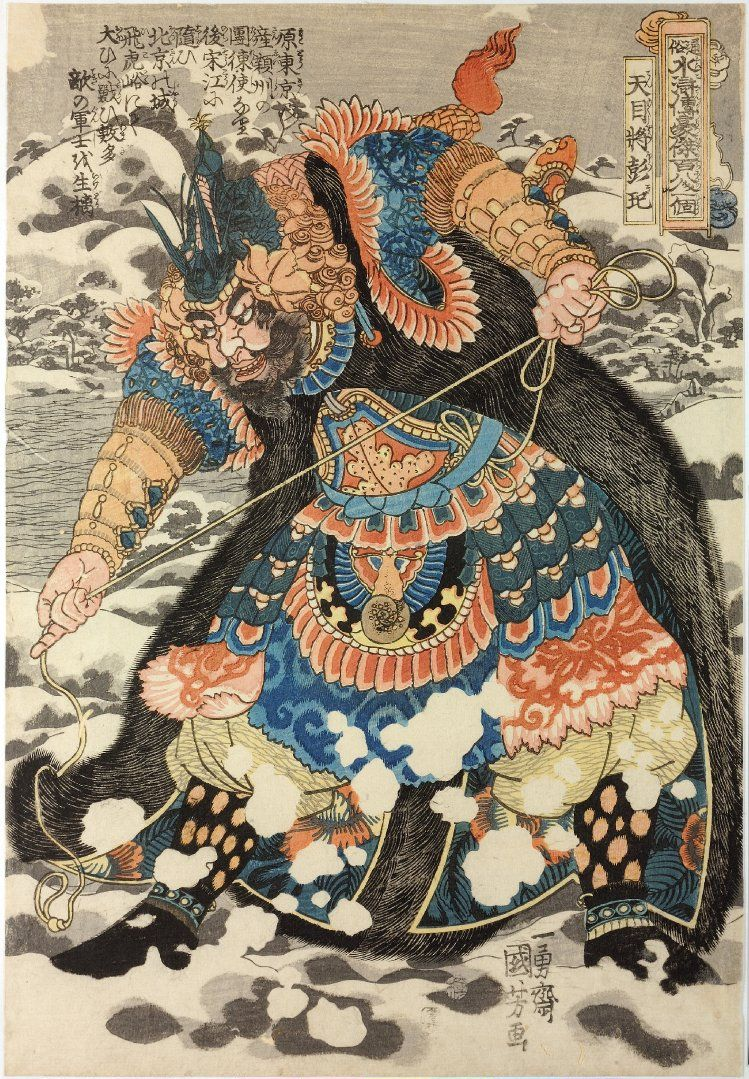
43.天目将彭玘
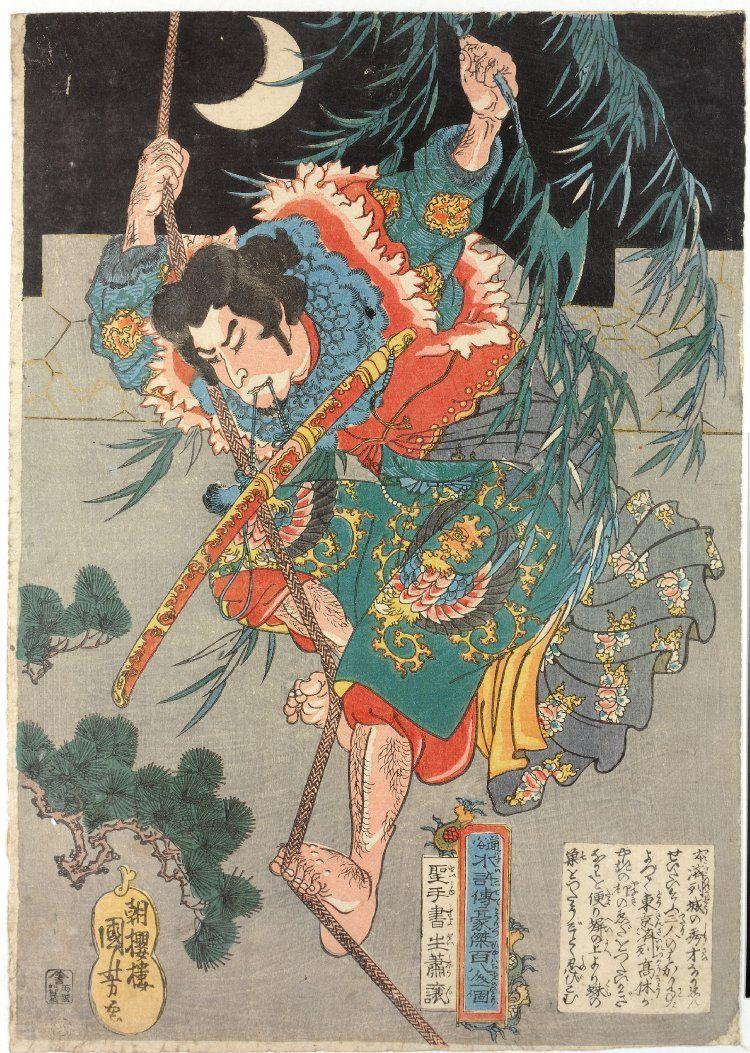
46.聖手書生蕭譲
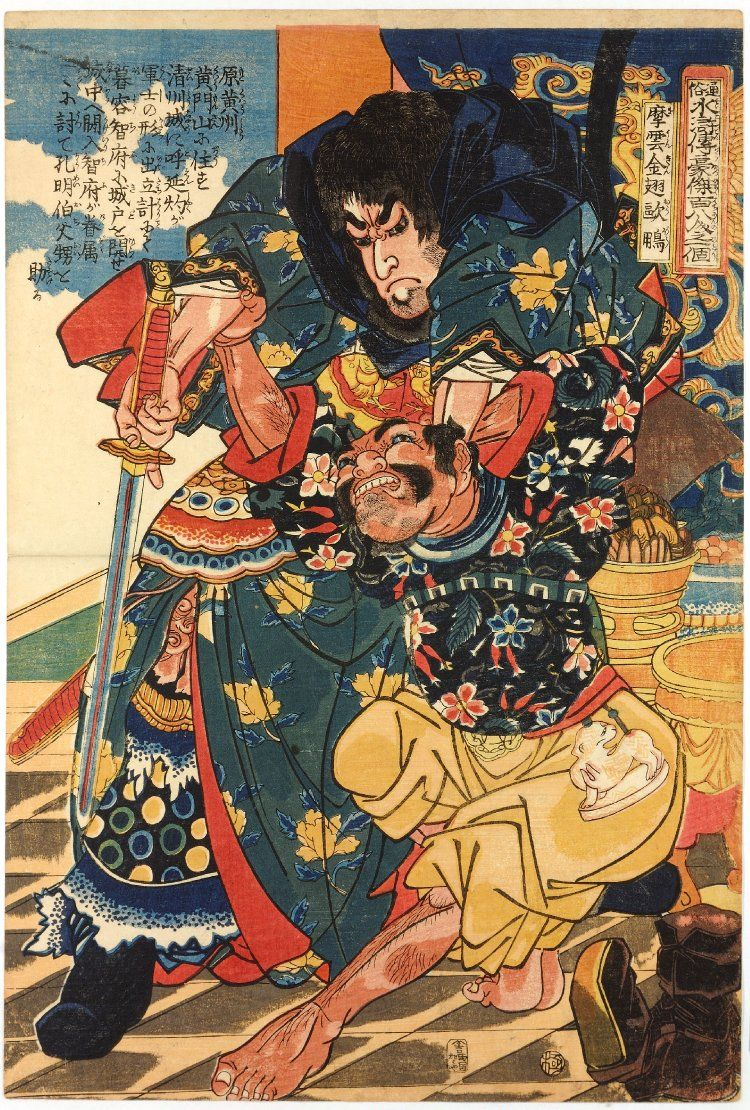
48.摩雲金翅欧鵬
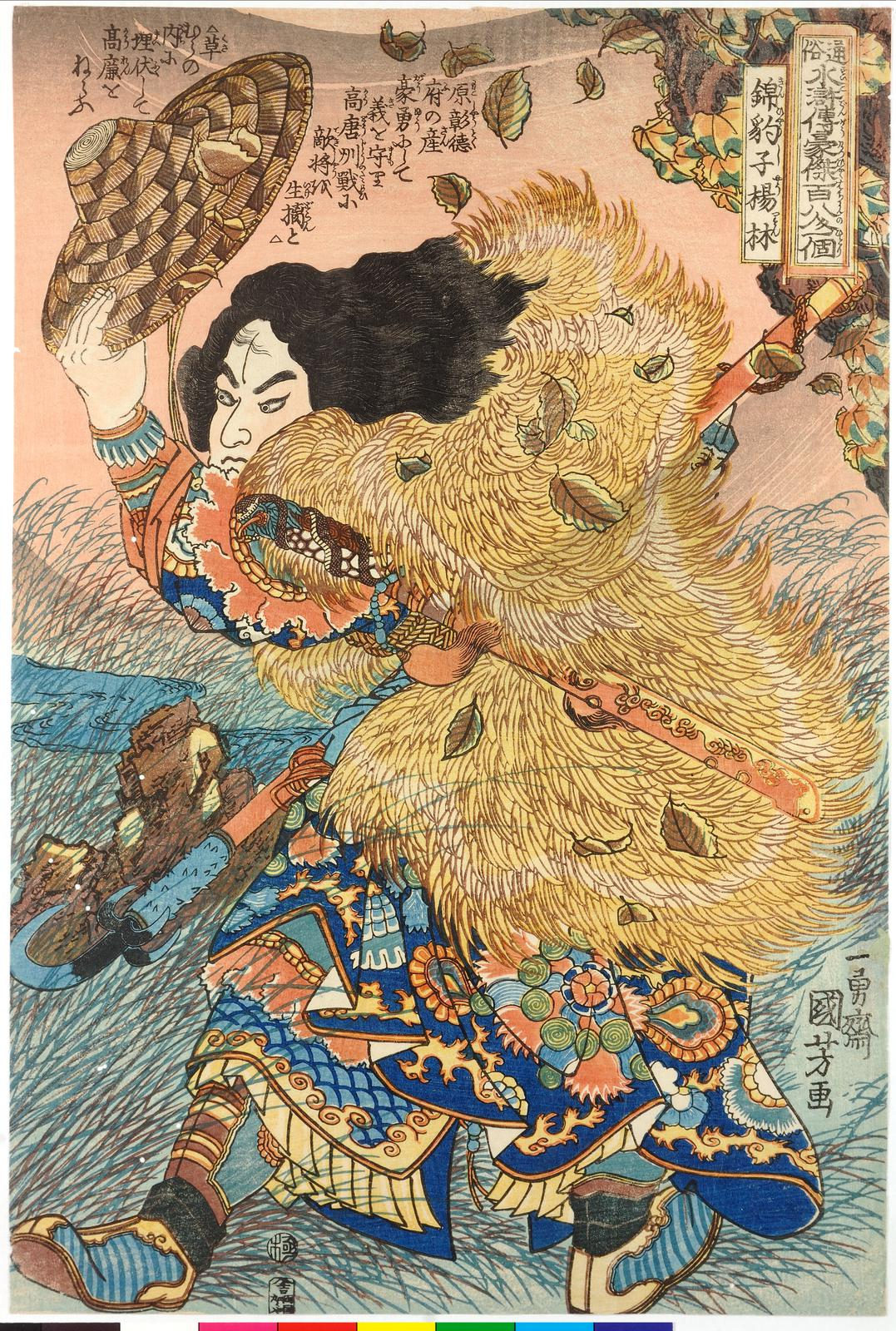
51.錦豹子楊林
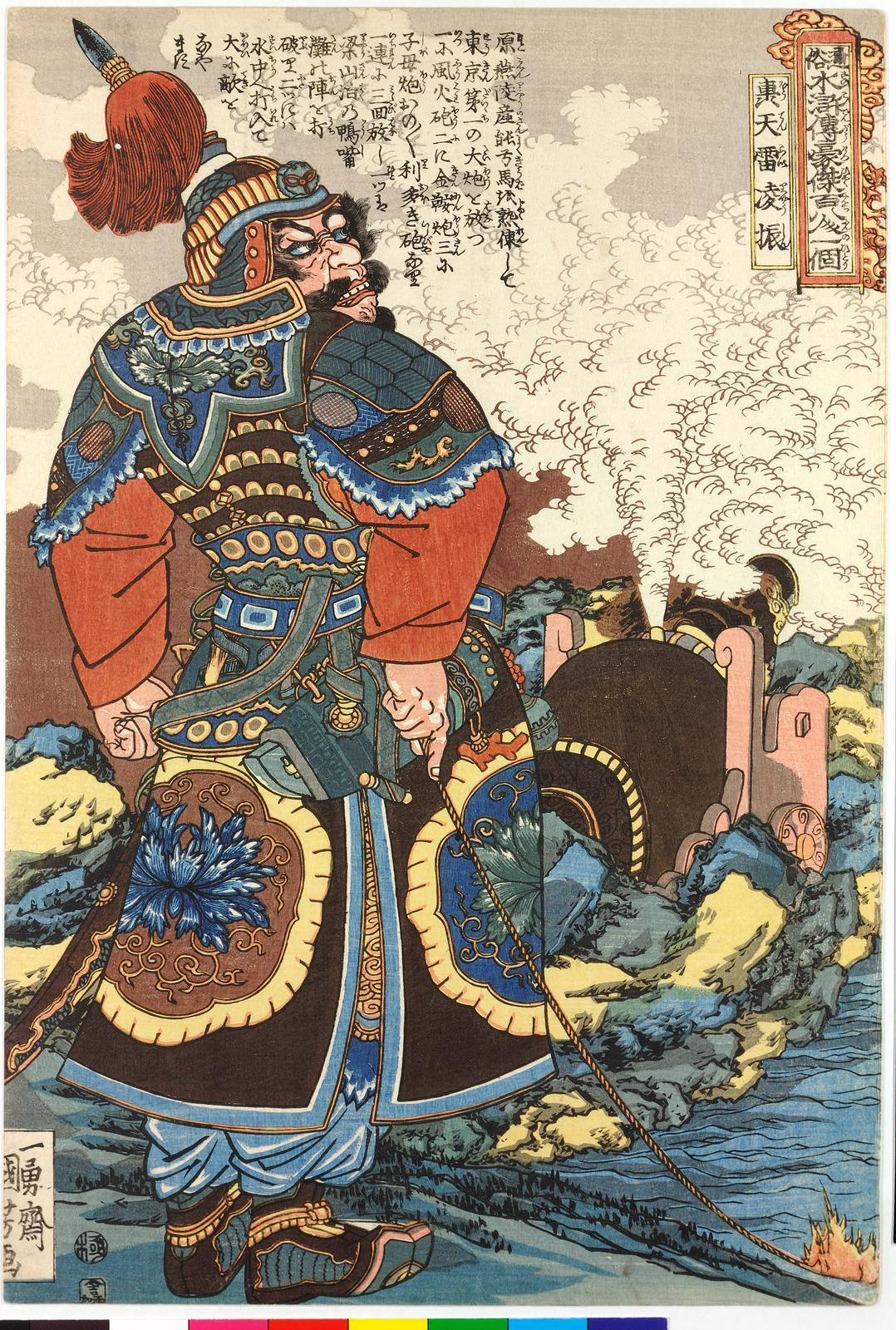
52.轟天雷凌振
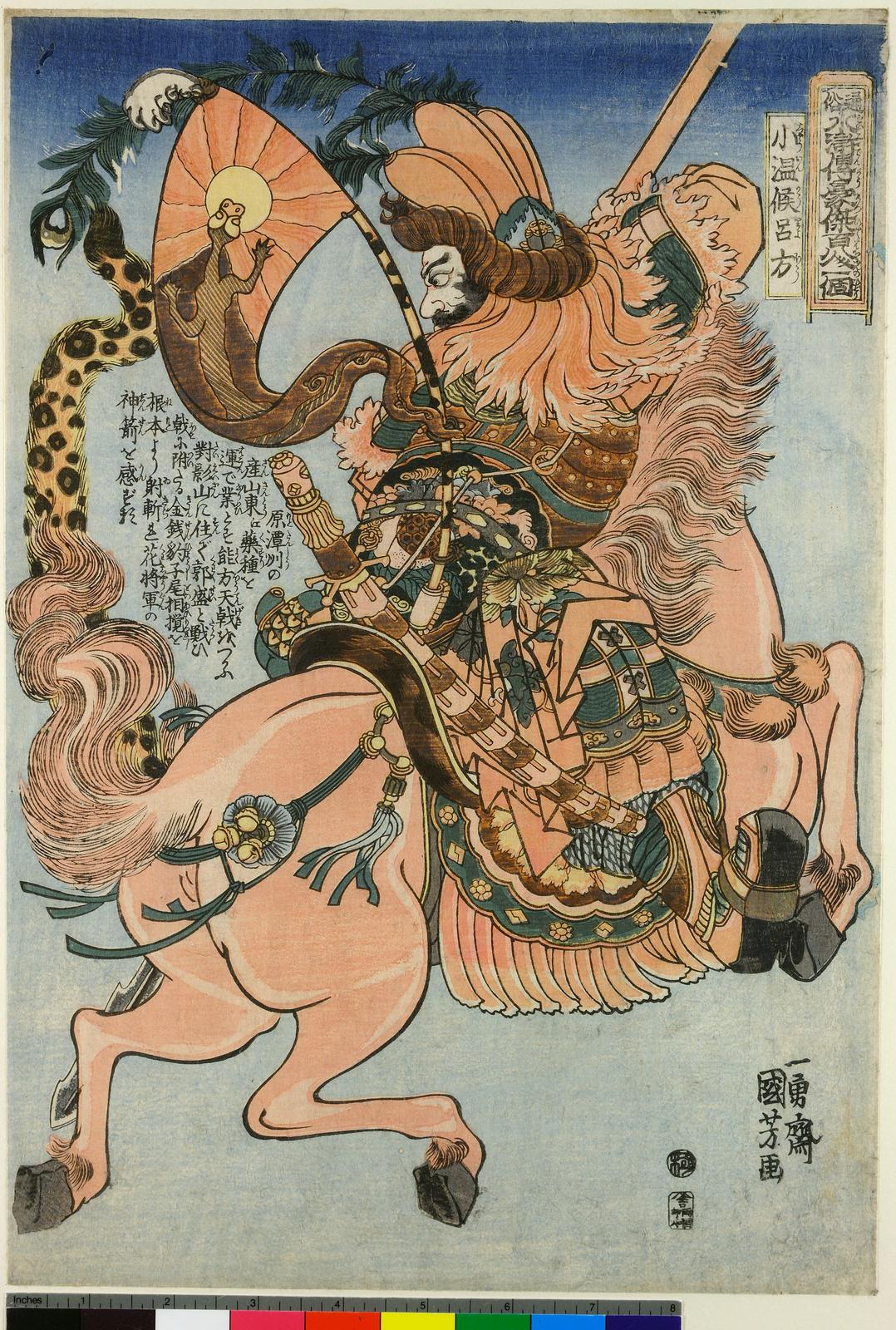
54.小温侯呂方
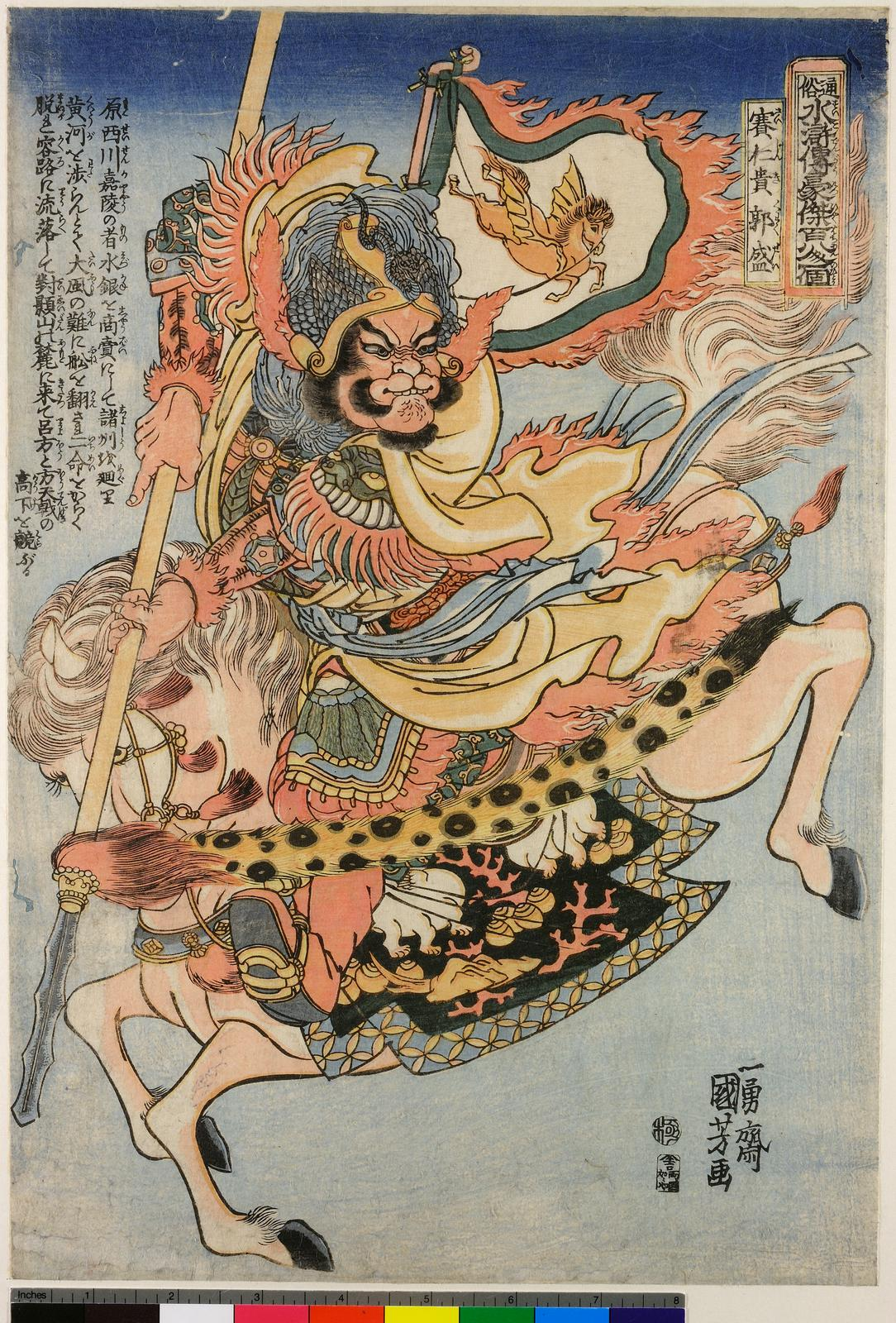
55.賽仁貴郭盛
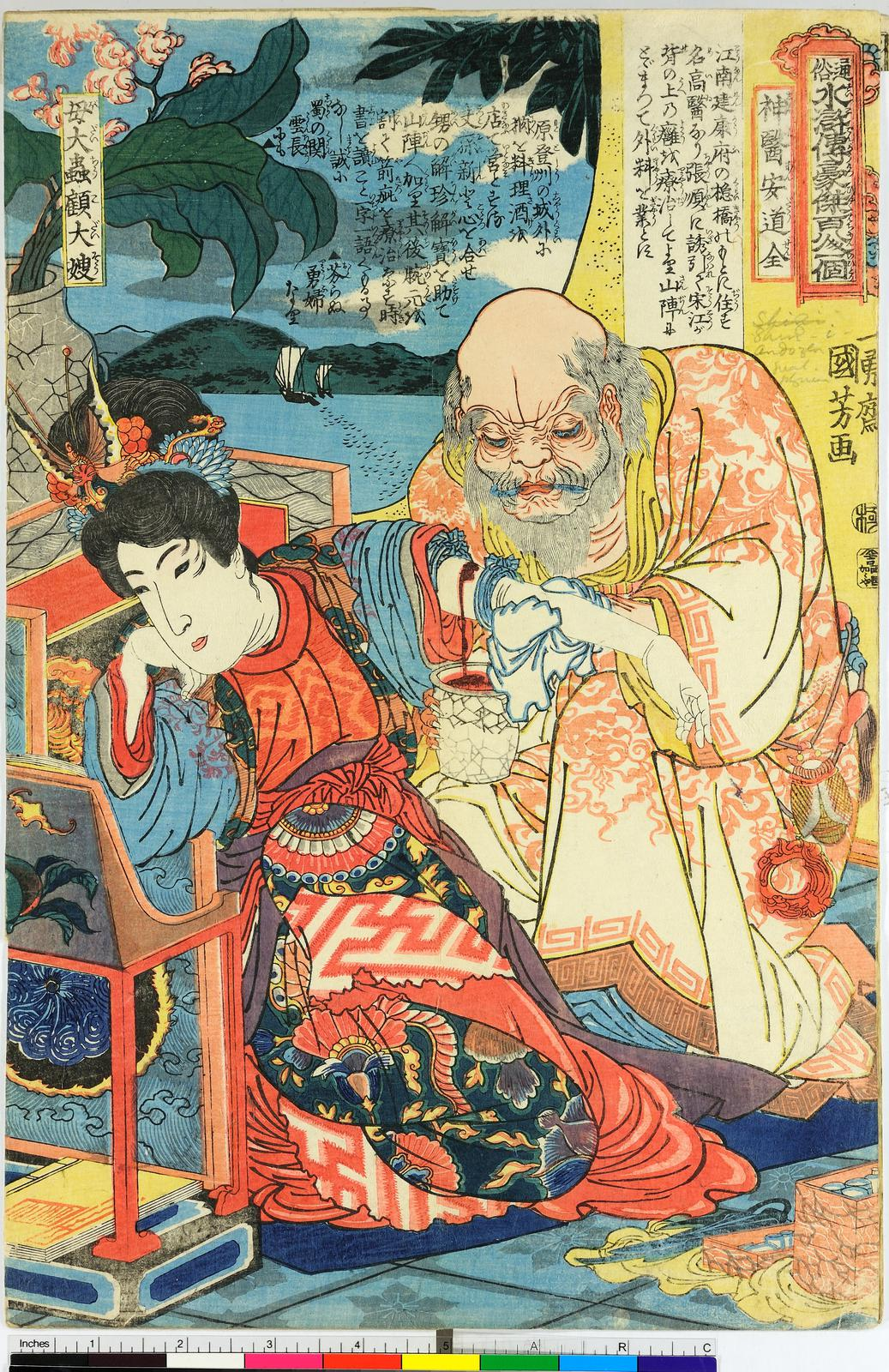
56.神醫安道全（右）, 101.母大虫顧大嫂（左）
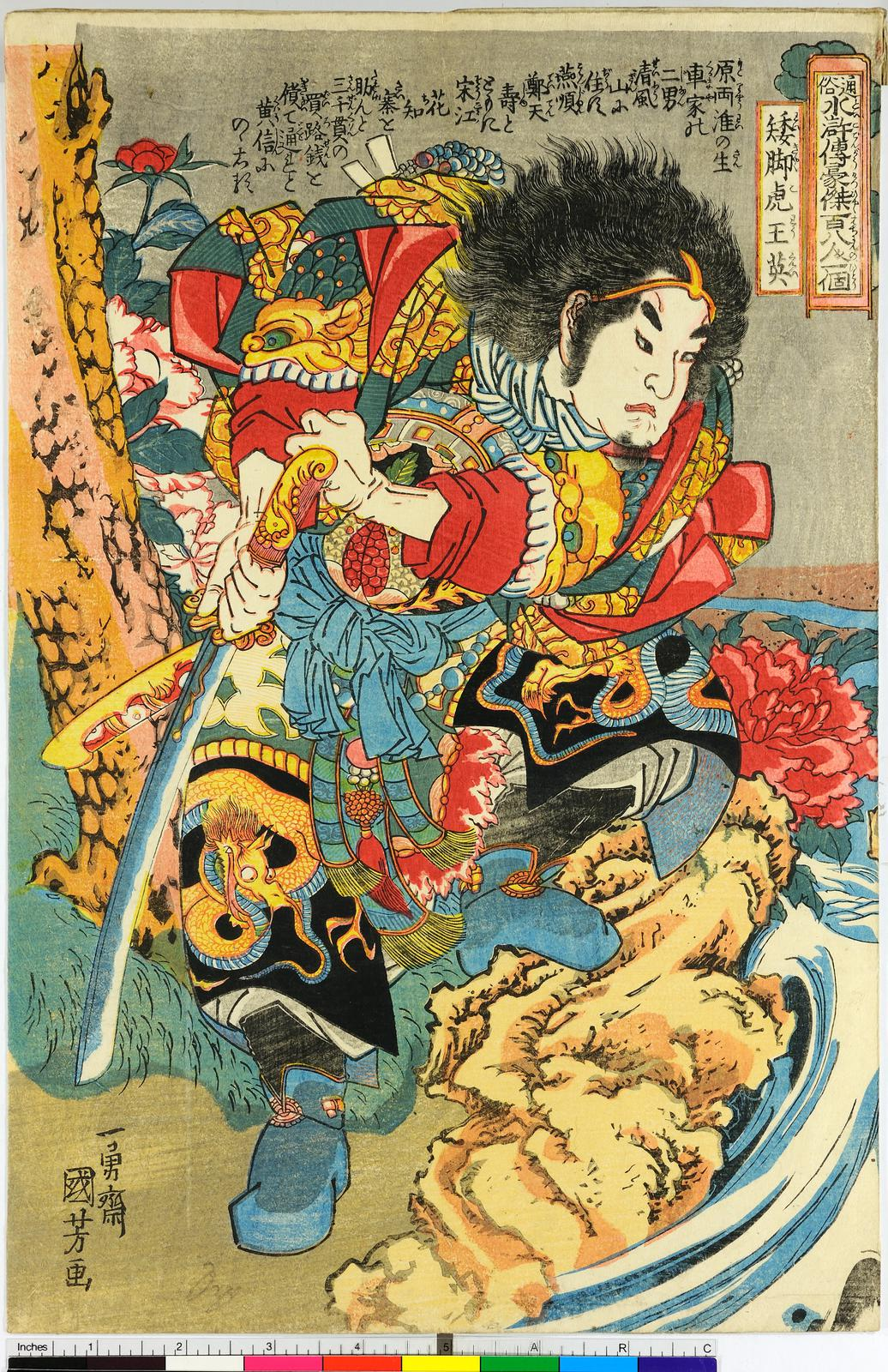
58.矮脚虎王英
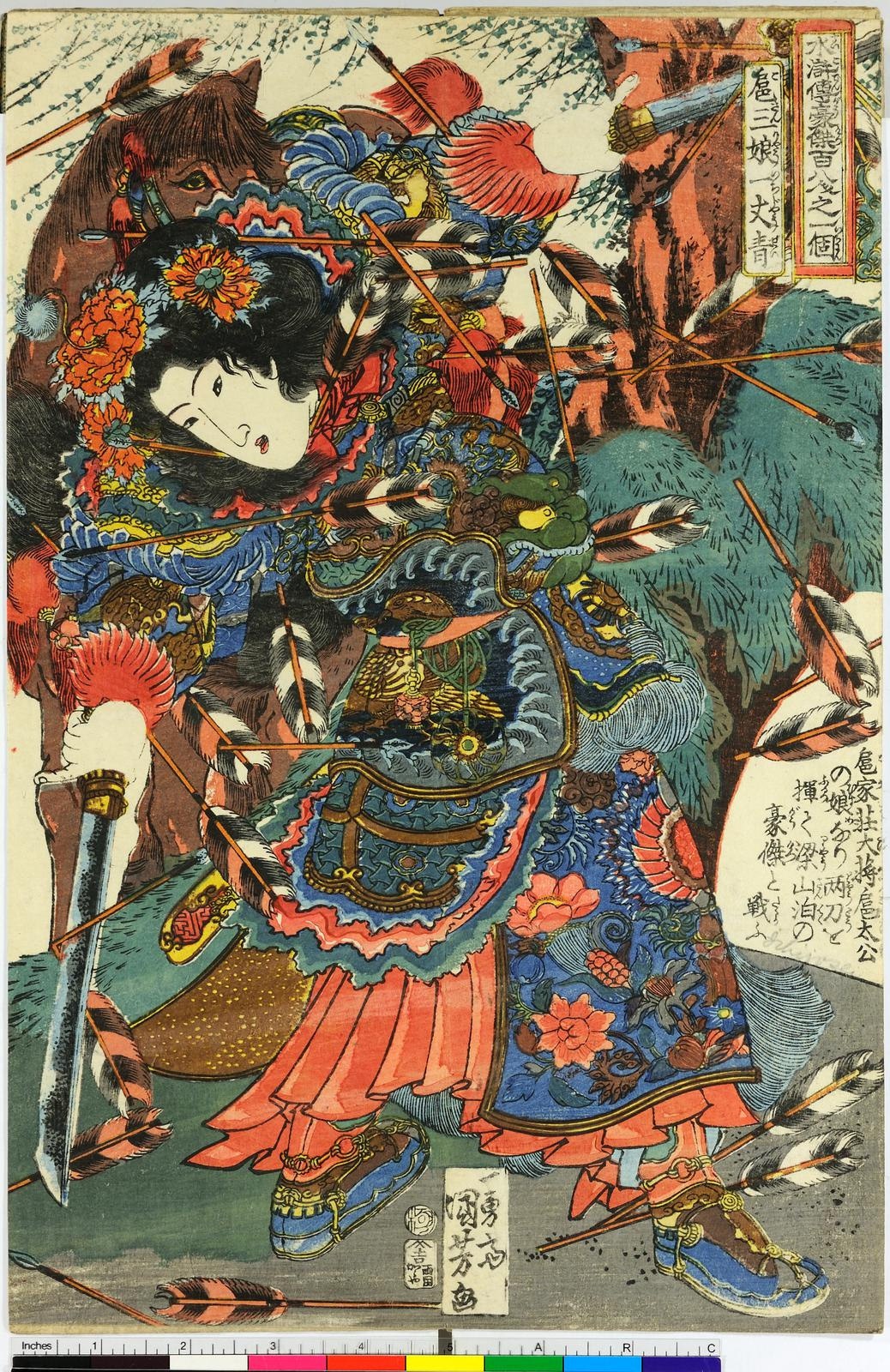
59.一丈青扈三娘
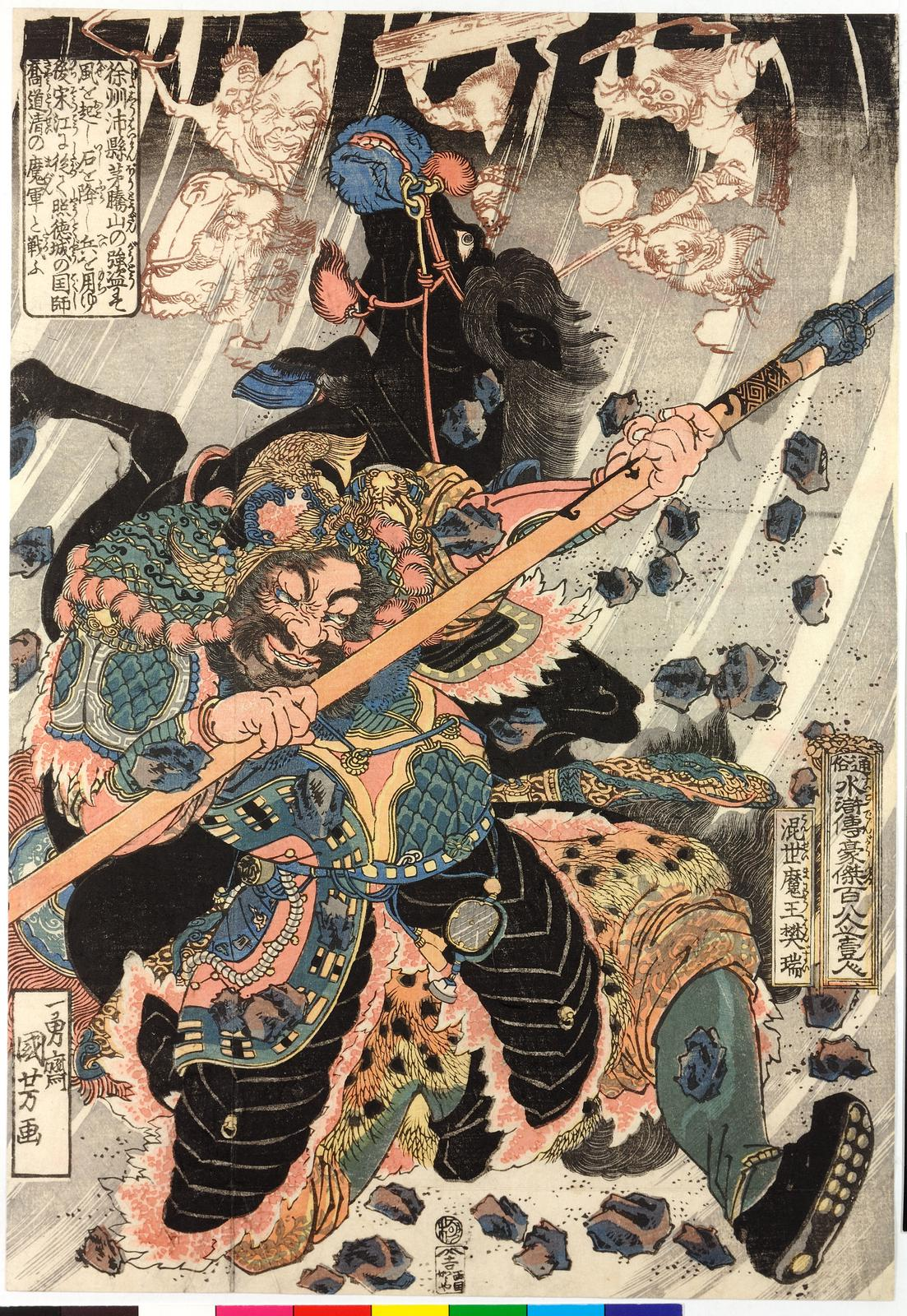
61.混世魔王樊瑞
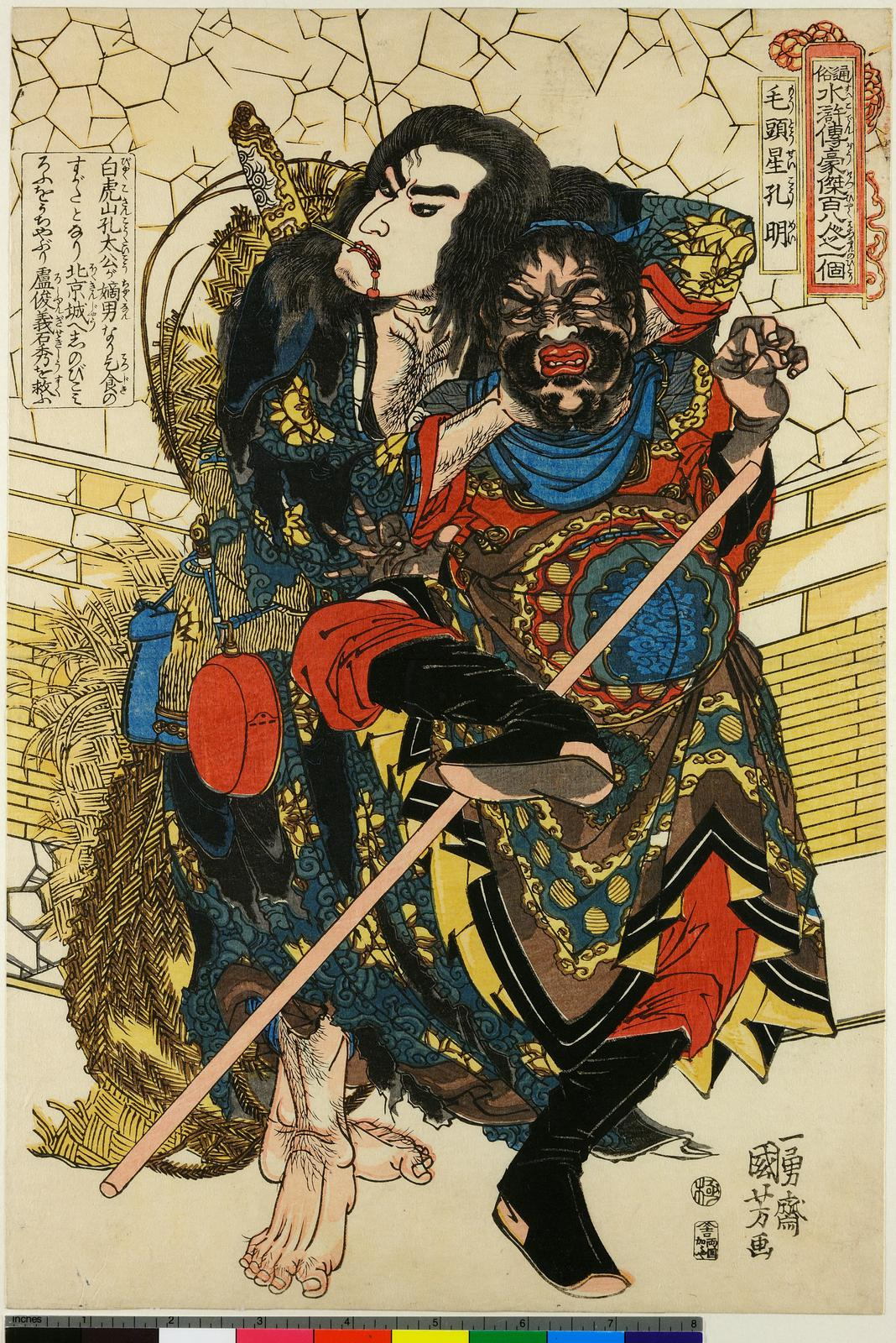
62.毛頭星孔明
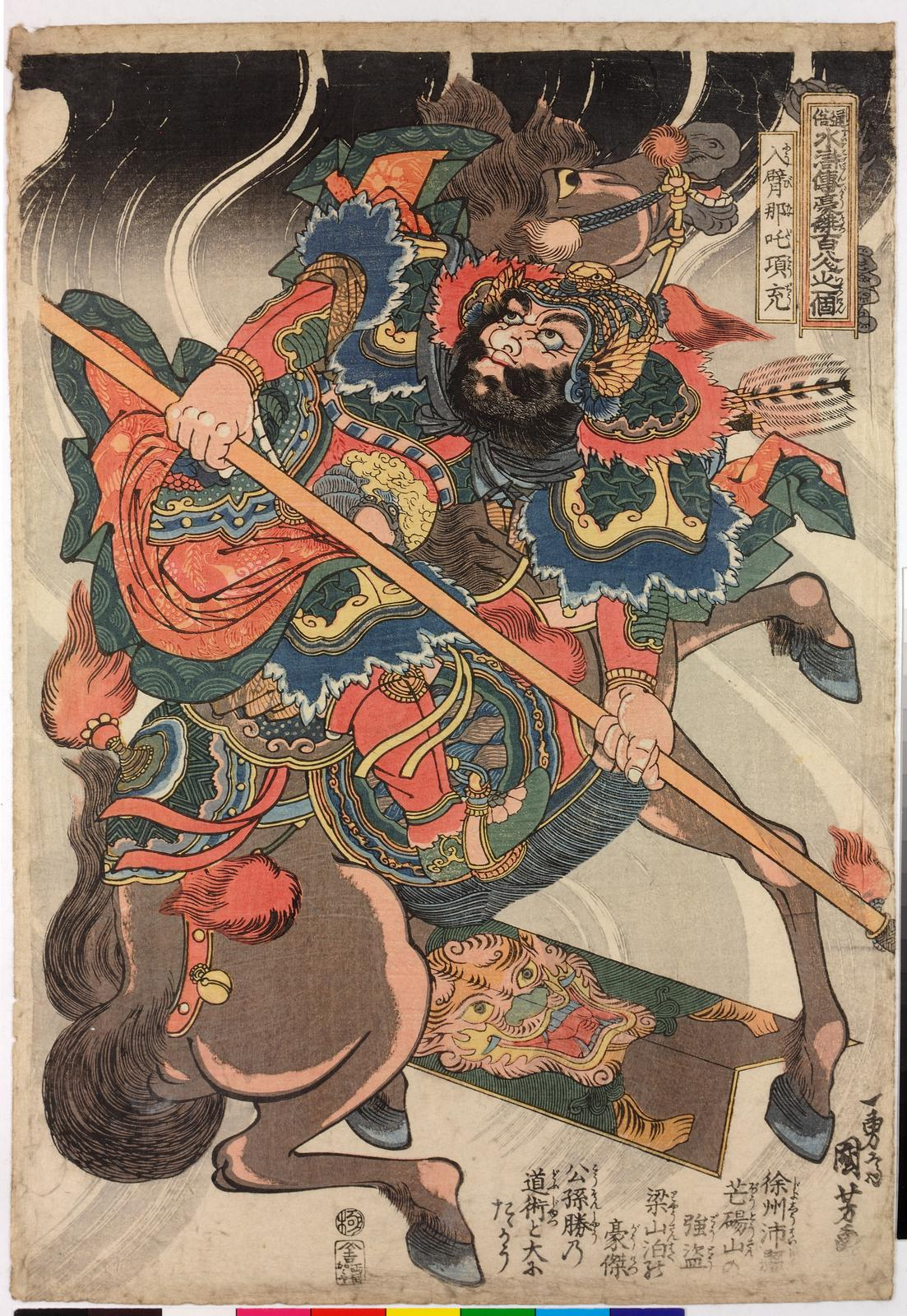
64.八臂哪吒項充
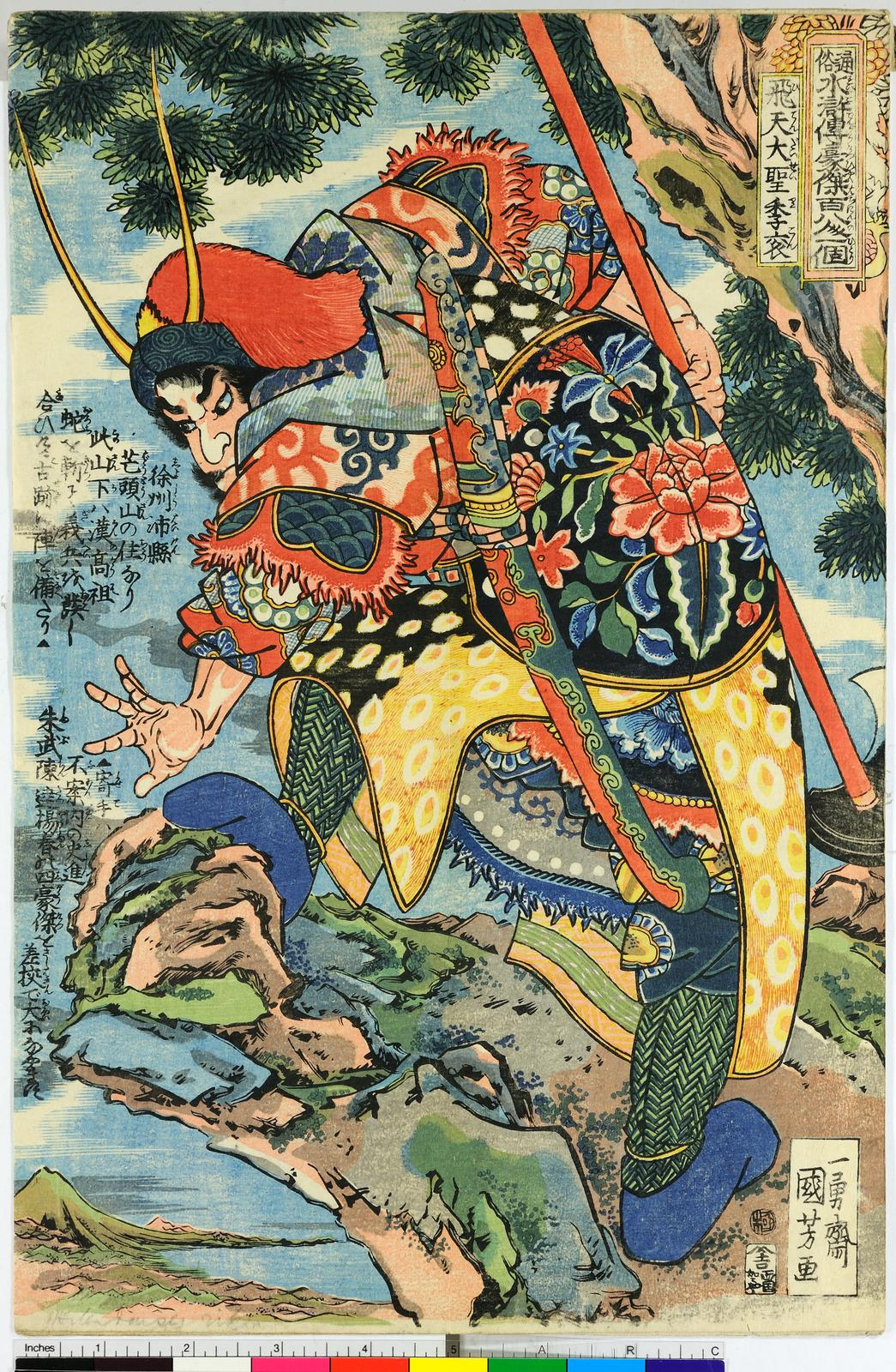
65.飛天大聖李袞
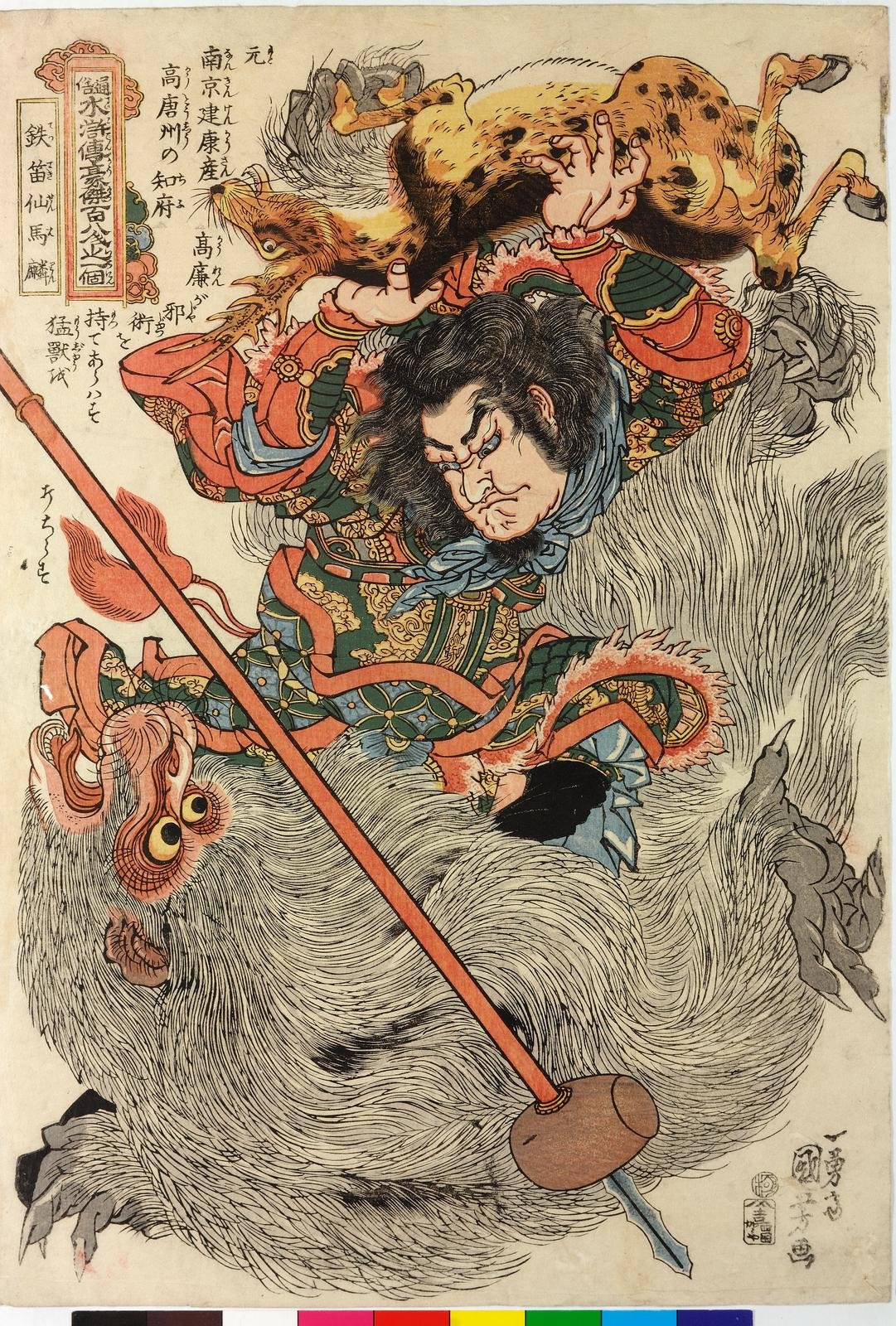
67.鉄笛仙馬麟
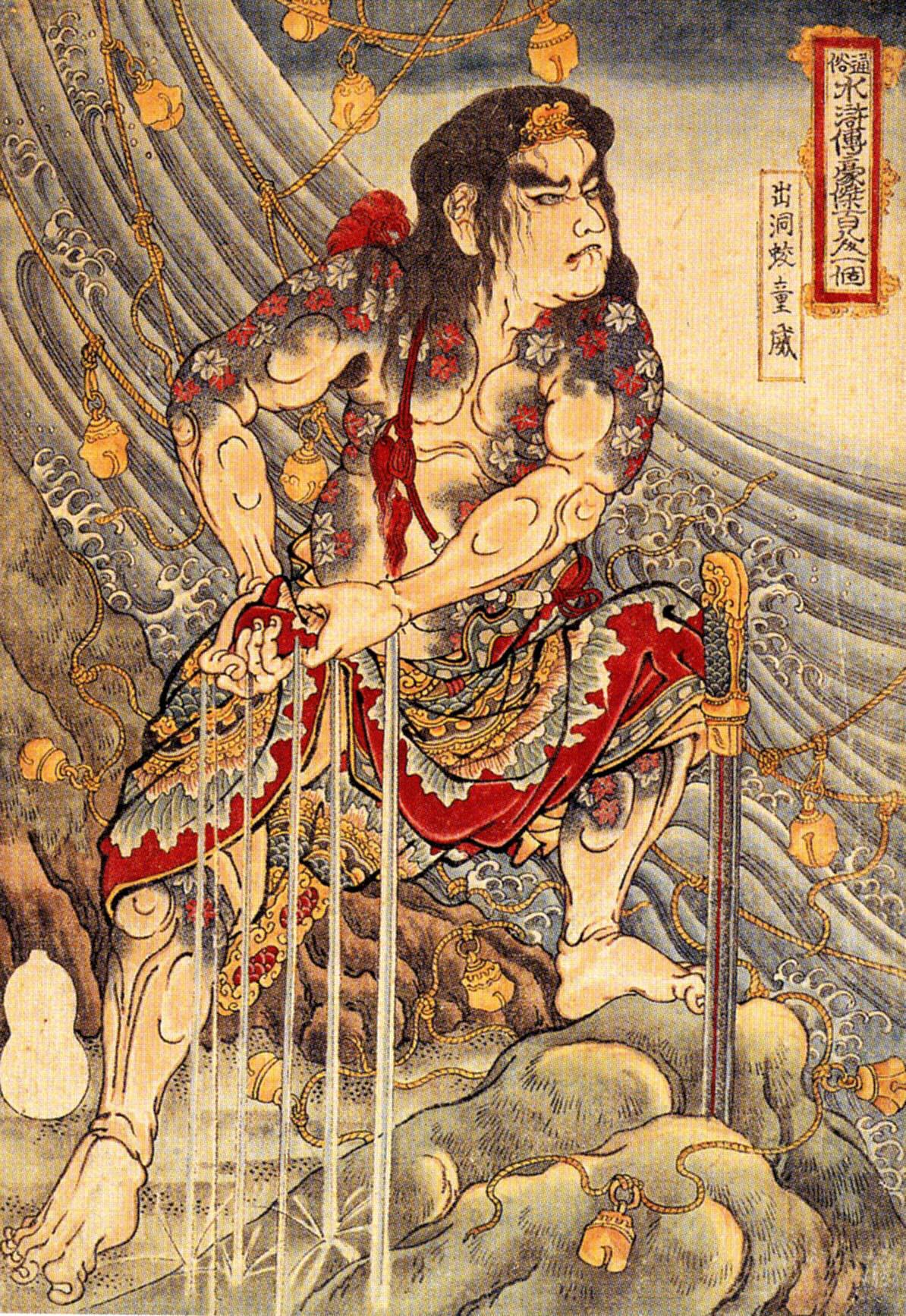
68.出洞蛟童威
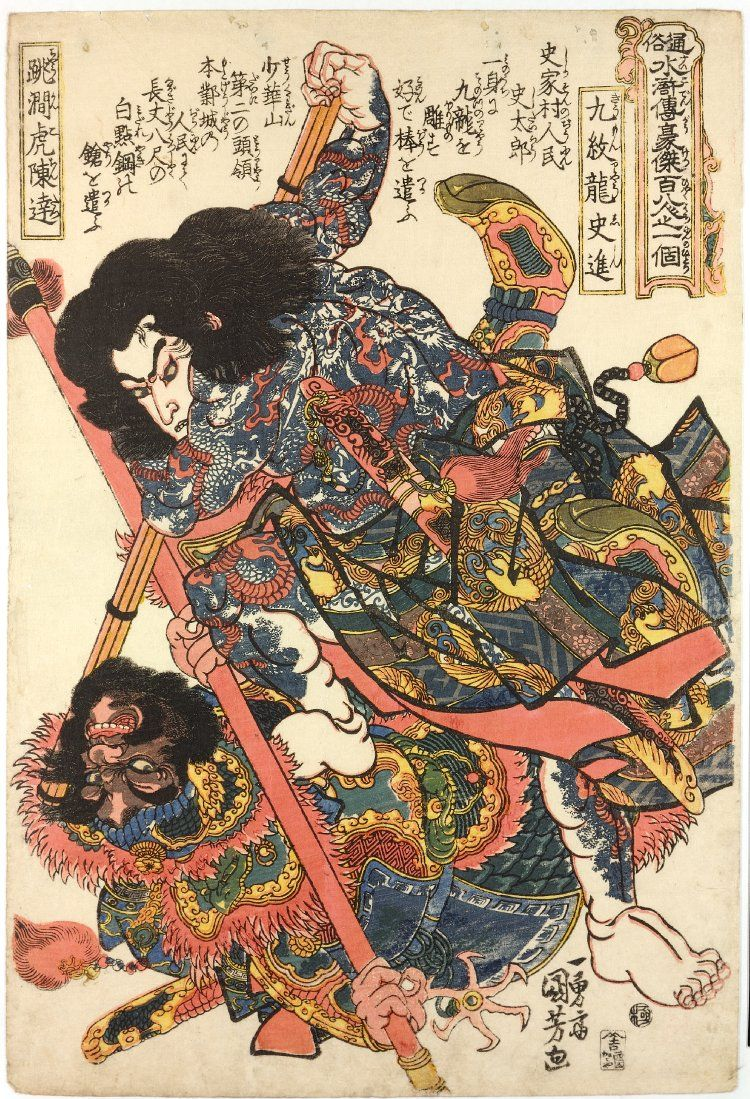
72.跳澗虎陳達（下）, 23.九紋龍史進（上）
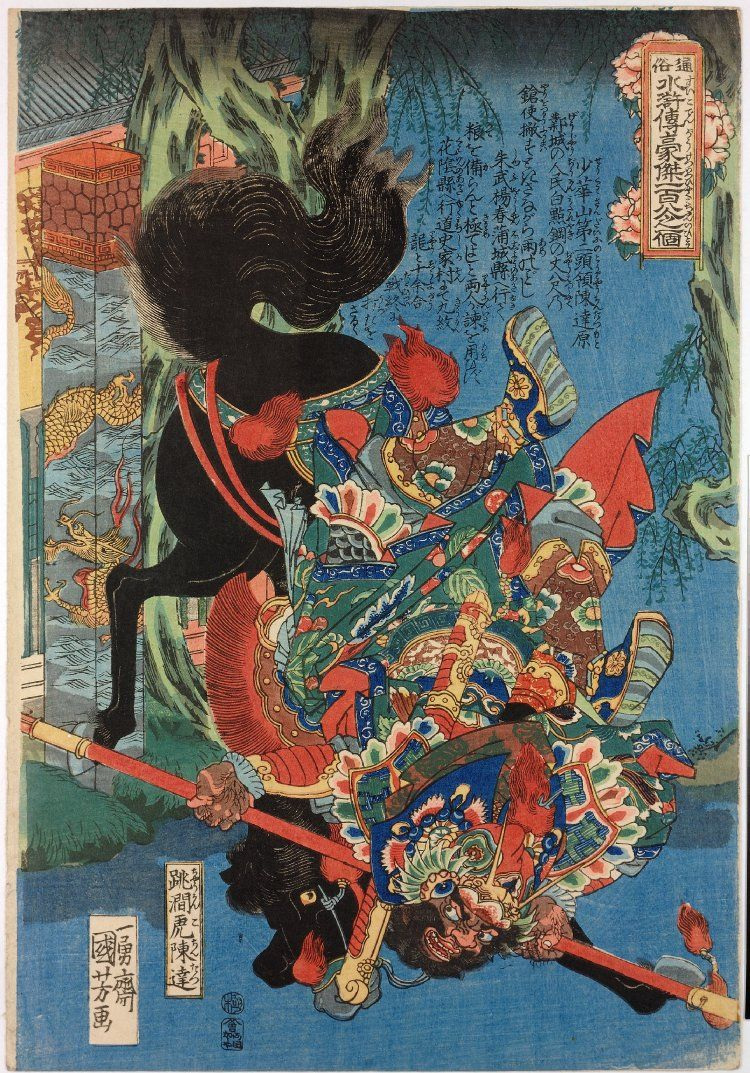
72.跳澗虎陳達（重複）
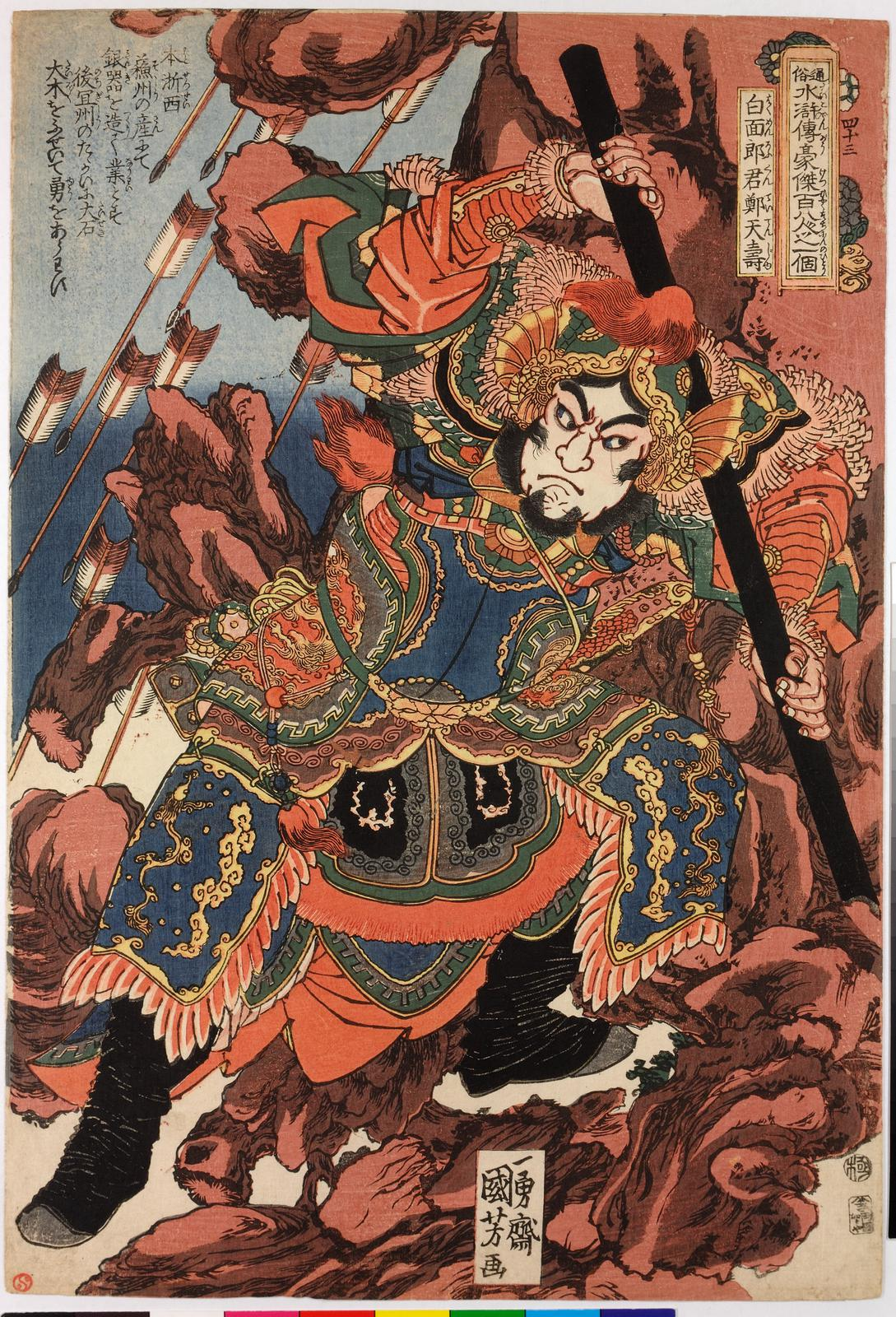
74.白面郎君鄭天壽
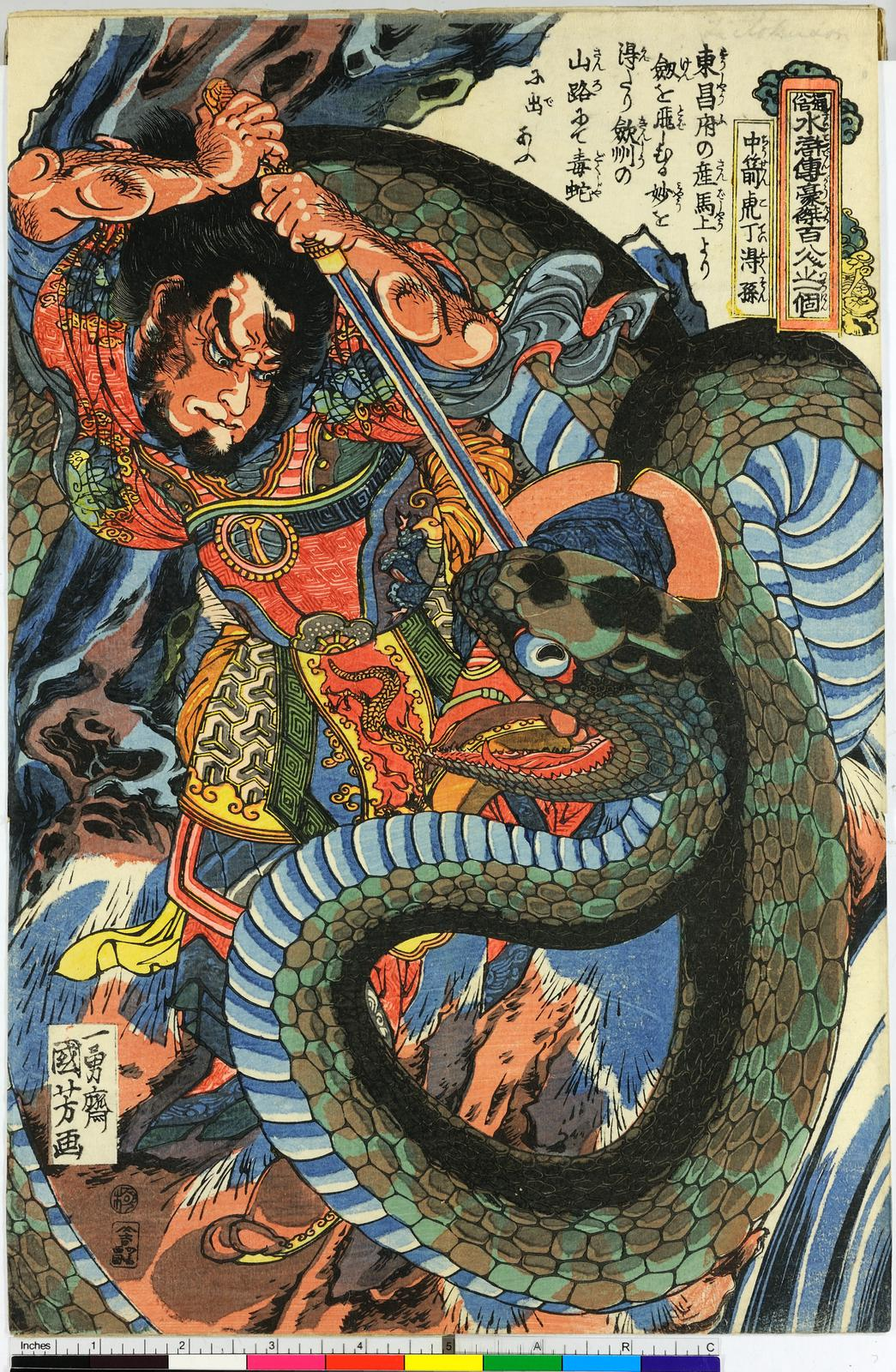
79.中箭虎丁得孫
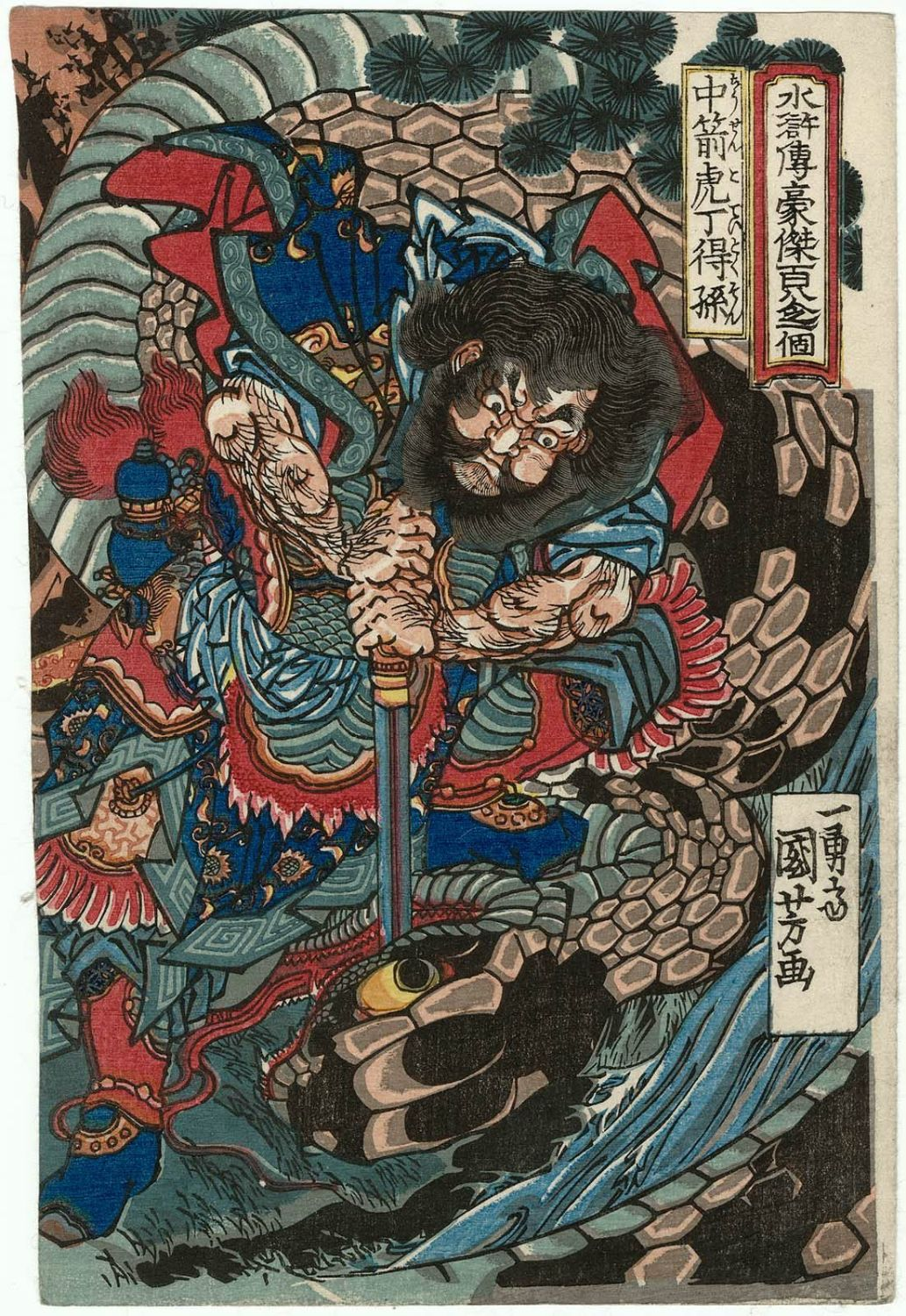
79.中箭虎丁得孫（重複）
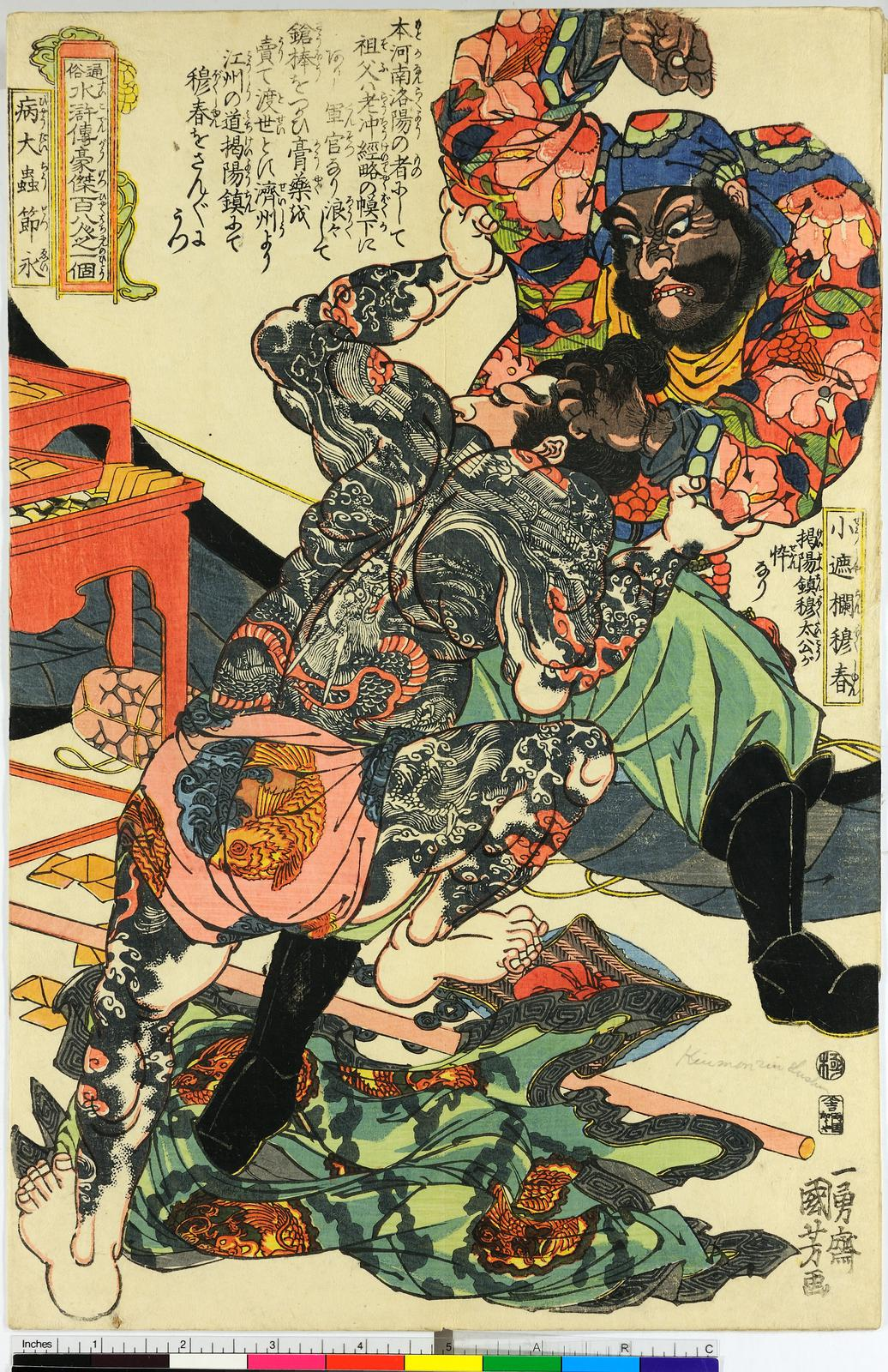
80.小遮攔穆春（左）, 84.病大虫薛永（右）
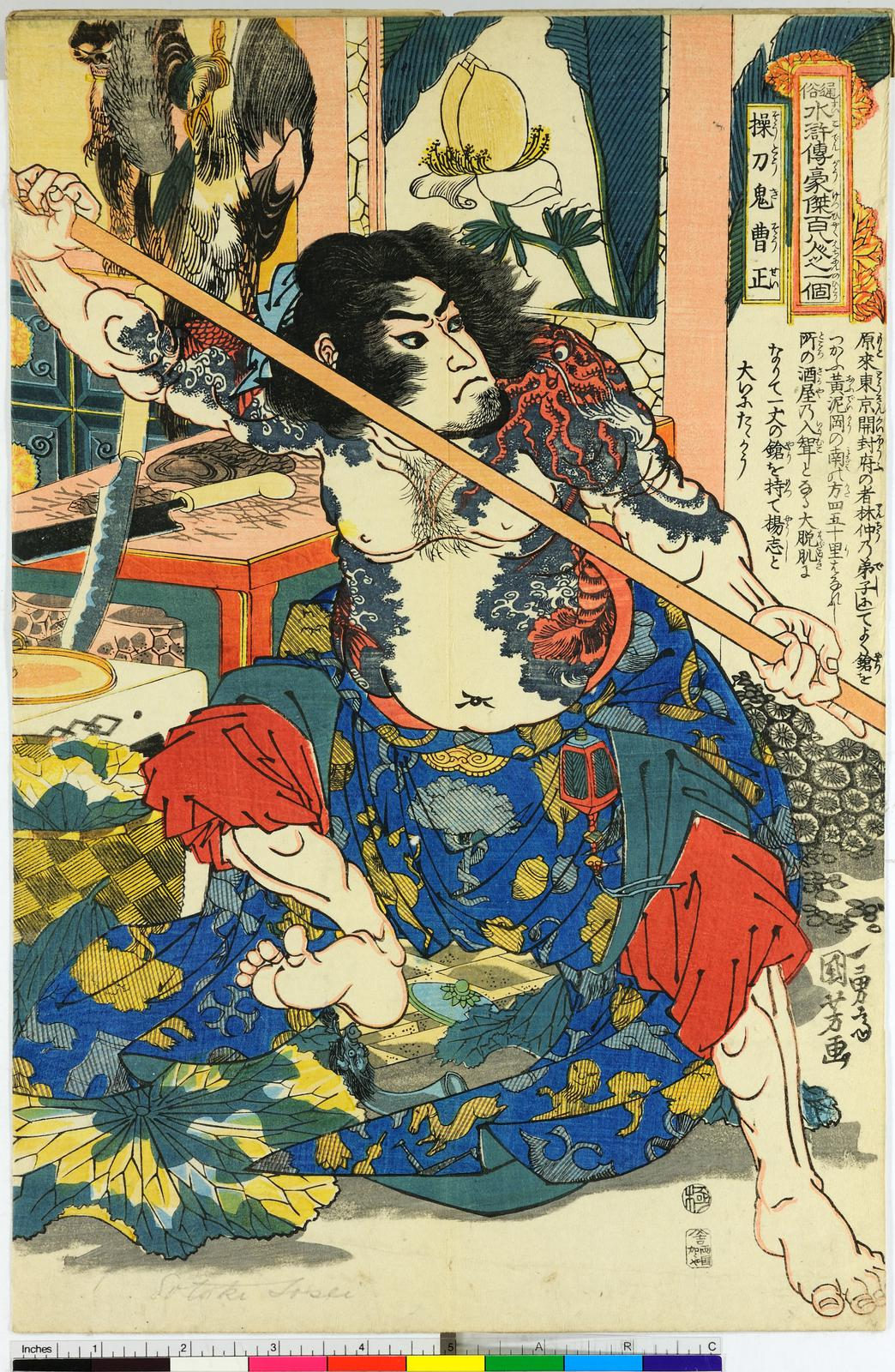
81.操刀鬼曹正
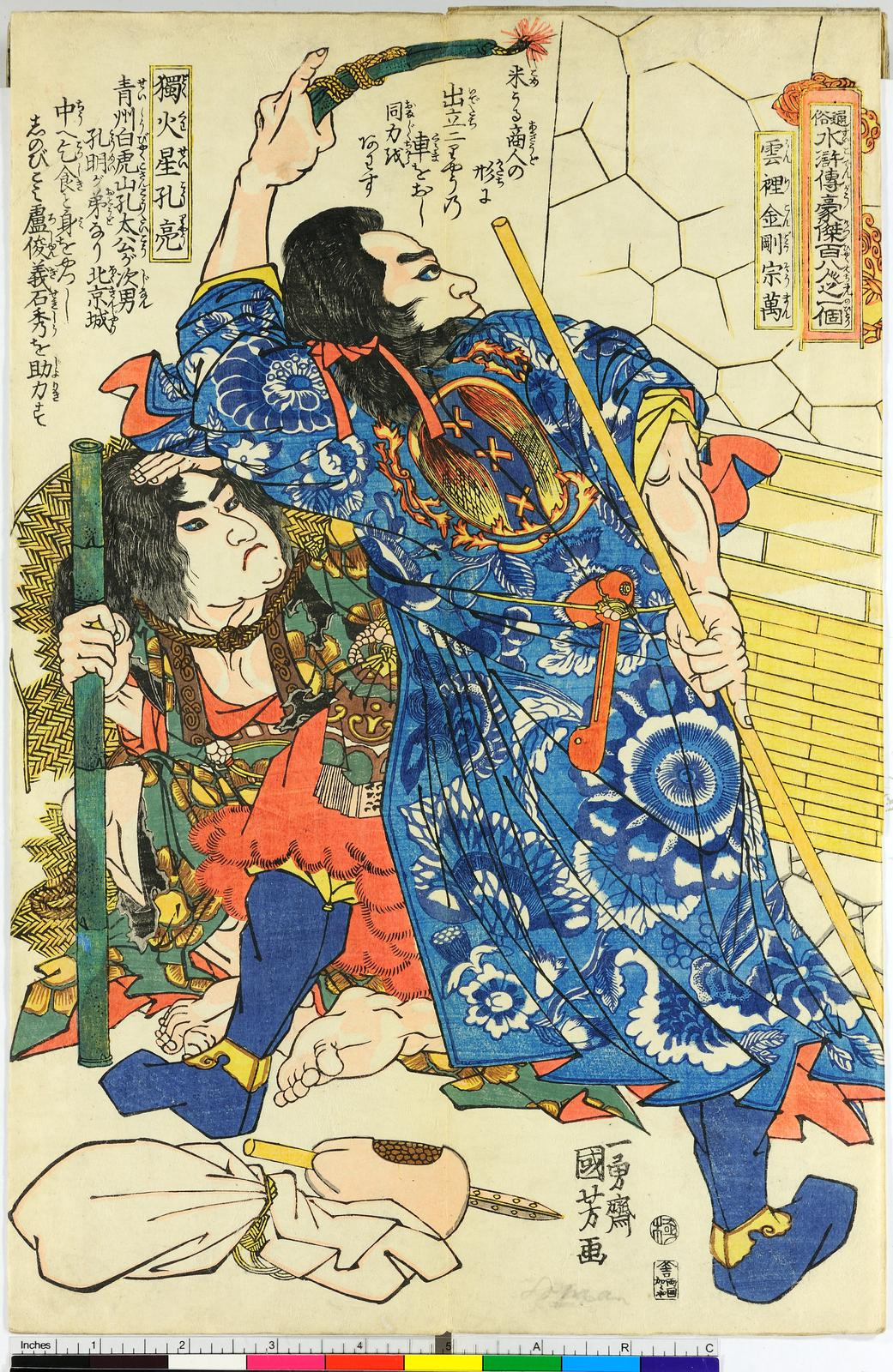
82.雲里金剛宋萬
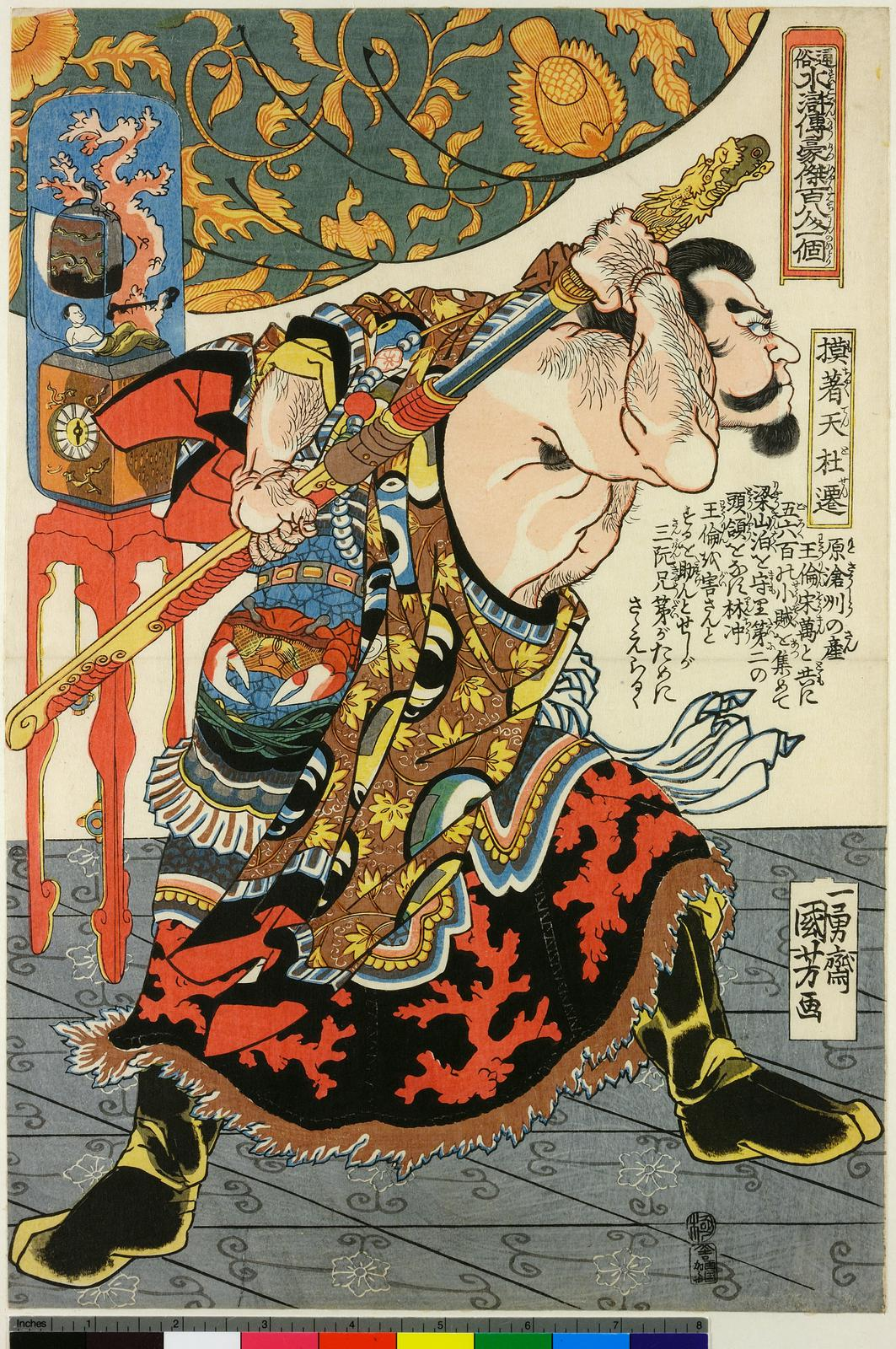
83.摸着天杜遷
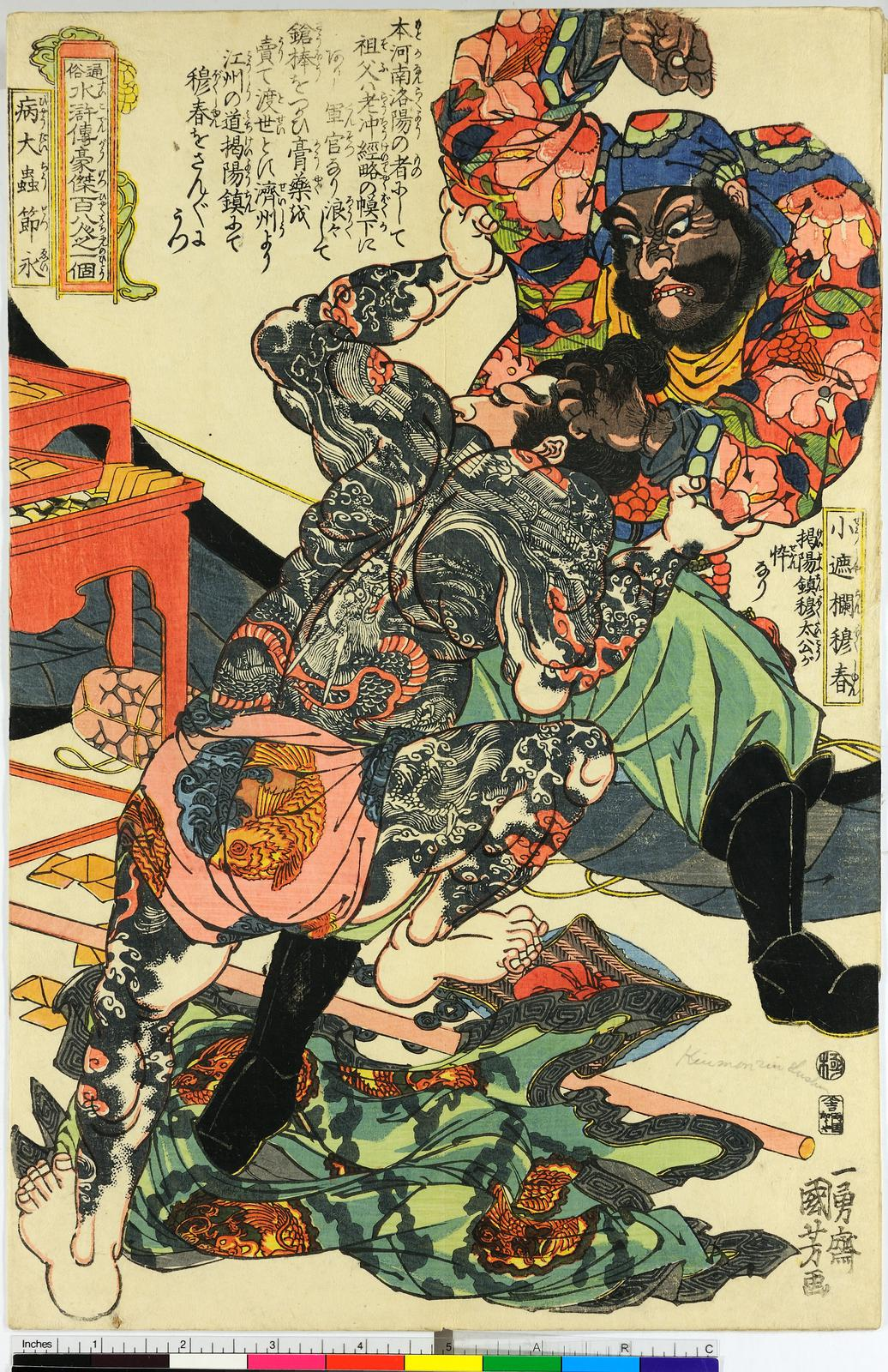
84.病大虫薛永（右）, 80.小遮攔穆春（左）
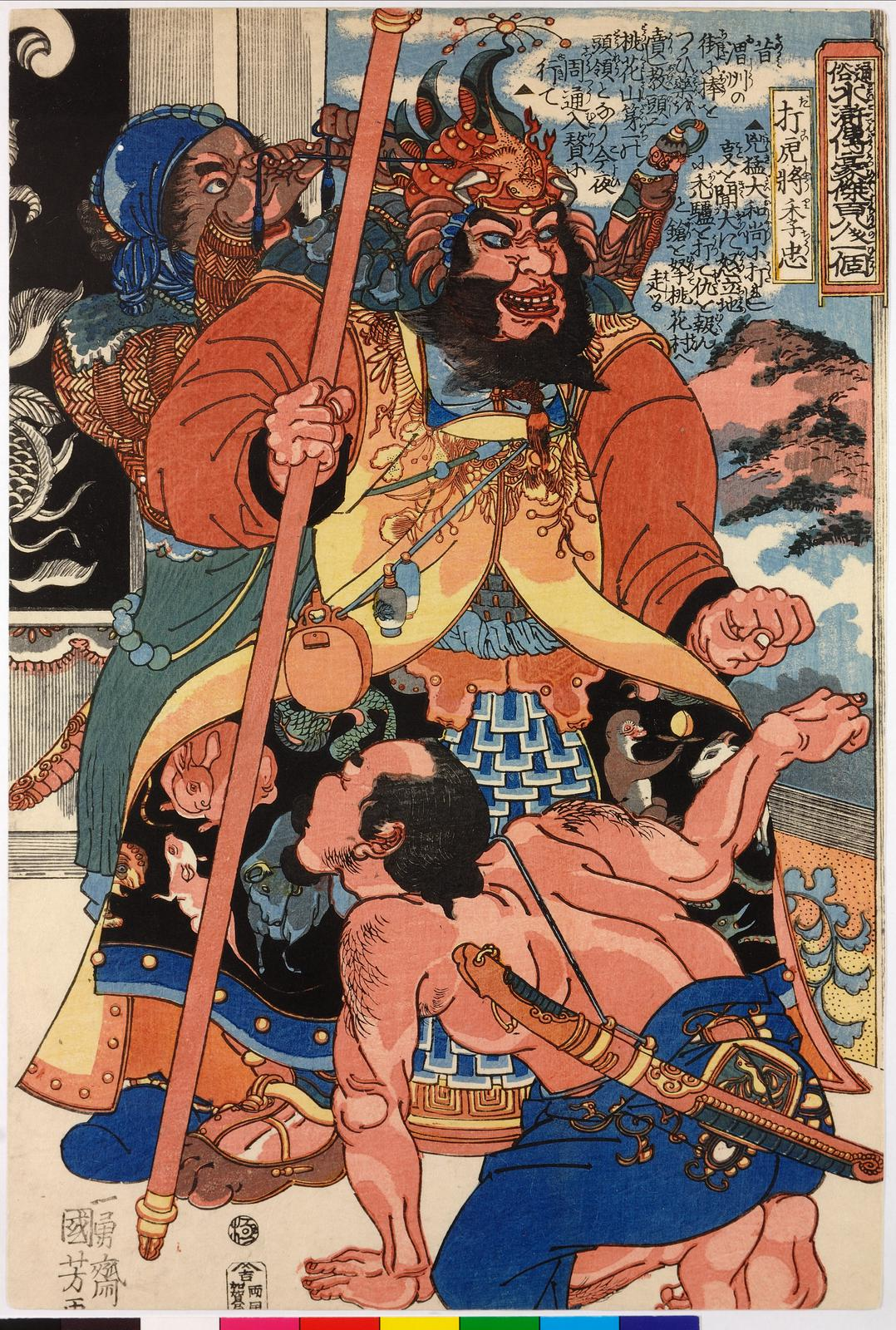
86.打虎將李忠
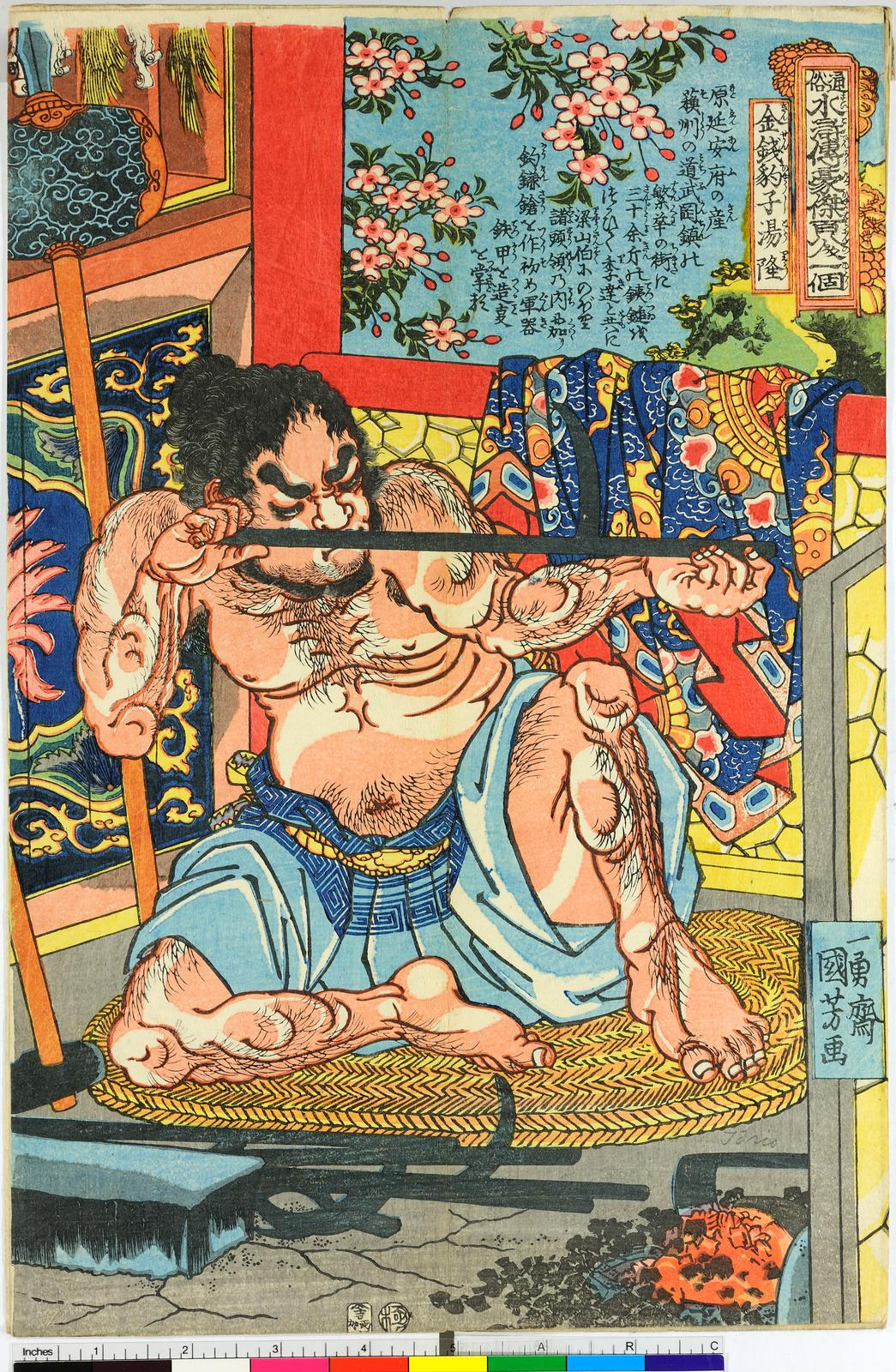
88.金銭豹子湯隆
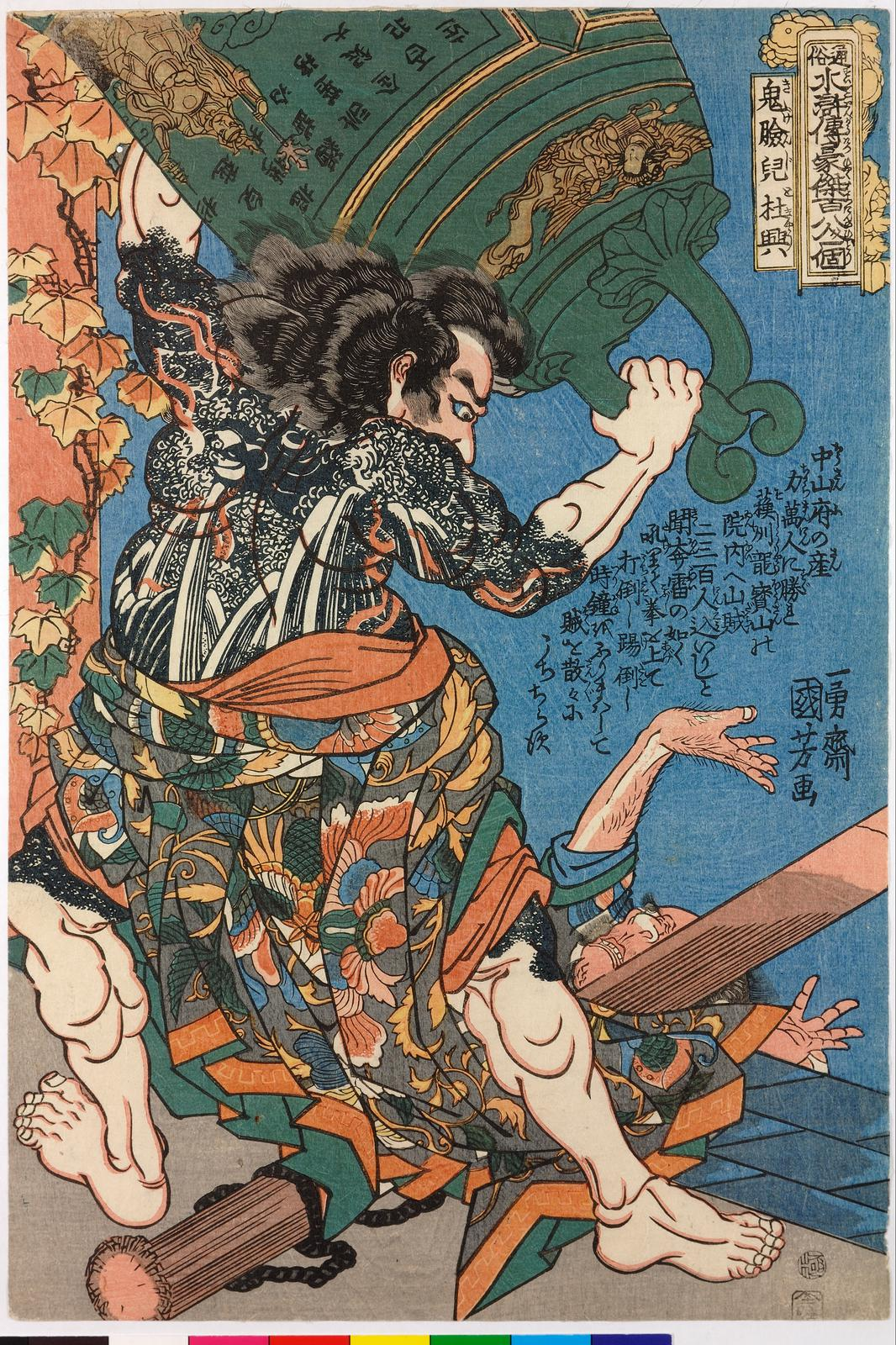
89.鬼瞼児杜興
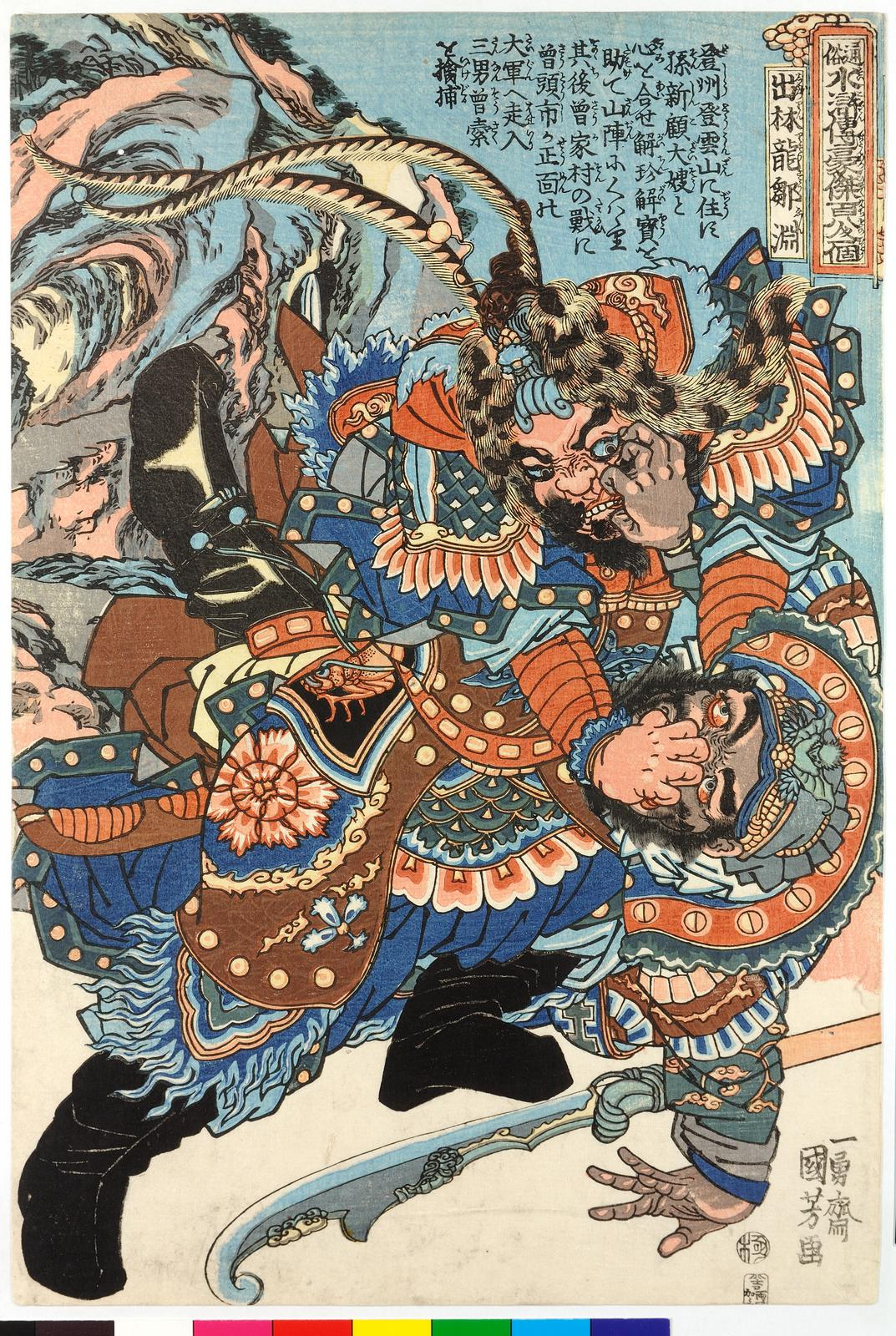
90.出林龍鄒淵
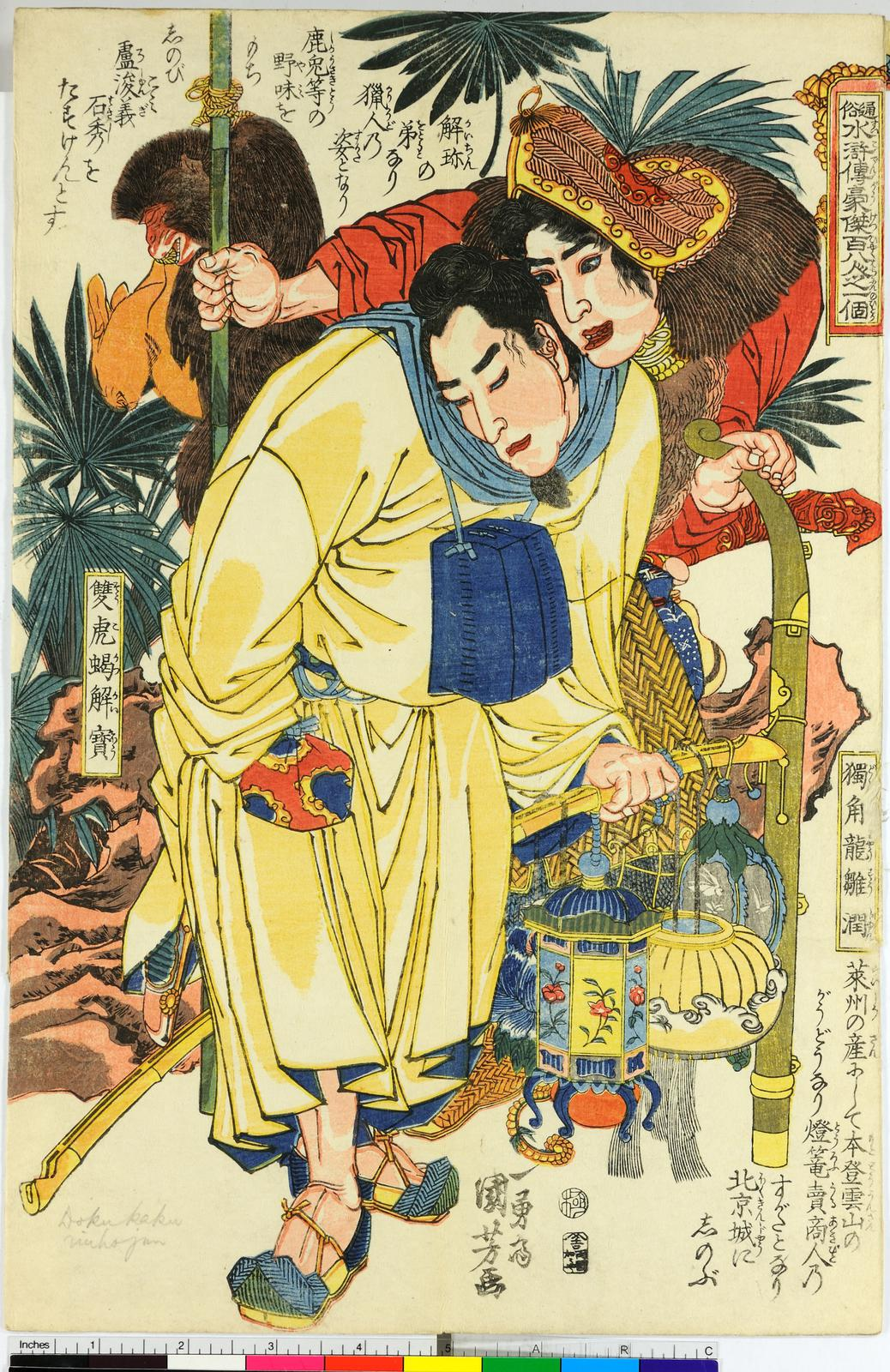
91.独角龍鄒潤（右）, 35.双尾蠍解宝（左）
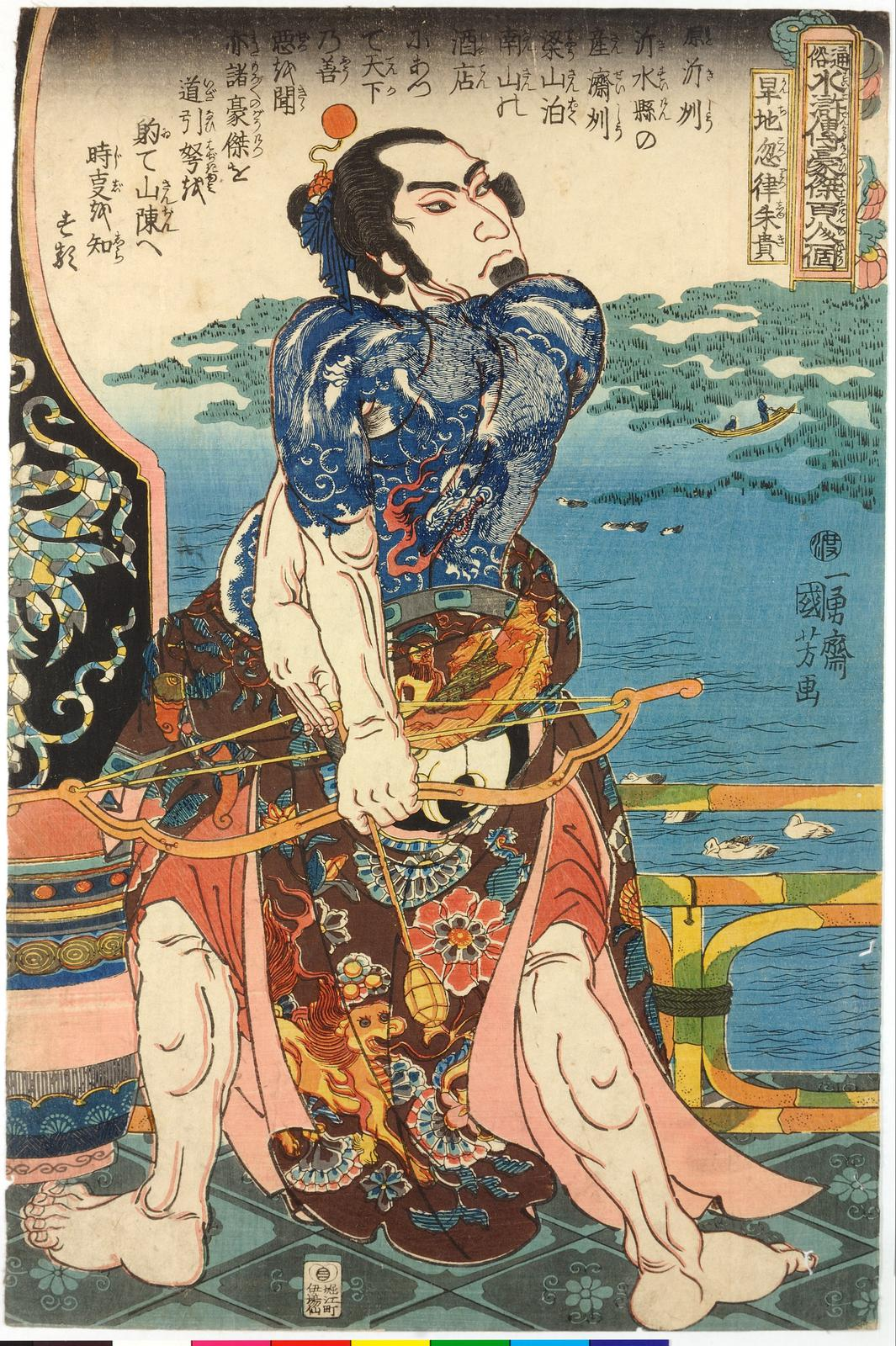
92.旱地忽律朱貴
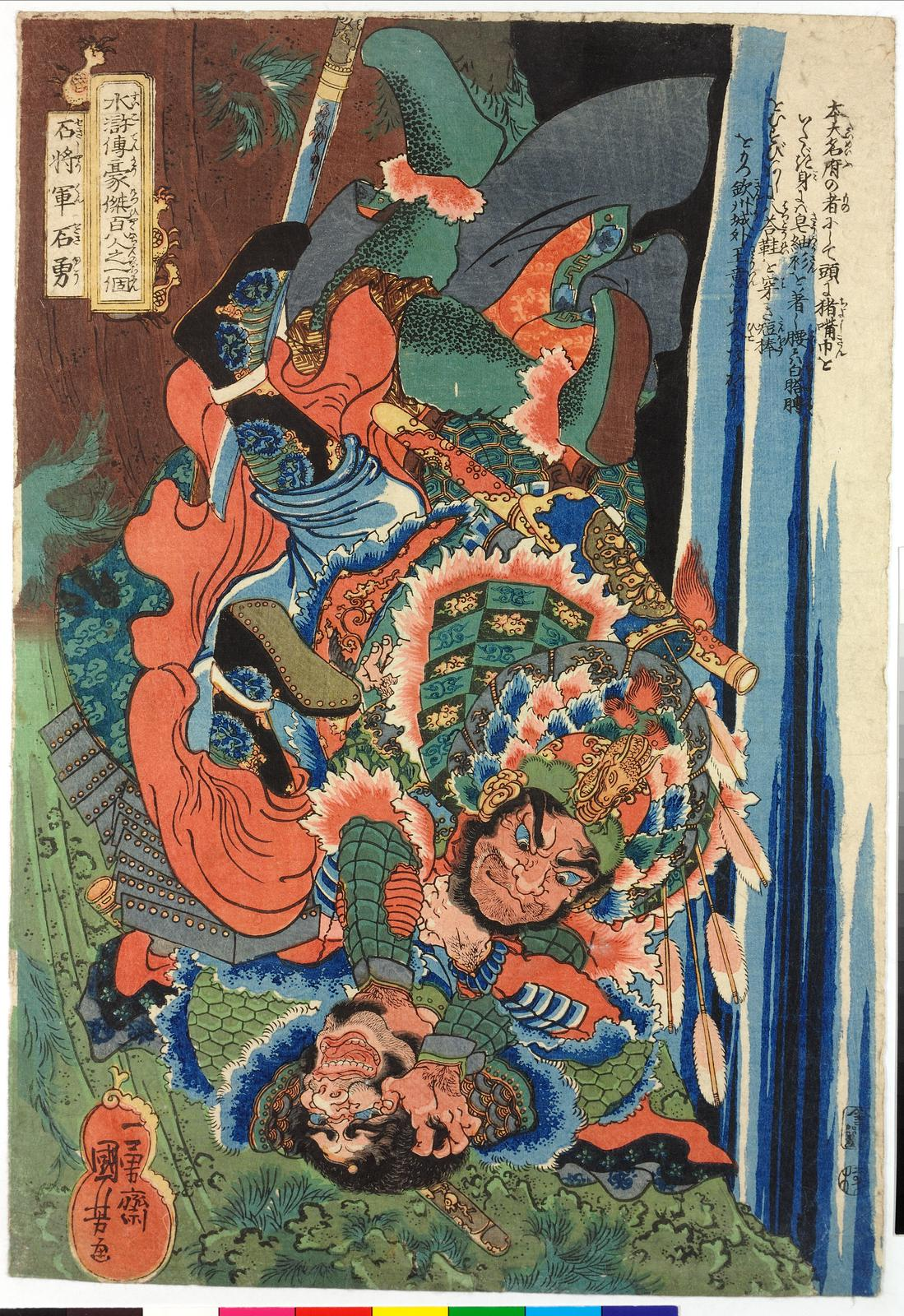
99.石将軍石勇
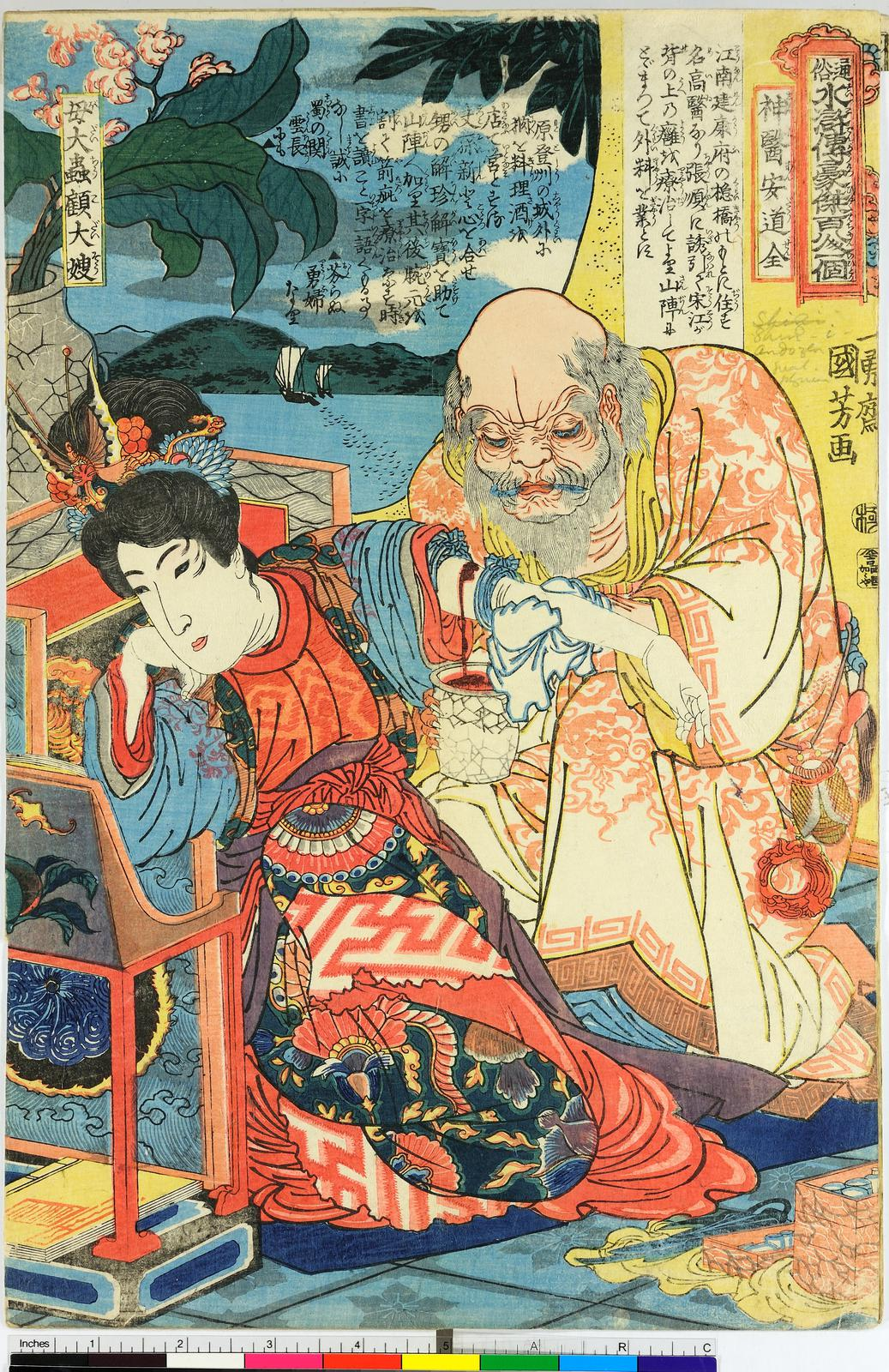
101.母大虫顧大嫂（左）, 56.神醫安道全（右）
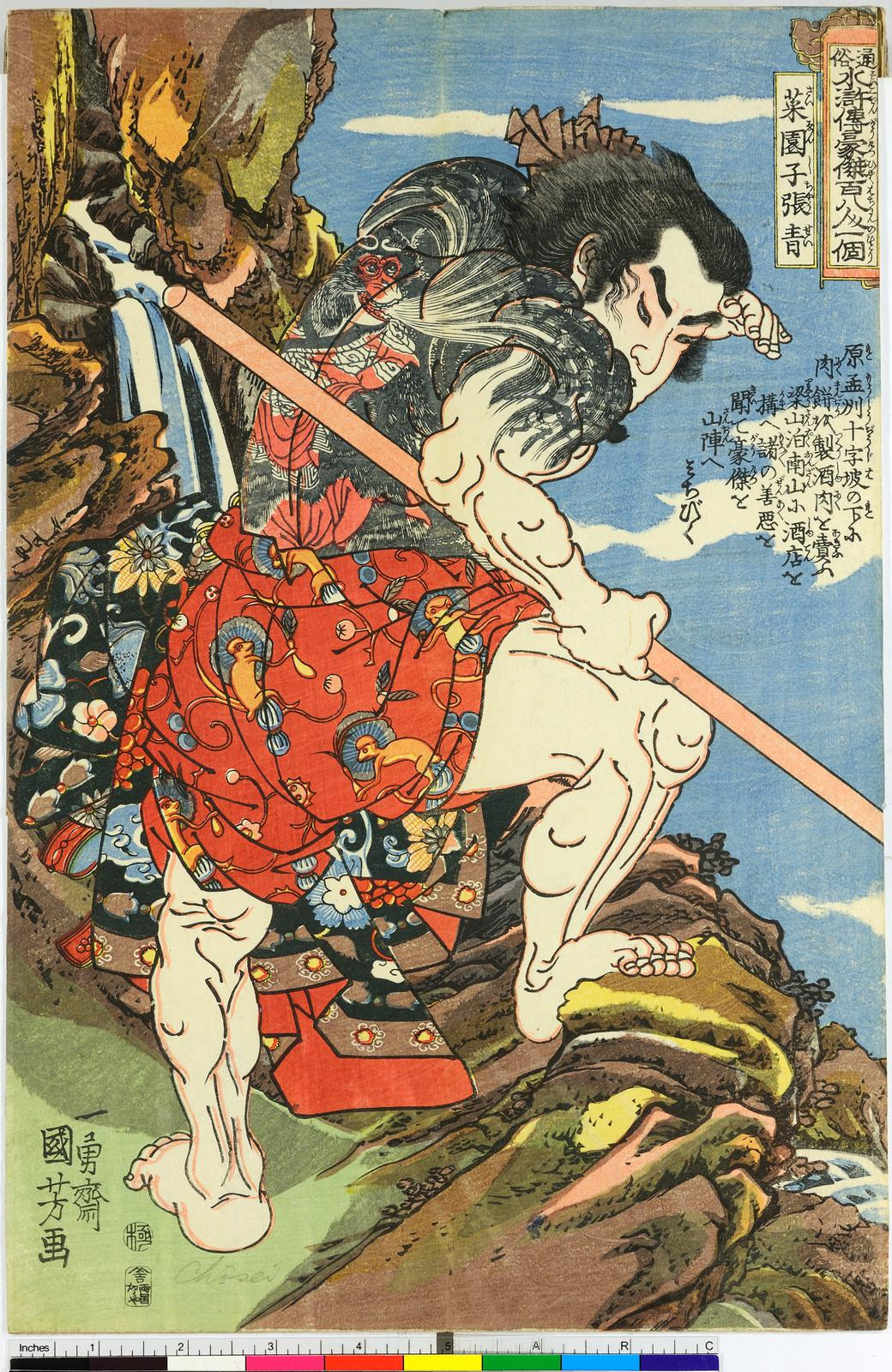
102.菜園子張青
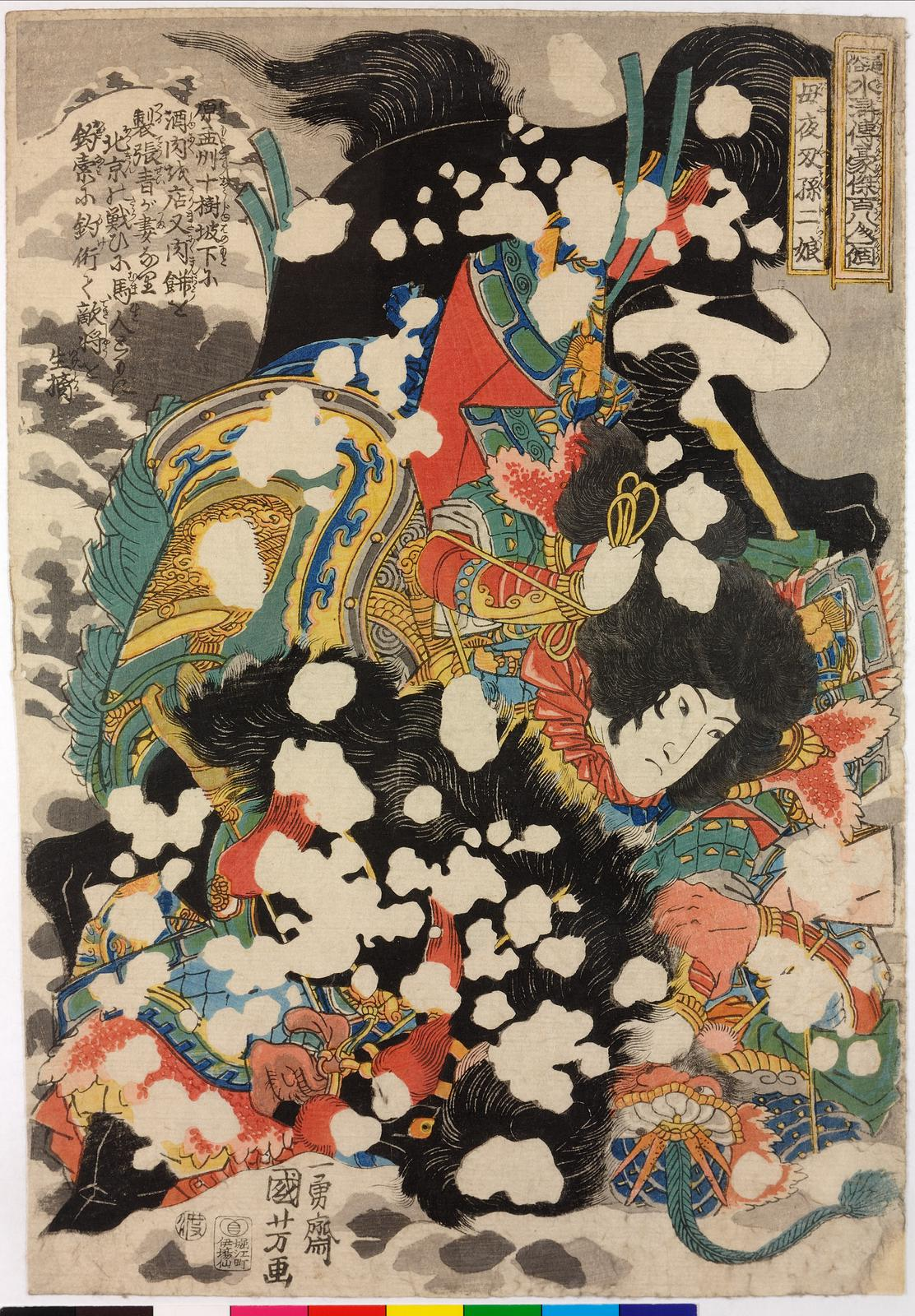
103.母夜叉孫二娘
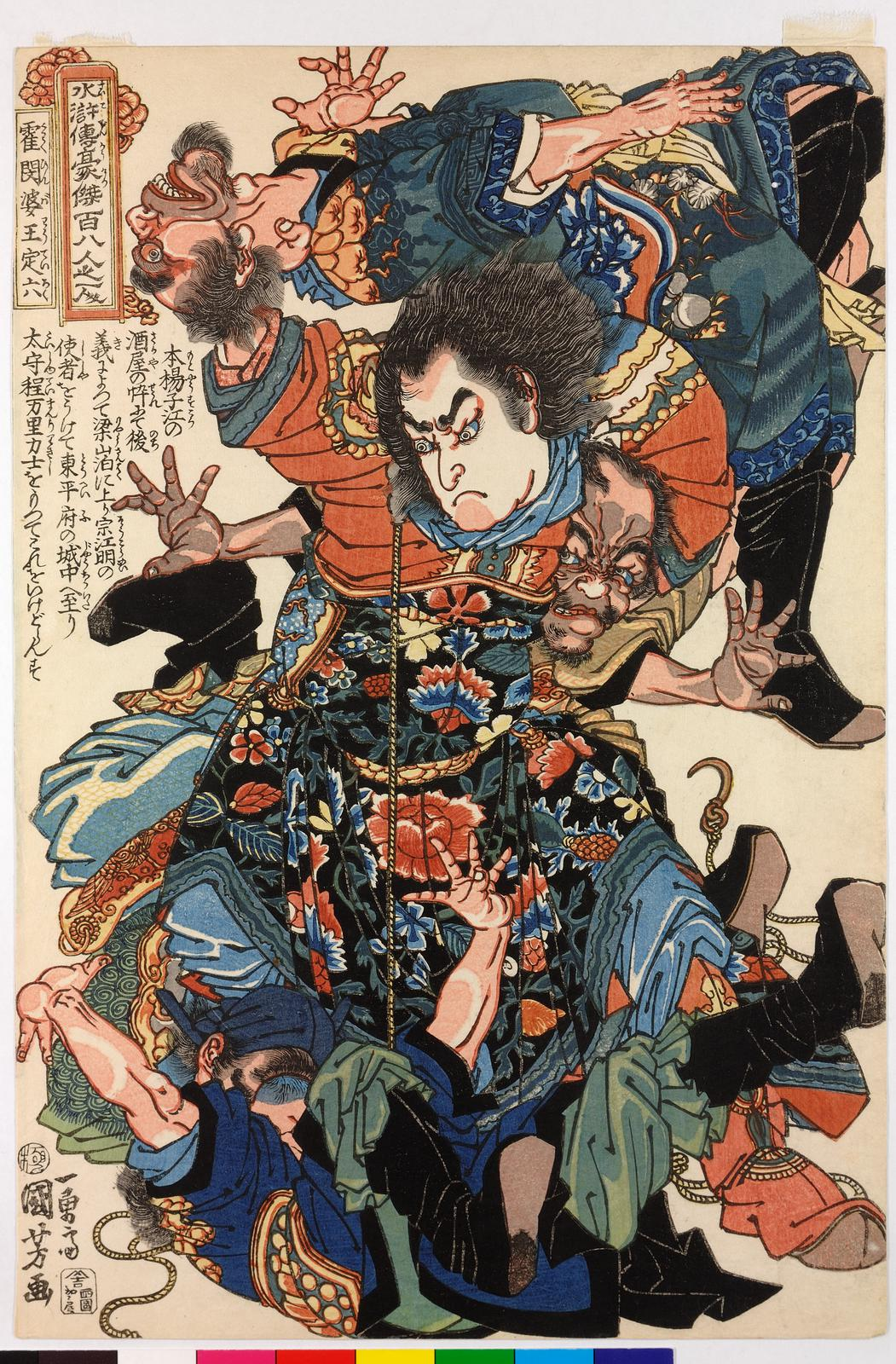
104.活閃婆王定六
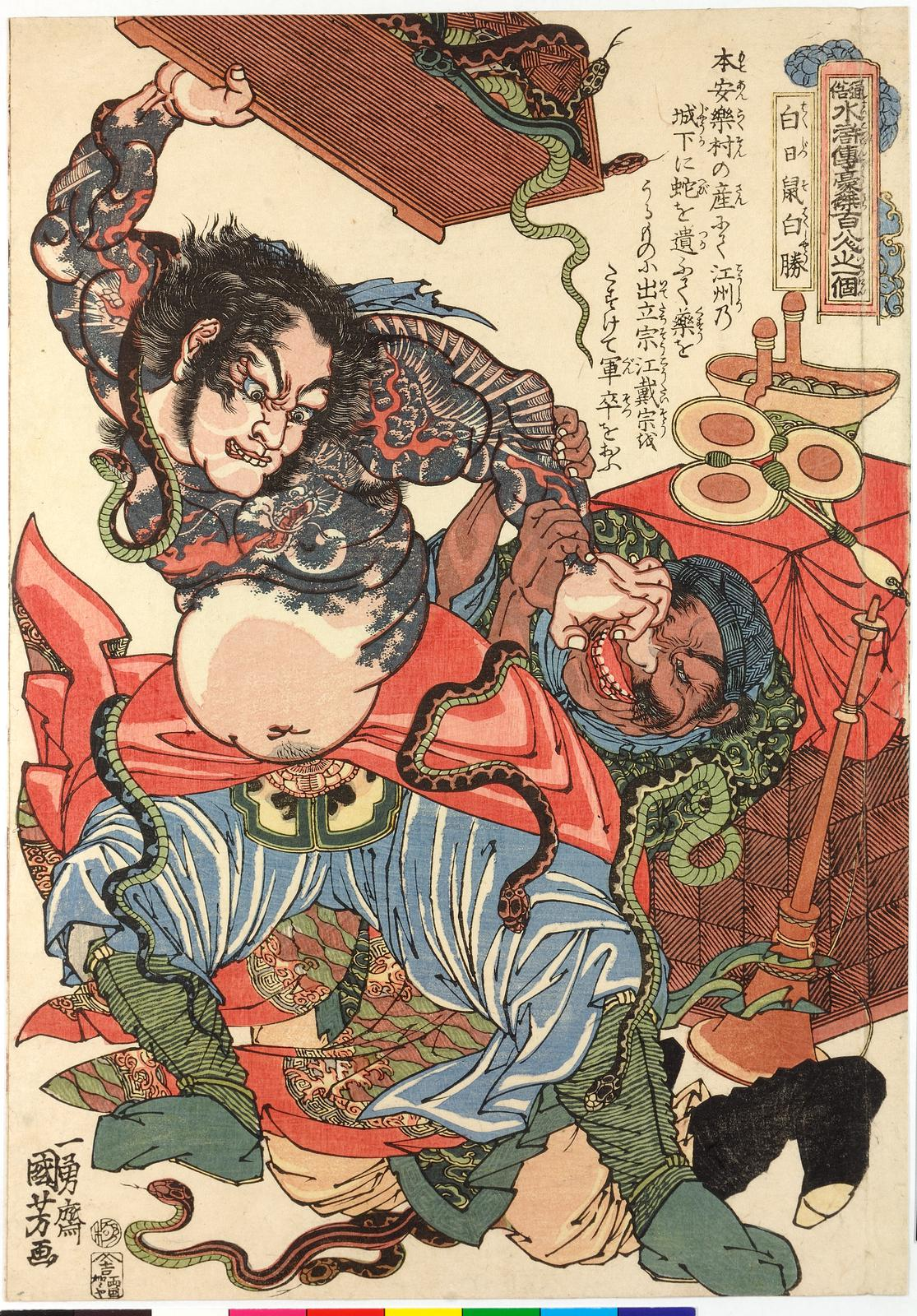
106.白日鼠白勝
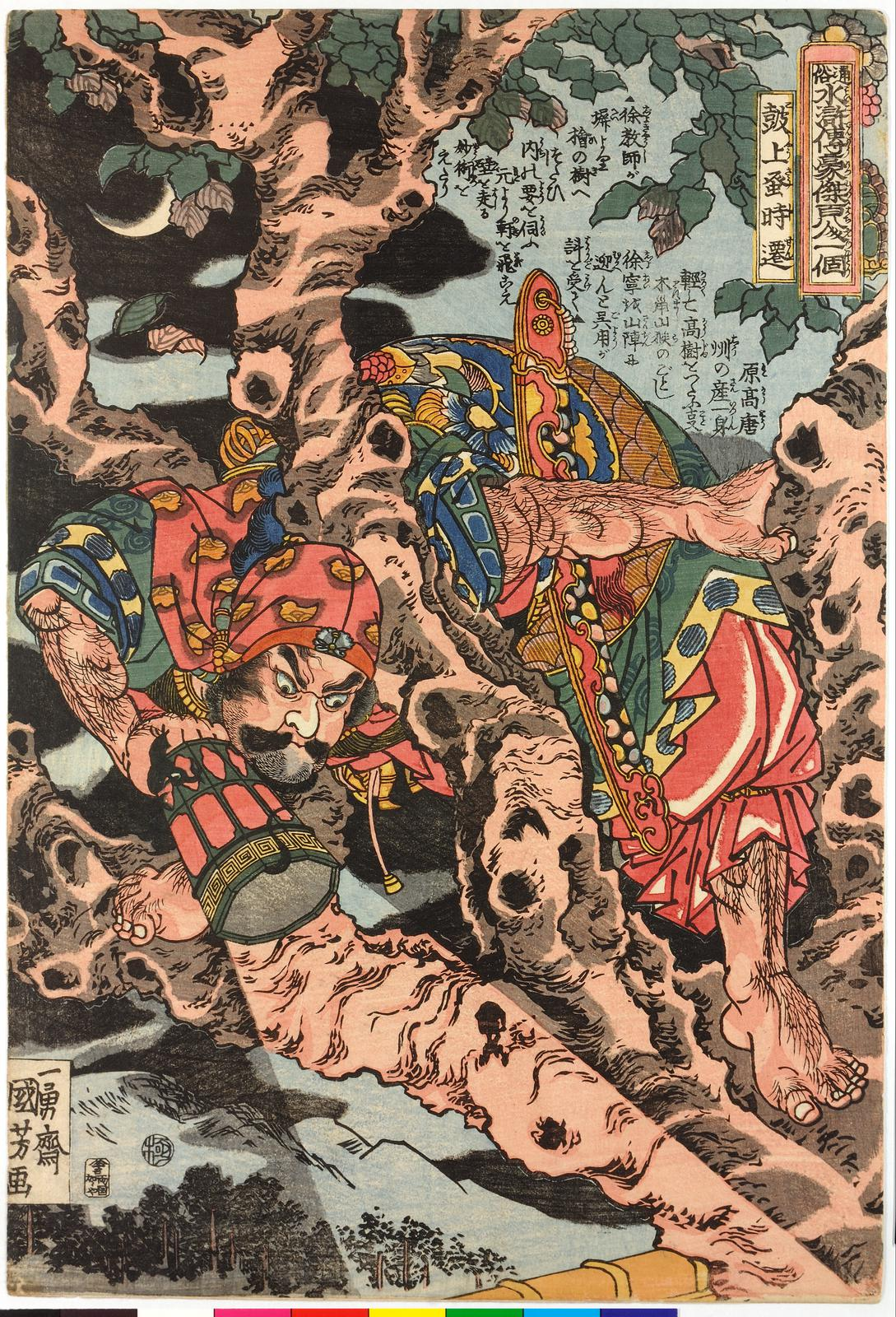
107.鼓上蚤時遷
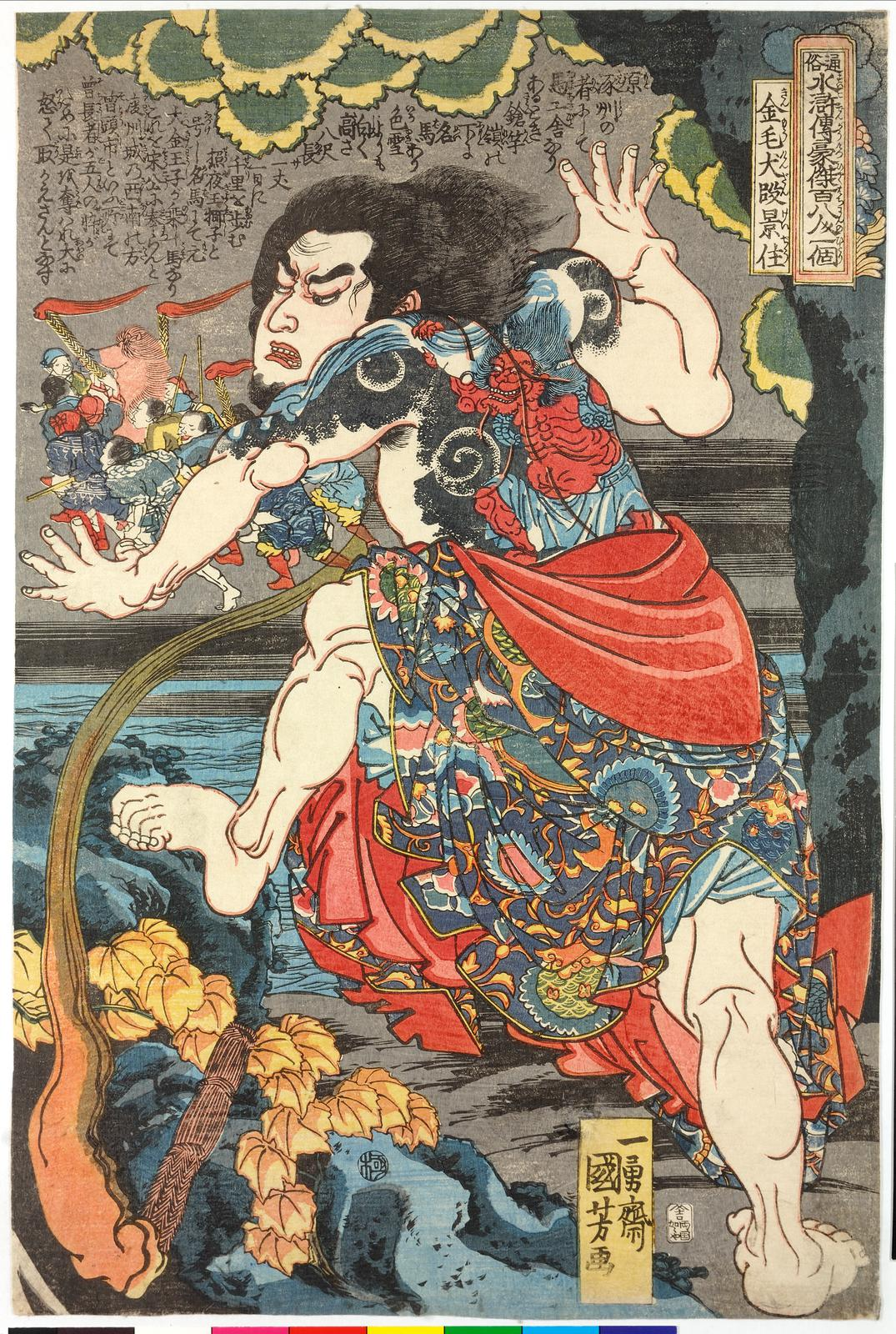
108.金毛犬段景住

### 二枚続

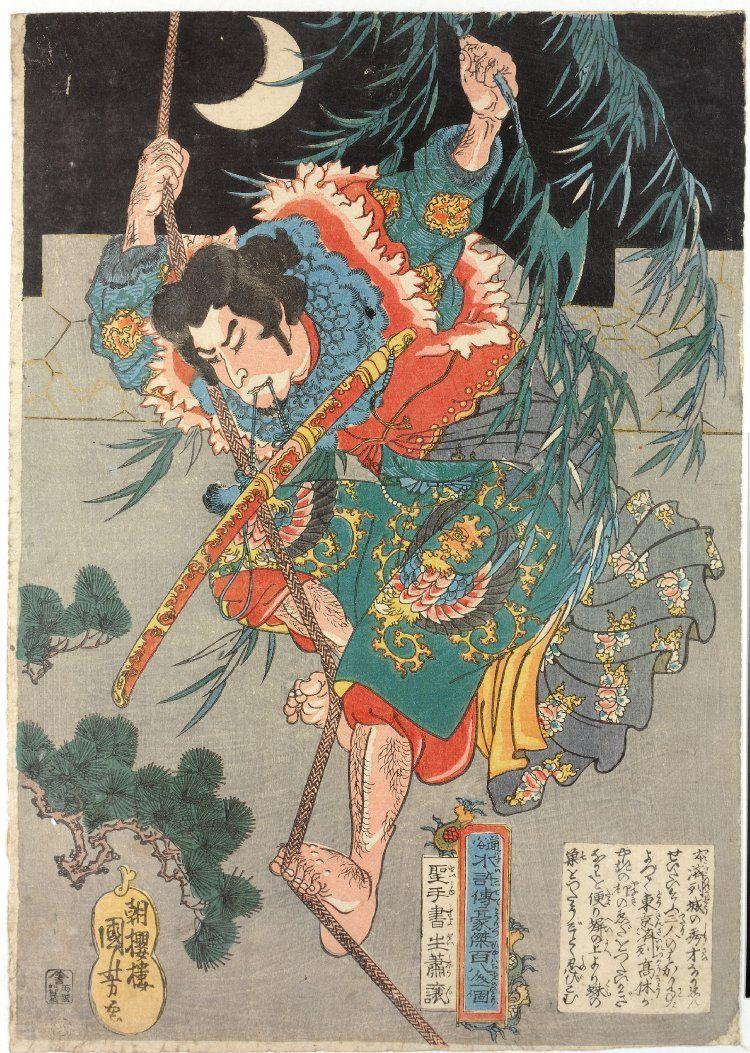
46.聖手書生蕭譲（上）
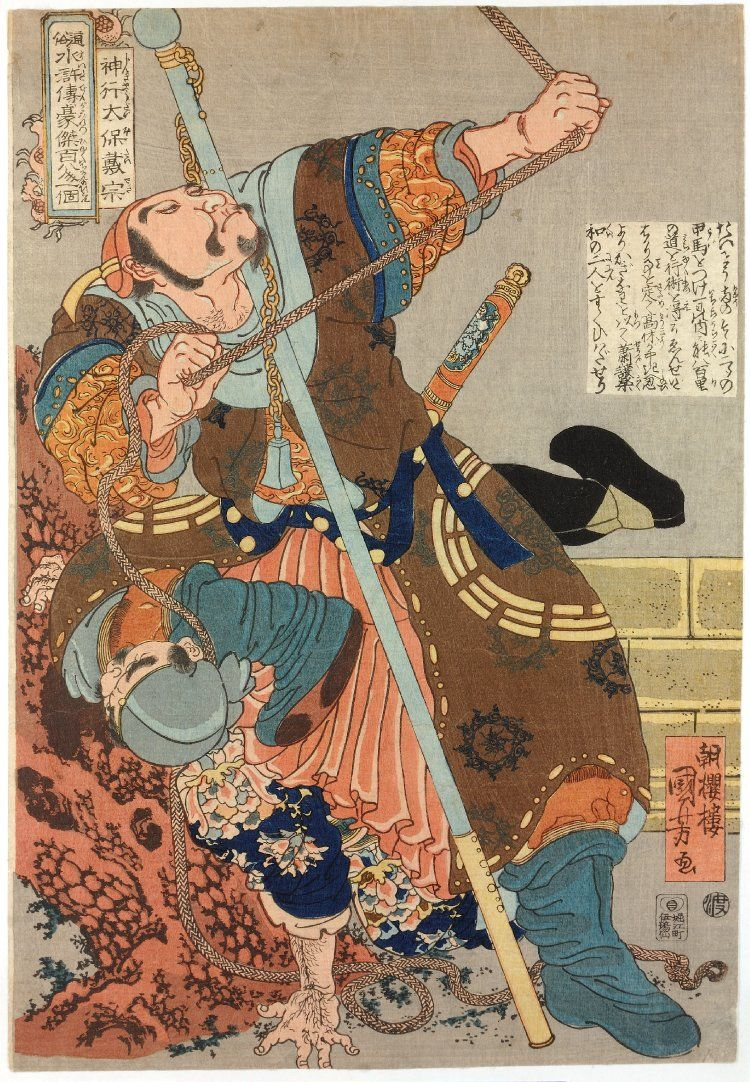
20.神行太保戴宗（下）
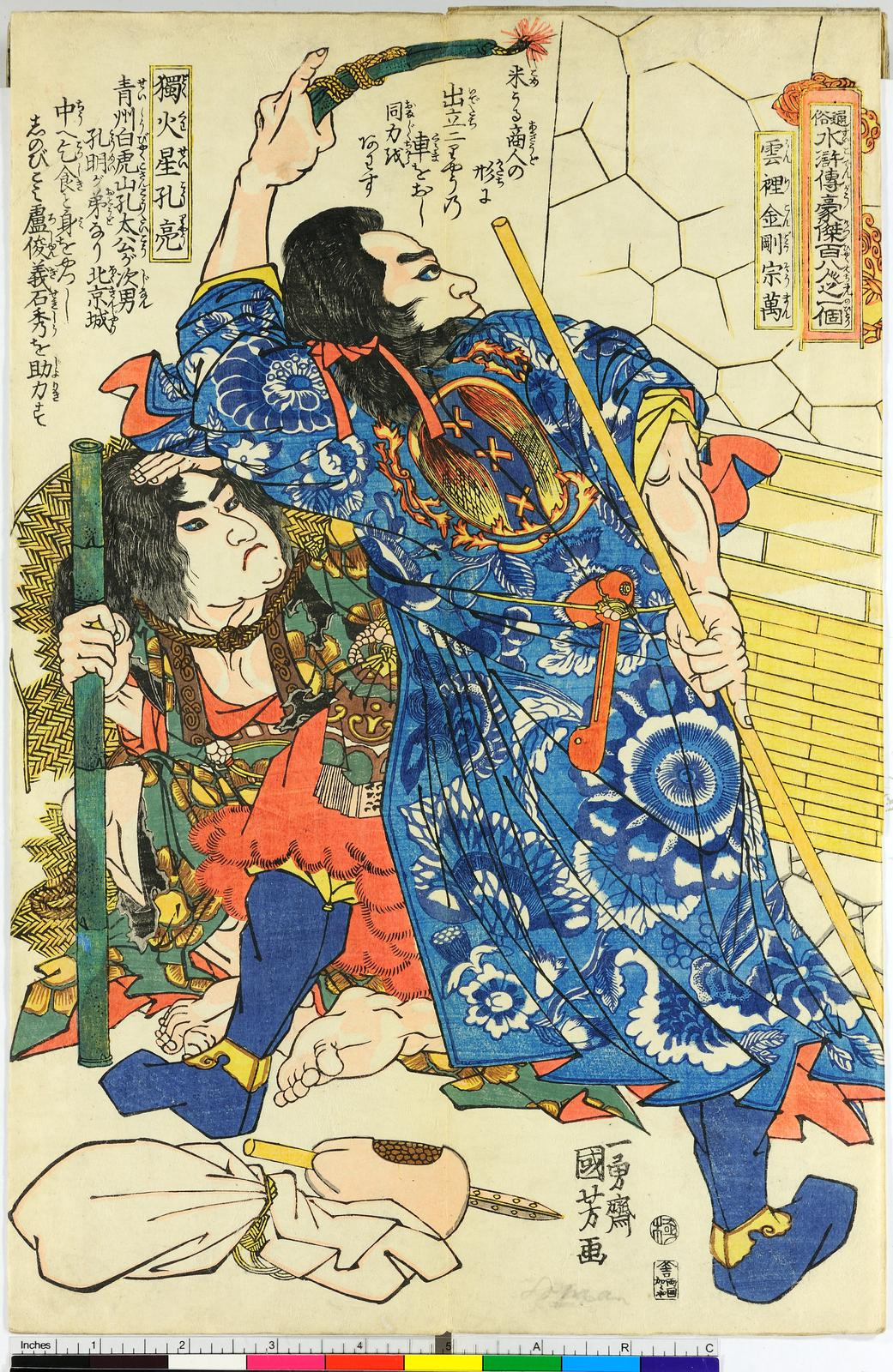
82.雲里金剛宋萬（左）
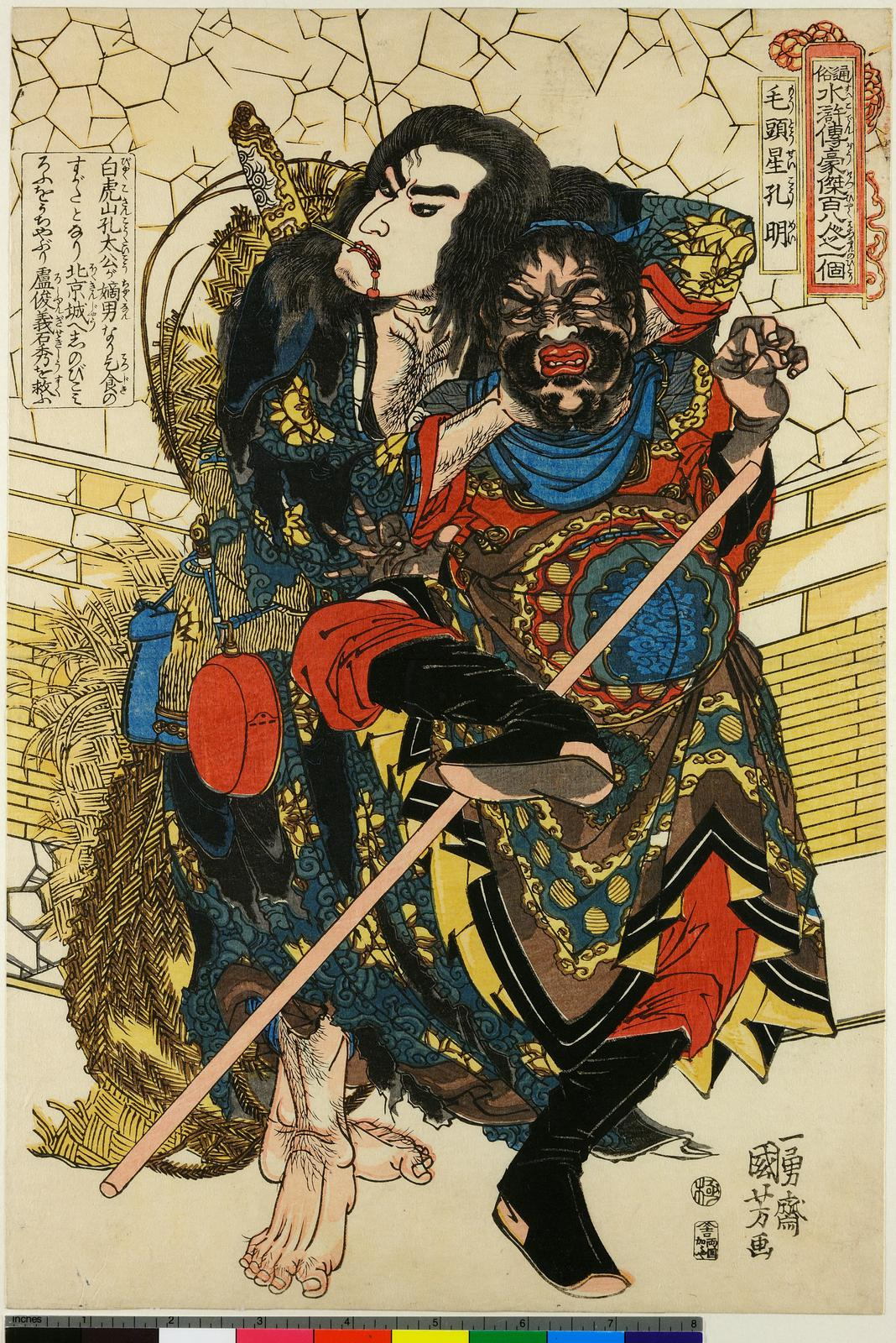
62.毛頭星孔明（右）
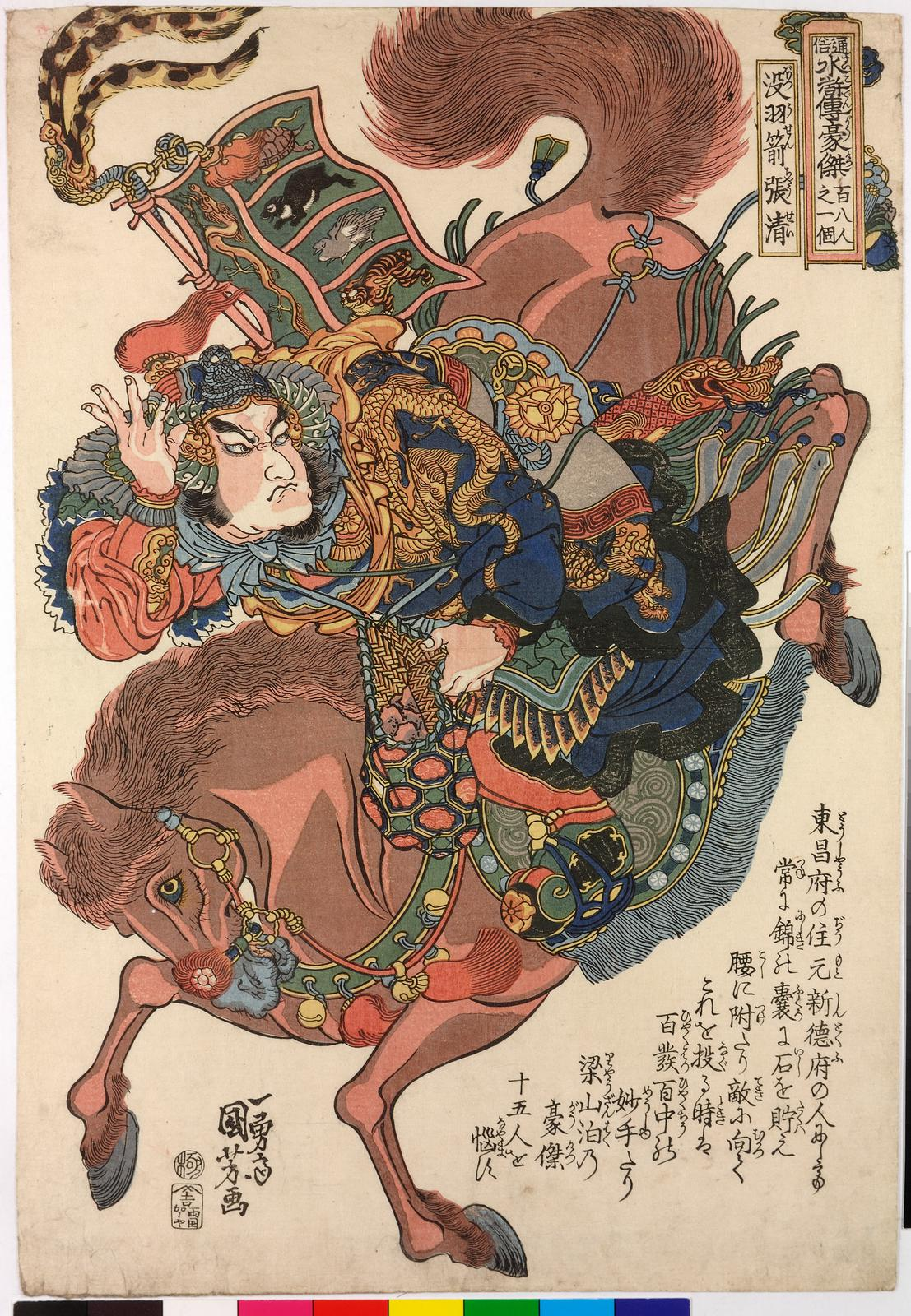
16.沒羽箭張清（左）
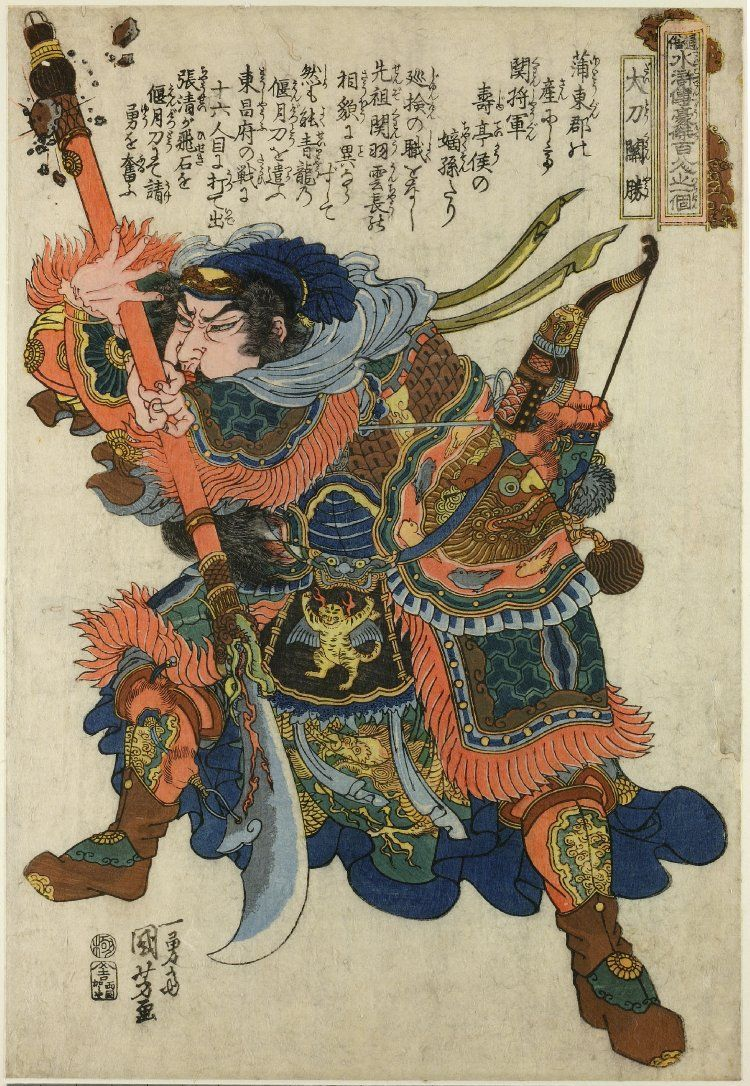
5.大刀関勝（右）
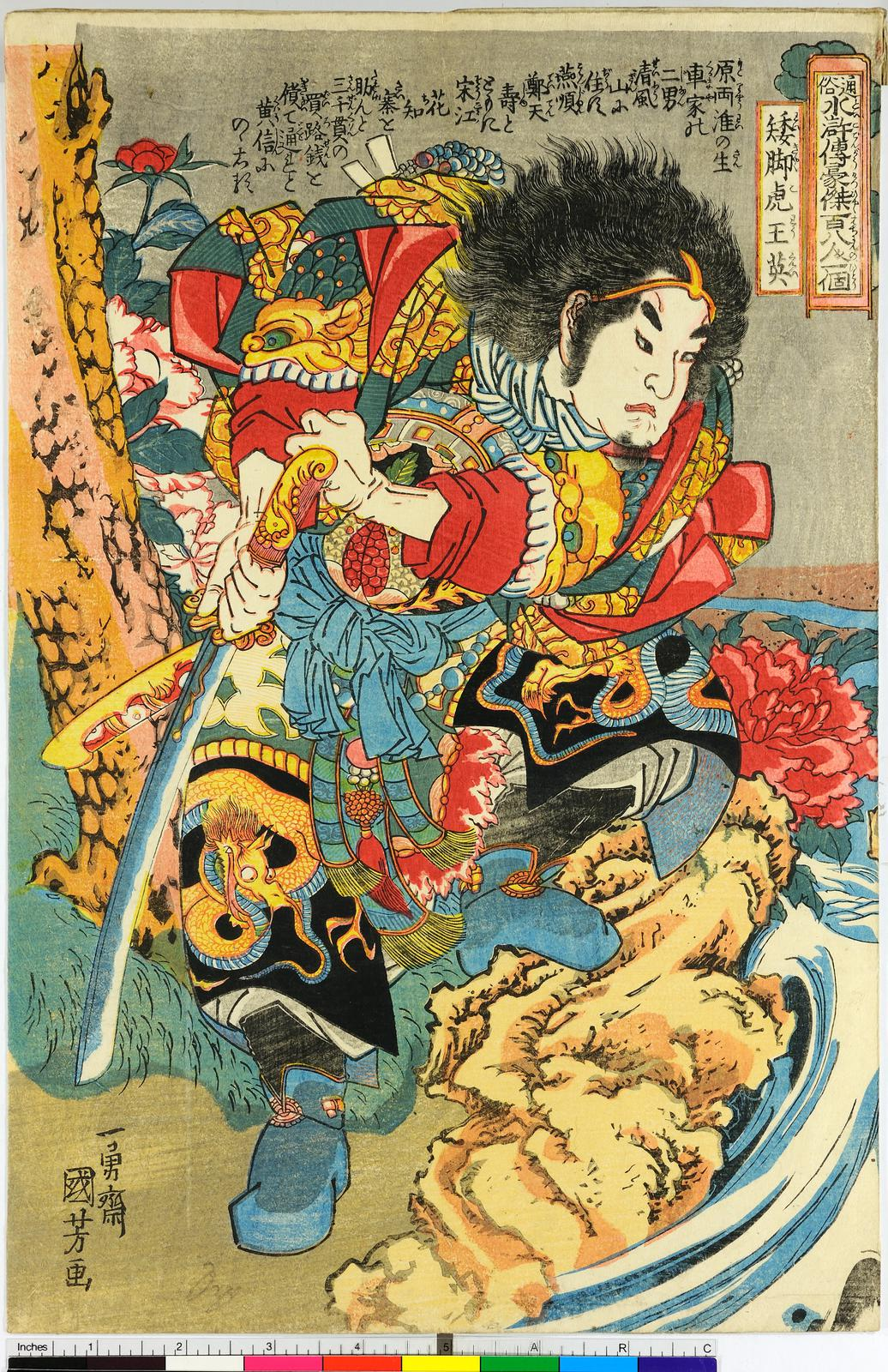
58.矮脚虎王英（左）
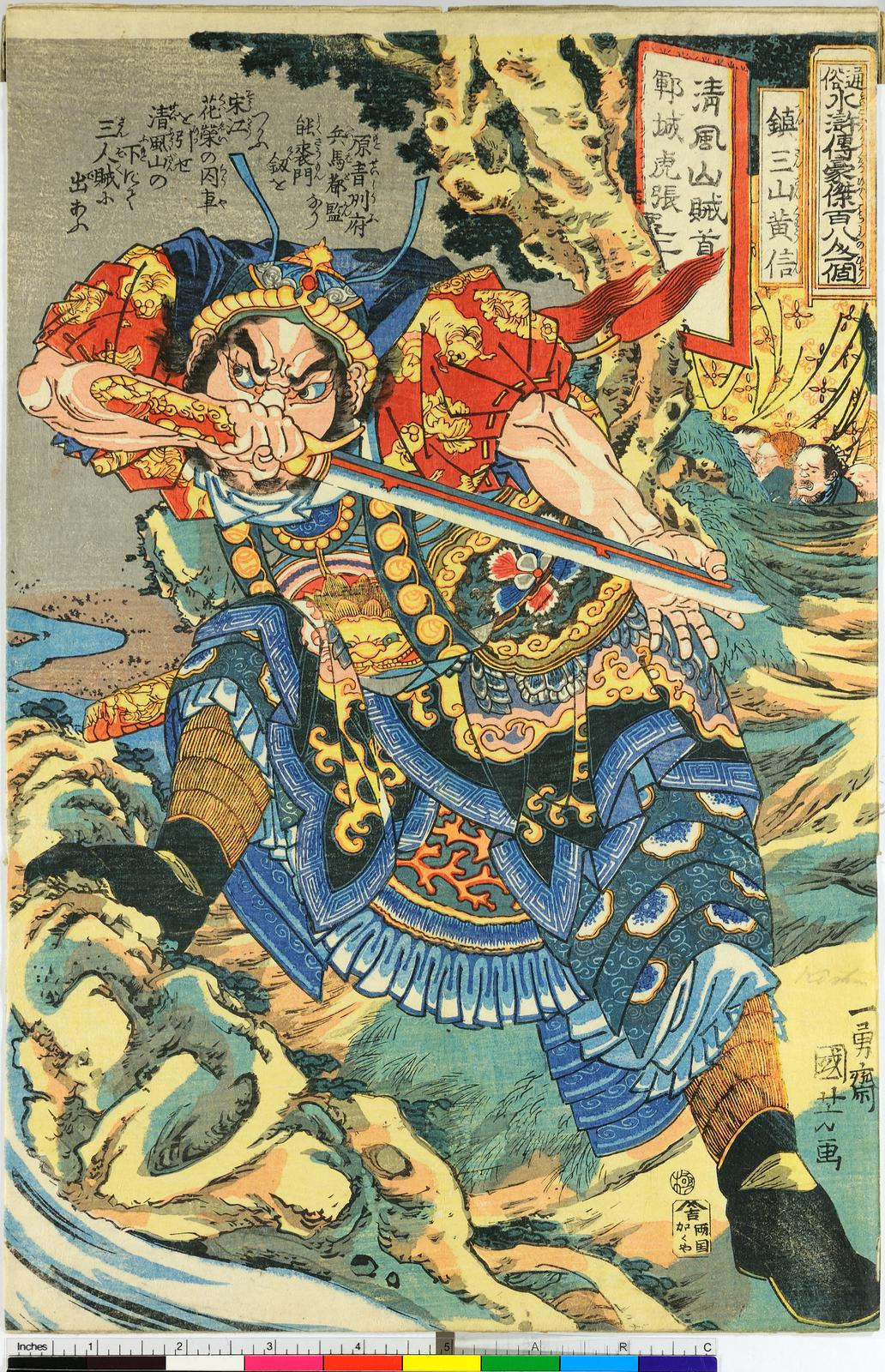
38.鎮三山黃信（右）
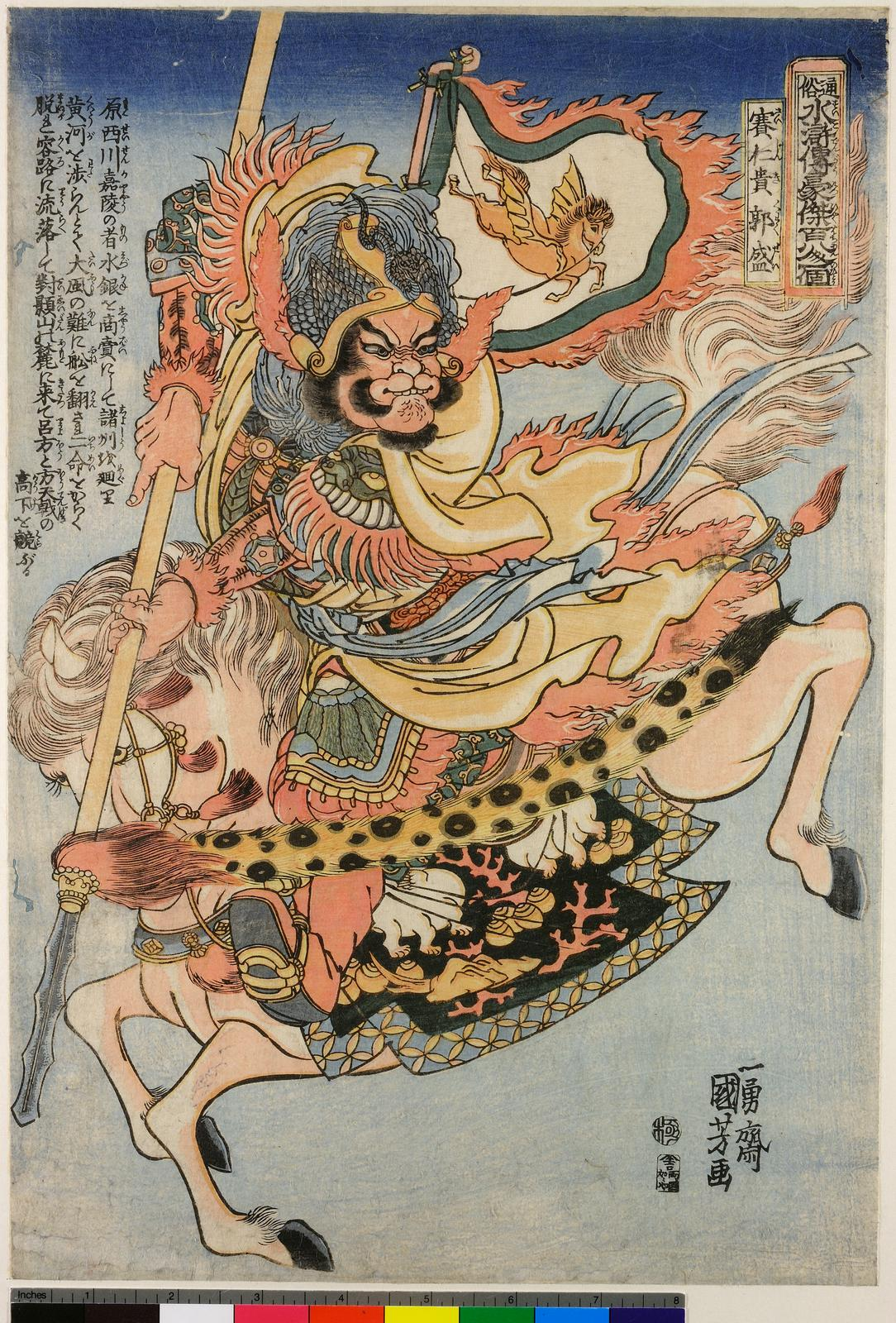
55.賽仁貴郭盛（左）
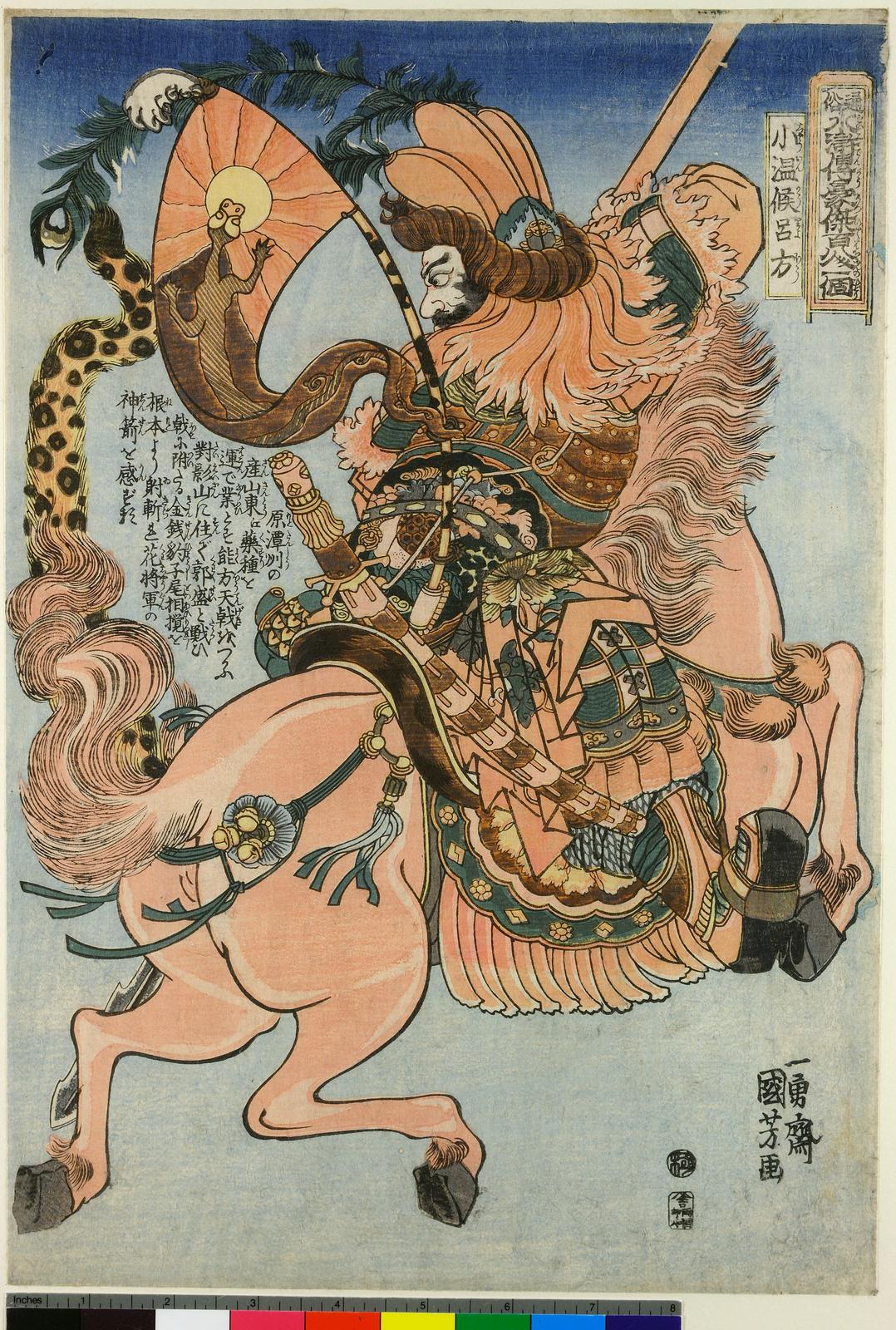
54.小温侯呂方（右）

### 三枚続

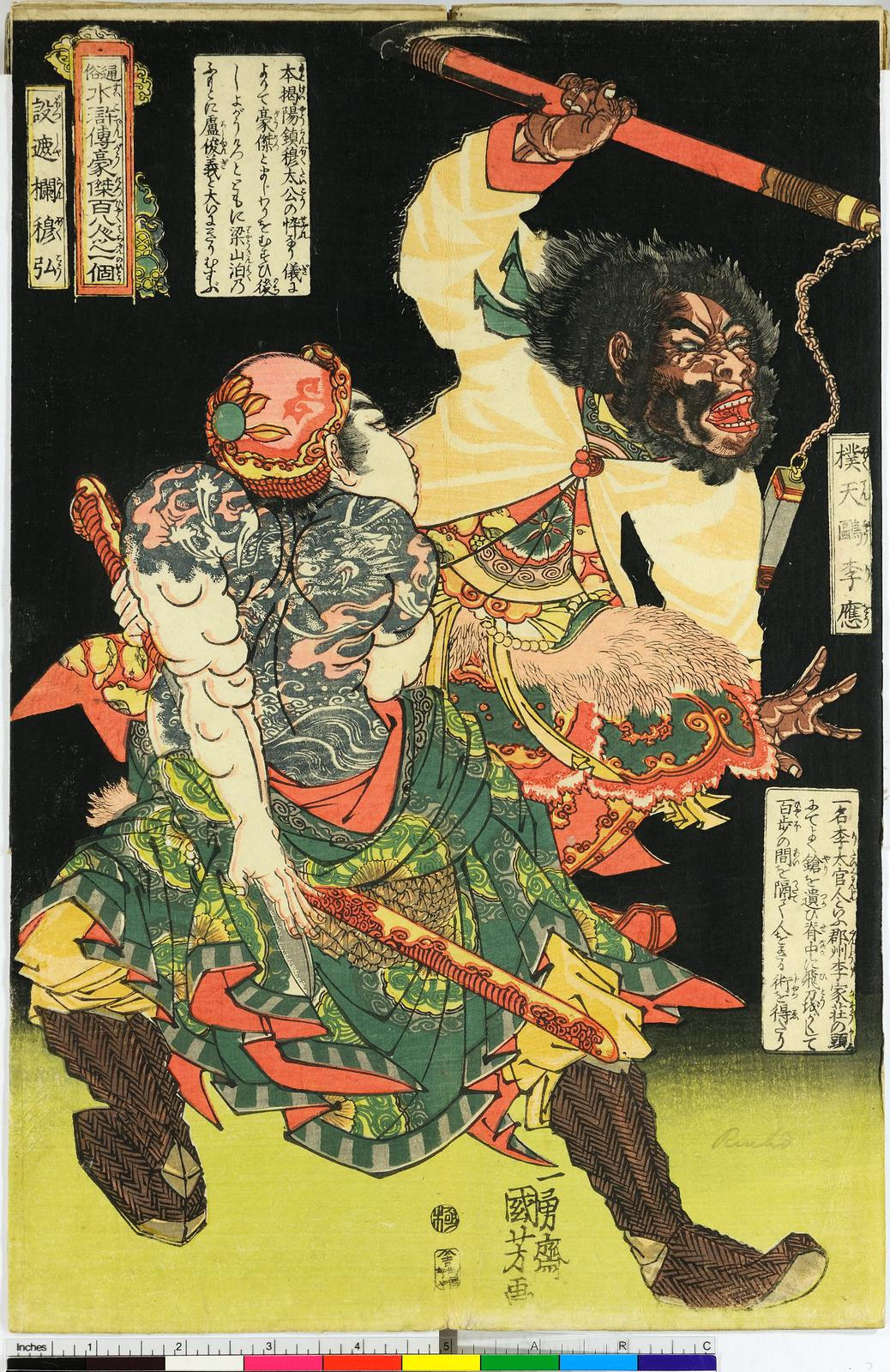
24.没遮攔穆弘, 11.撲天鵰李応
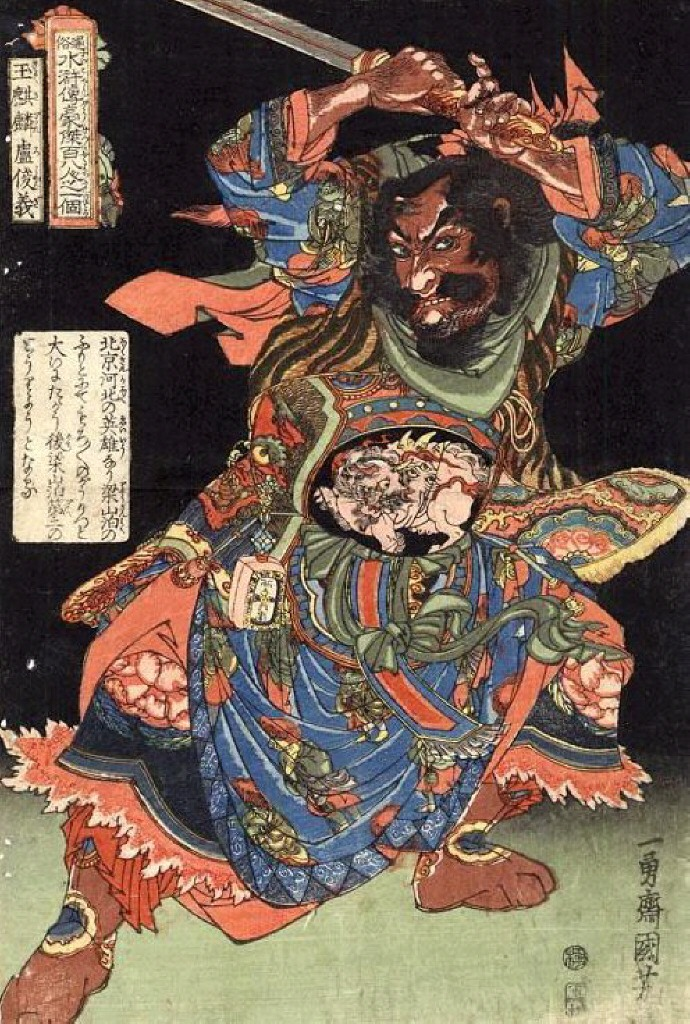
2.玉麒麟盧俊義
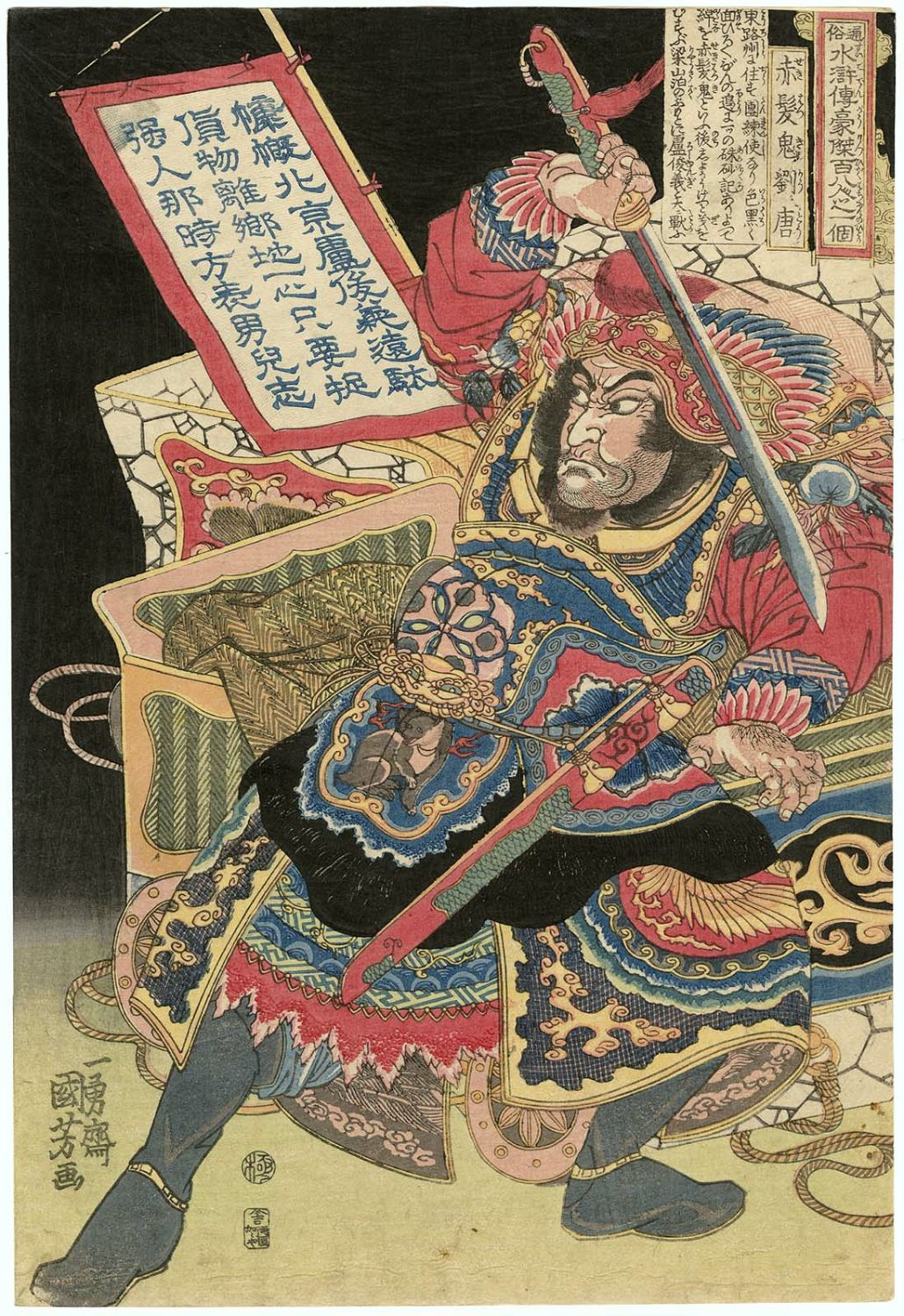
21.赤髪鬼劉唐

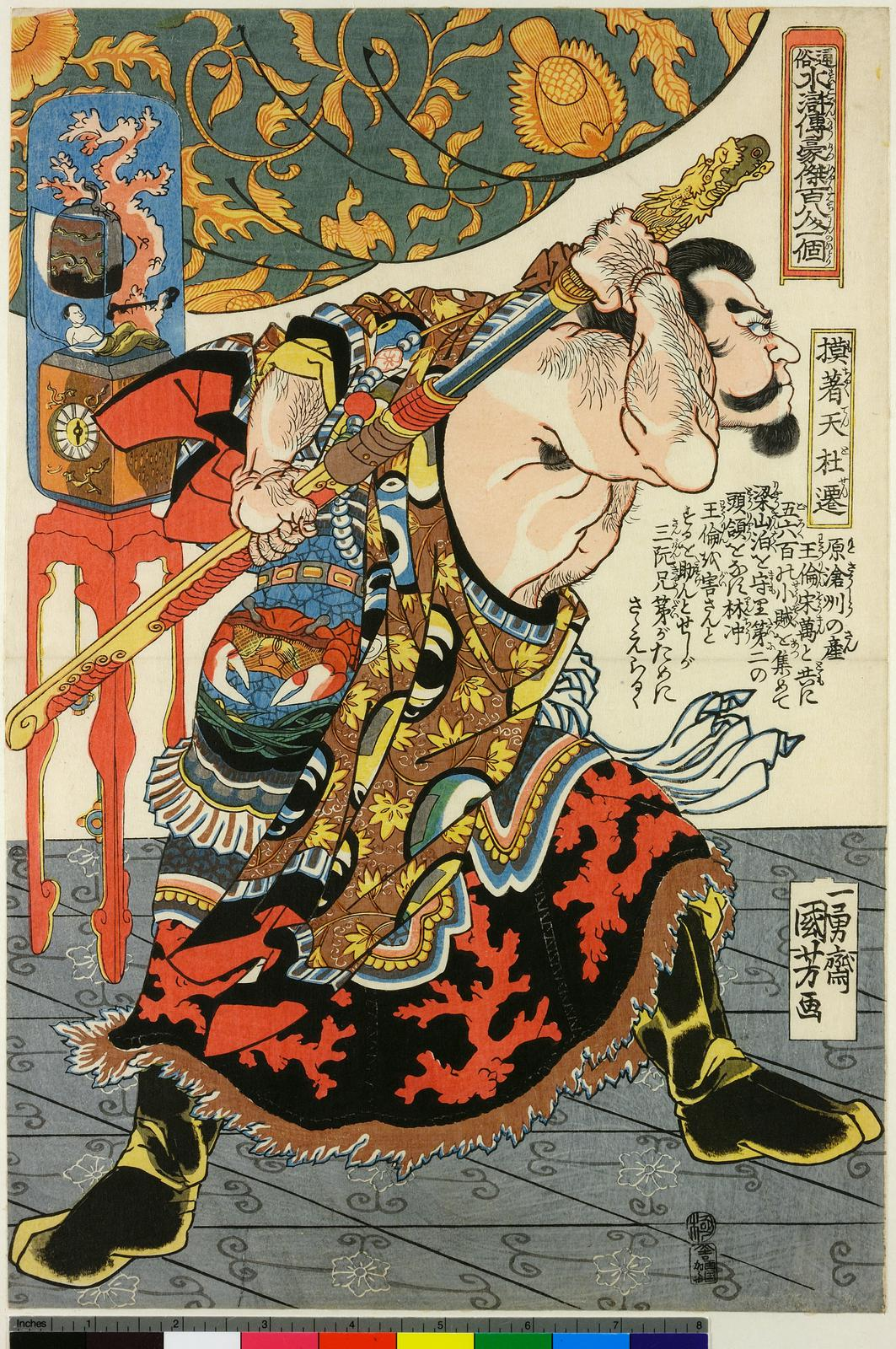
83.摸着天杜遷
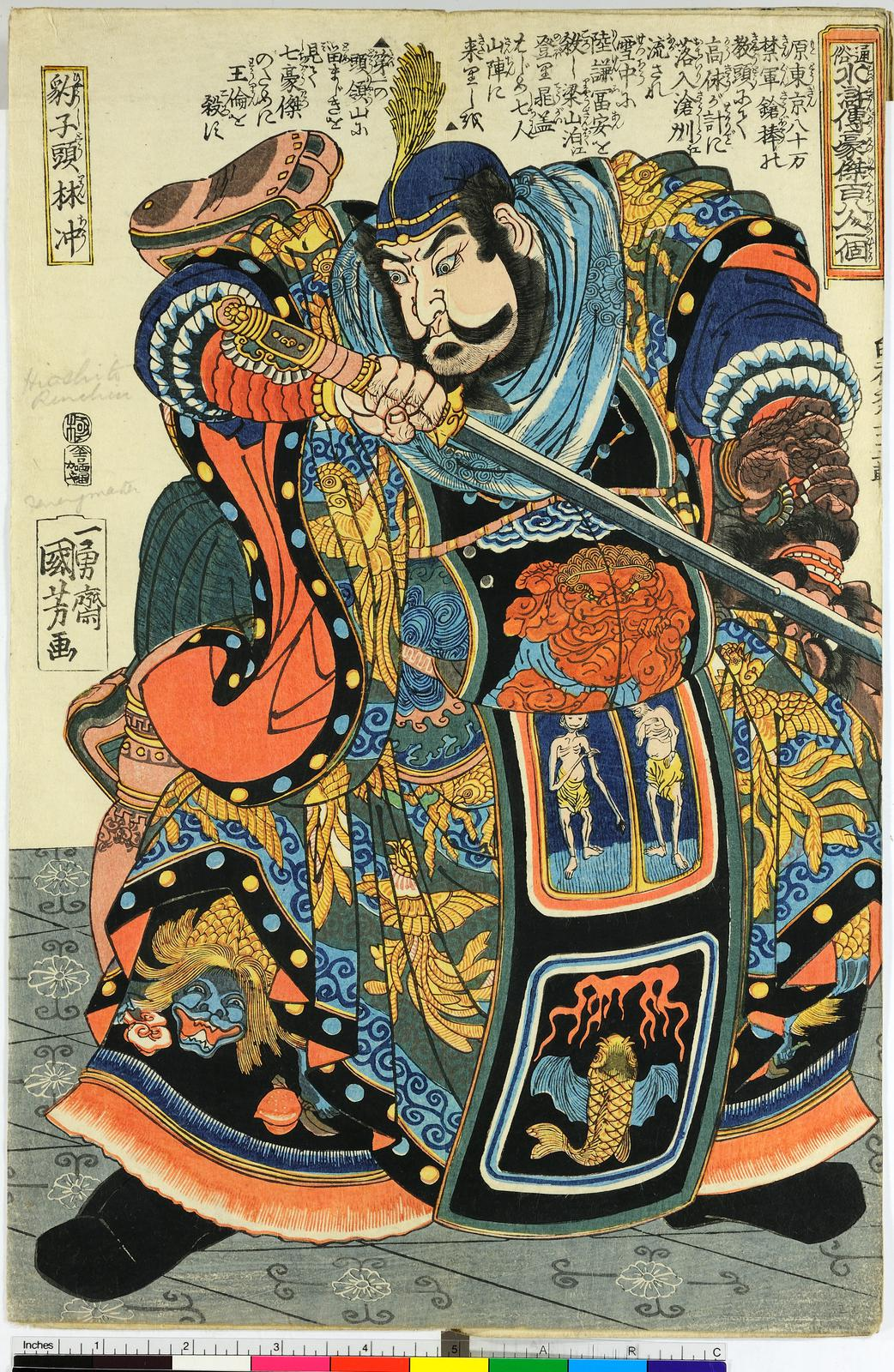
6.豹子頭林冲
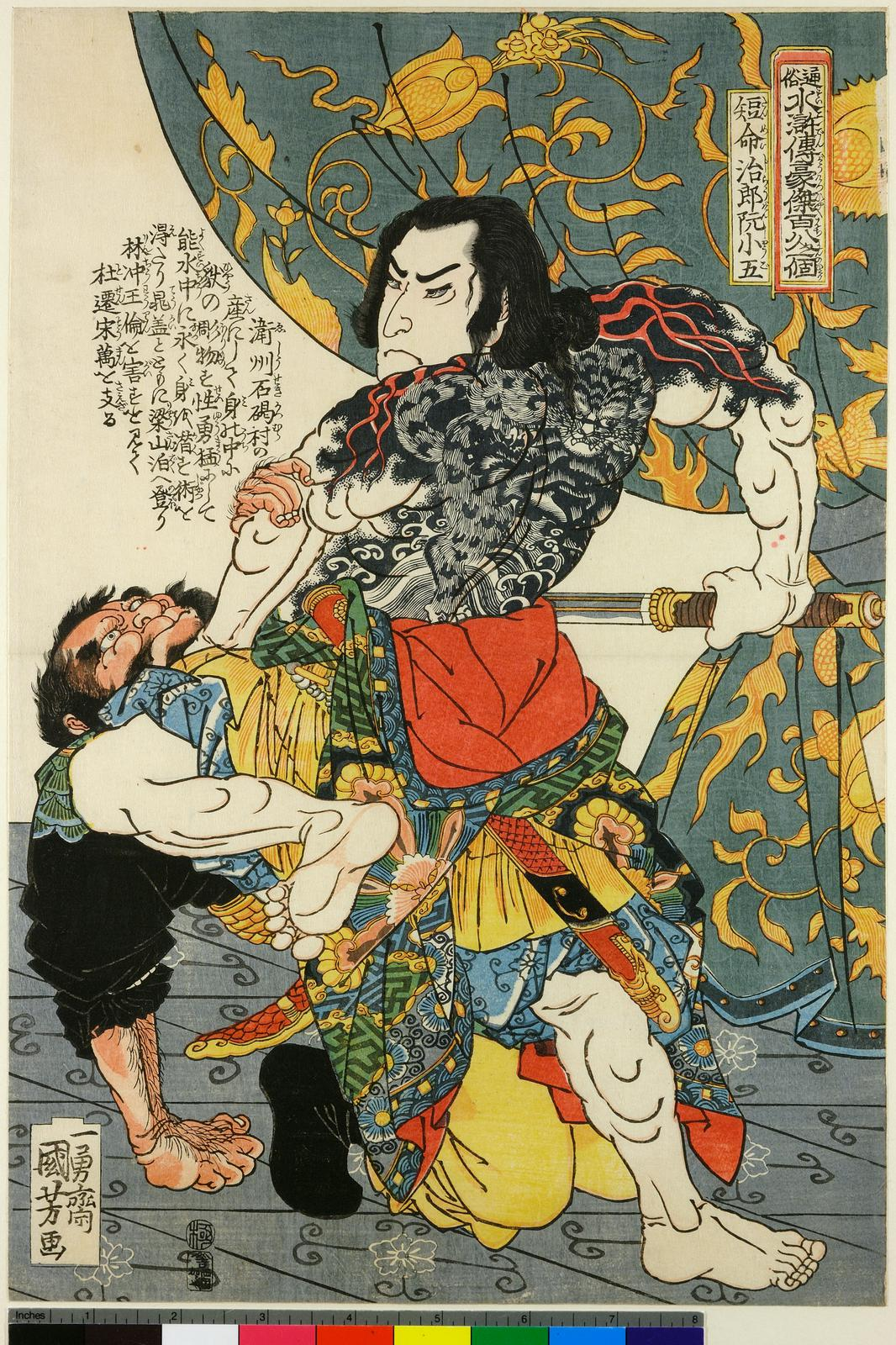
29.短冥次郎阮小吾

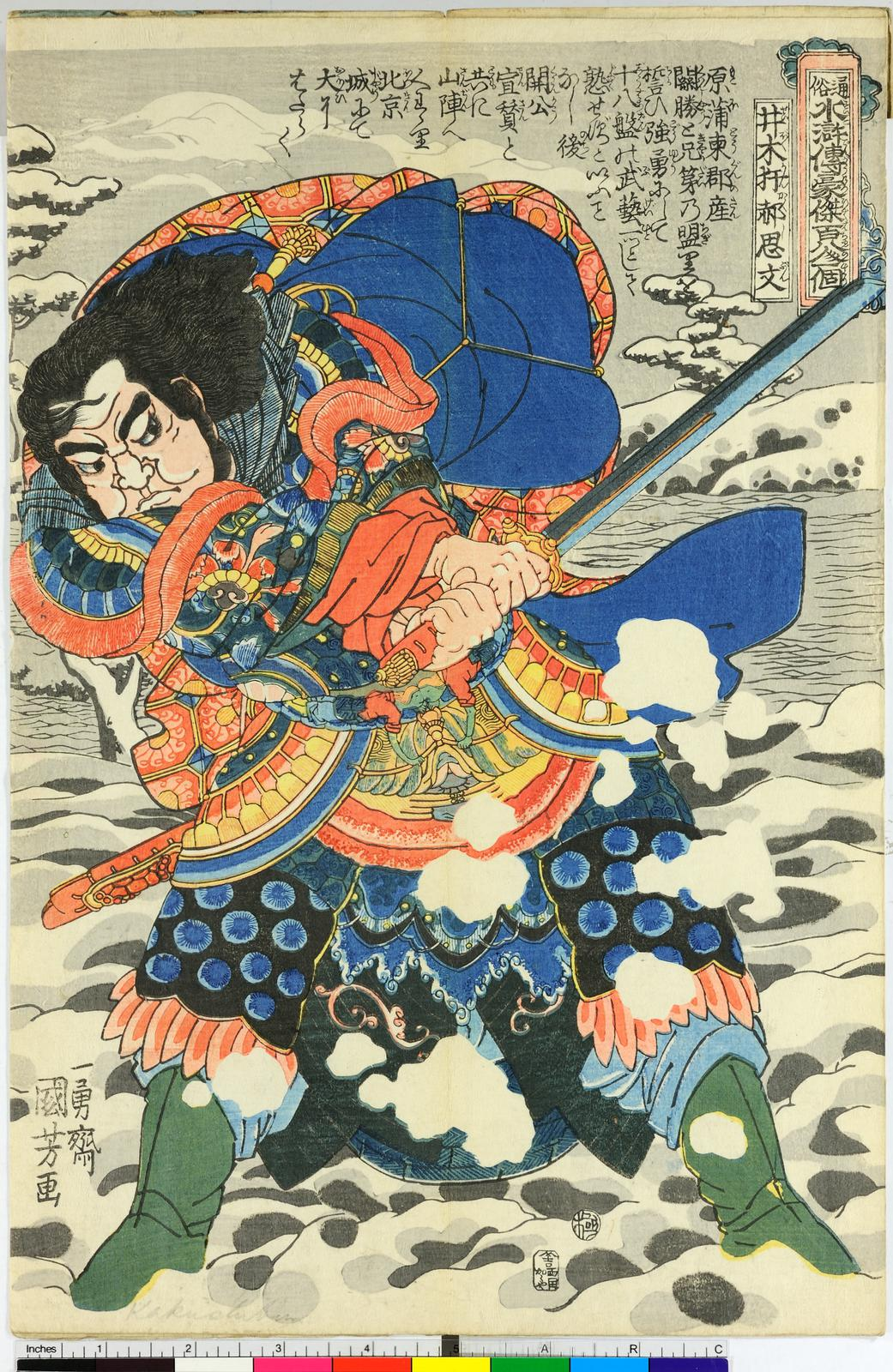
41.井木犴郝思文
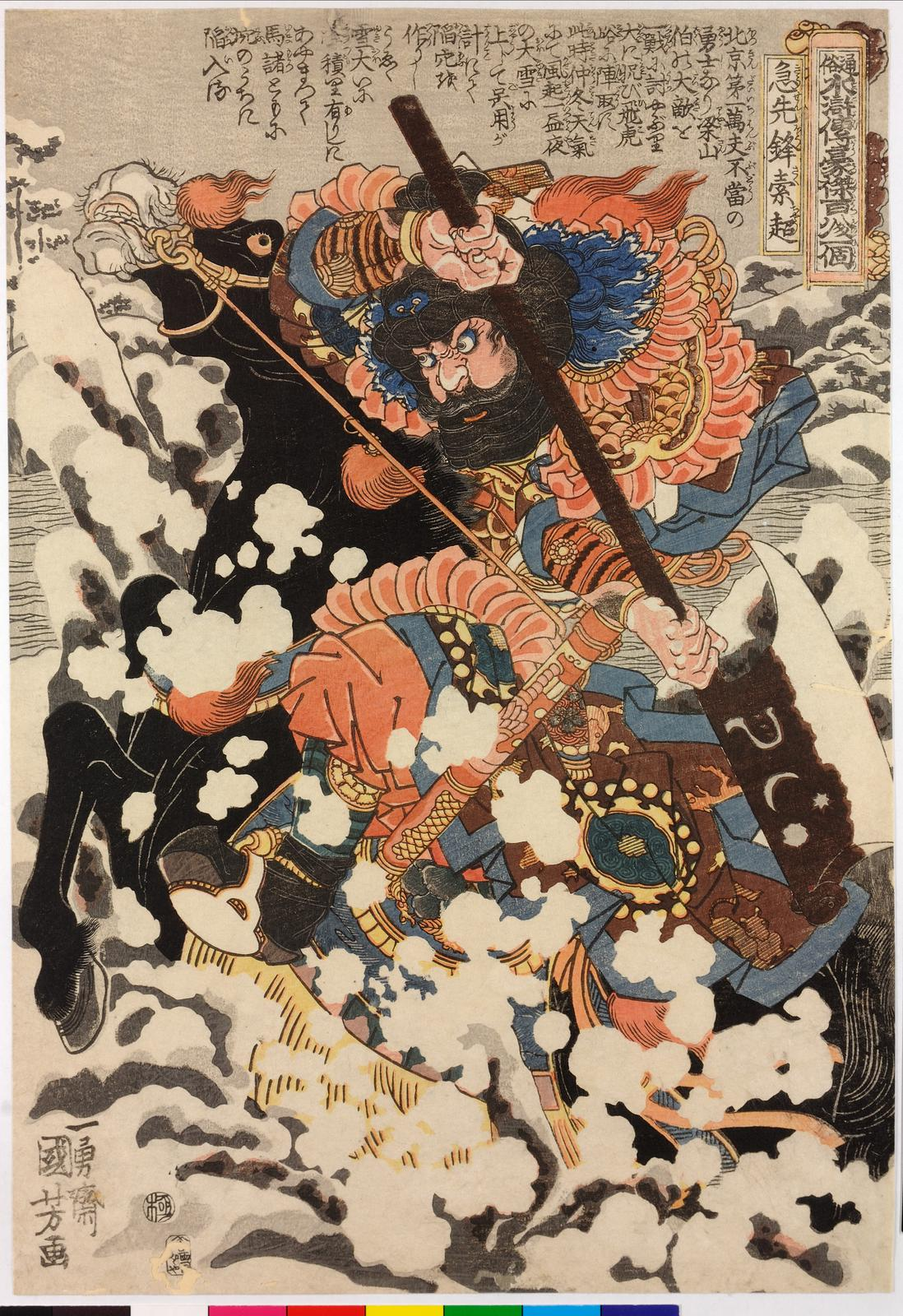
19.急先鋒索超
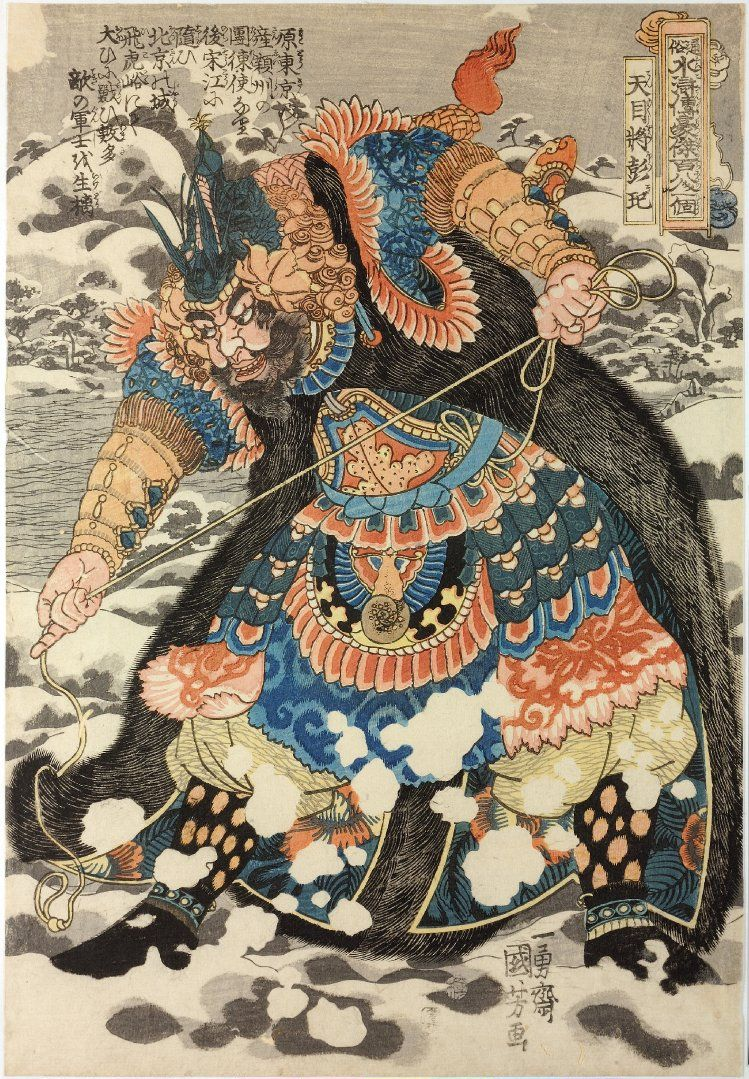
43.天目将彭玘